# Guernsey
Guernsey (en francés: Guernesey; en guerneseyés: Guernésy) es una isla y una jurisdicción de la Bailía de Guernsey  una de tres dependencias de la Corona británica, ubicada en el canal de la Mancha, al oeste de las costas de Normandía, Francia. El territorio comprende la isla de Guernsey (la mayor) y Herm (60 habitantes), además de otras muy pequeñas, como Burhou, Lihou y otros islotes. El jefe de Estado, su duque, es el rey británico Carlos III del Reino Unido representado por el teniente gobernador. Además existe un bailío (Bailiff)  con funciones parlamentarias y judiciales. Guernsey se integra en el archipiélago de las Islas del Canal, del cual también forma parte la bailía de Jersey. Aunque su defensa es responsabilidad del Reino Unido la bailía no forma parte de él, sino que es posesión de la Corona británica.
Tiene una población de 65 345 personas y la capital es Saint Peter Port. En el año 933, la isla fue tomada por el Ducado de Normandía, en el norte de Francia. Cuando en 1066 los normandos invadieron Inglaterra, Normandía e Inglaterra se unieron bajo una monarquía. Durante la Edad Media, Inglaterra perdió casi todas sus posesiones feudales en el continente europeo, pero ha conservado sus islas en el Canal de la Mancha, incluyendo Guernsey. Como la isla de Jersey y las otras del canal de la Mancha, la economía de Guernsey se basa en los servicios financieros (está considerada como paraíso fiscal), el turismo y la agricultura. Un servicio de transbordador comunica las islas con Gran Bretaña y Francia. El guerneseyés, variante del normando, al igual que el francés fueron los idiomas históricamente hablados en estas islas. Sin embargo, en la actualidad la lengua más usada es el inglés.

## Etimología
El nombre Guernsey proviene del nórdico antiguo. Guerns tiene una etimología incierta, pudiendo significar 'verde, cuerno' o provenir de algún nombre personal. A su vez ey significa 'isla' en el nórdico antiguo.

## Historia
Hacia el año 6000 AC, el ascenso del nivel del mar transformó lo que hasta entonces era un promontorio del continente europeo en las actuales Islas del Canal. Por aquellos tiempos, agricultores del Neolítico poblaron sus costas y construyeron dólmenes y menhires. En la isla hay tres menhires de gran interés arqueológico. El dolmen conocido como L'Autel du Dehus también contiene un deidad de dolmen conocido como Le Gardien du Tombeau.
Durante su migración a Bretaña, los británicos ocuparon las Islas Lenur (antiguo nombre de las islas del Canal) incluyendo a Sarnia o Lisia (Guernsey) y a Angia (Jersey). Anteriormente se pensaba que el nombre original de la Isla era Sarnia, pero la investigación reciente muestra que era el nombre latino para la isla de Sark. San Sampson, abad de Doll, en Bretaña, que vino del Reino de Gwent (Gales), introdujo el cristianismo en Guernsey. En 933, las islas, que estaban bajo el control de Guillermo I, pasaron a depender directamente del Ducado de Normandía. La isla de Guernsey y otras islas del Canal representan los últimos restos del Ducado medieval de Normandía. En las islas, el tradicional título de Carlos III como jefe de Estado es del duque de Normandía.
Durante la Edad Media, la isla fue atacada en varias ocasiones por piratas franceses y fuerzas navales, especialmente durante la guerra de los Cien años, cuando fue ocupada por Francia en varias ocasiones, la primera en 1339. En 1372, la isla fue invadida por mercenarios aragoneses bajo el mando de Owain Lawgoch (recordado como Yvon de Gales), que estaba a servicio del rey francés. Lawgoch y sus mercenarios se recordaron más adelante en las leyendas de Guernsey como la invasión de las hadas de todo el mar. En la guerra civil inglesa, Guernsey se puso del lado del parlamento, mientras que Jersey estaba con los seguidores de Carlos I de Inglaterra. La decisión de Guernsey estaba relacionada con la numerosa población calvinista y de otras iglesias de la Reforma protestante, y con que Carlos I no había tomado parte en la liberación de unos marineros de la isla capturados por piratas berberiscos. No obstante, no había unidad en la isla, ya que había partidarios del rey.
En los siglos XVII y XVIII, durante las guerras con Francia y España, los navieros de Guernsey y los capitanes de mar explotaron su proximidad al continente europeo, solicitando patentes de corso.
El siglo XIX trajo una enorme prosperidad a la isla, debido a su éxito en el comercio marítimo global, y a la subida de la industria de piedra. William Le Lacheur estableció el comercio del café de Costa Rica con Europa, jugando un papel preponderante en el desarrollo económico de esta nación. Durante la Primera Guerra Mundial, unos 3000 hombres de la isla desempeñaron servicios en la fuerza expedicionaria británica. De estos, cerca de 1000 sirvieron en el regimiento ligero real de la infantería de Guernsey, formado a partir de la milicia real de Guernsey en 1916.

### Segunda Guerra Mundial
En la Segunda Guerra Mundial, Guernsey fue ocupado por las tropas alemanas. Antes de la ocupación, evacuaron a muchos niños de Guernsey a Inglaterra para vivir con los parientes o los extranjeros durante la guerra. Algunos niños nunca volvieron con sus familias.

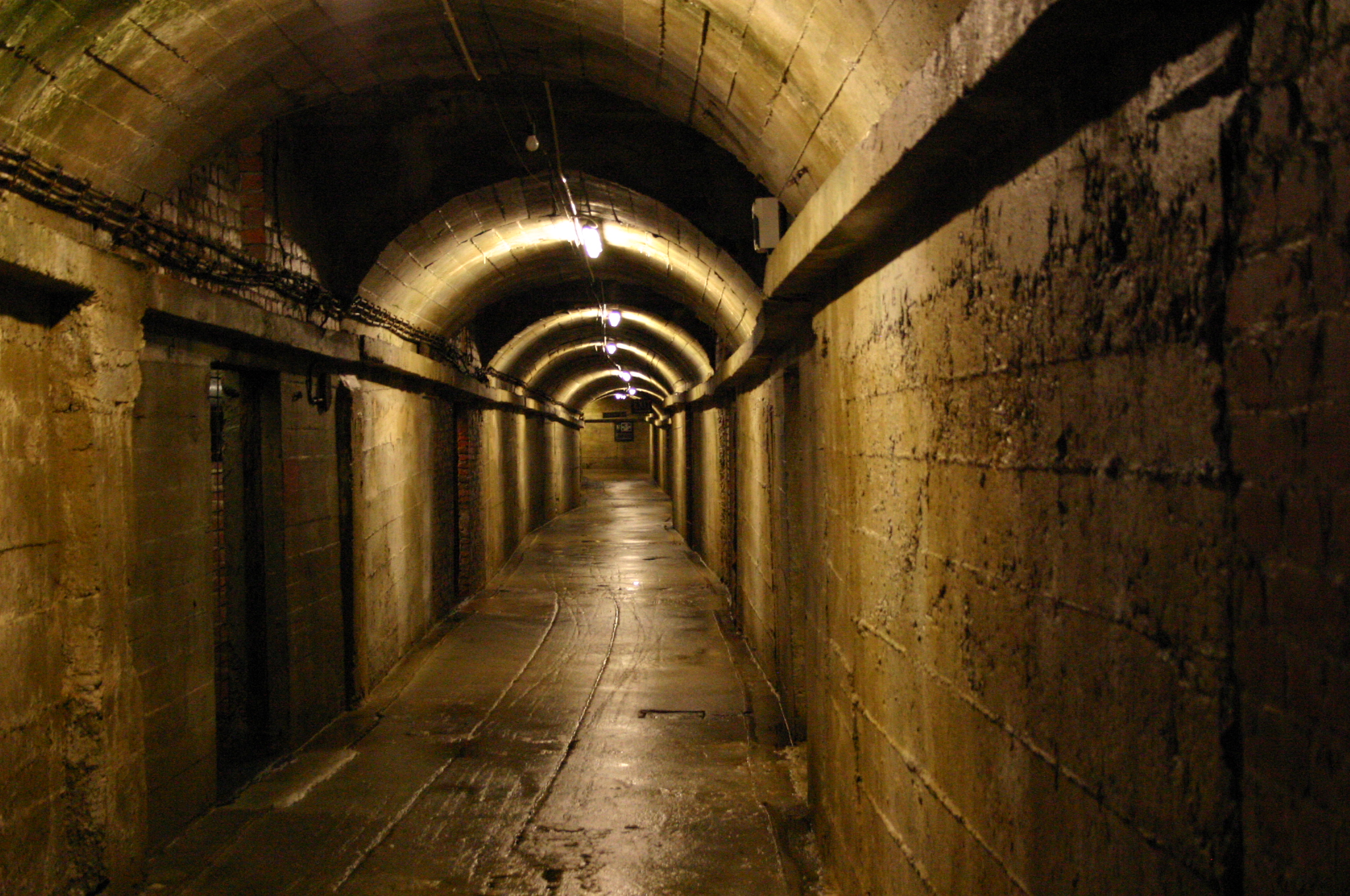
Hospital subterráneo Alemán en Guernsey

Las leyes de ocupación fueron aplicadas por la guarnición alemana. Por ejemplo, se ofrecieron recompensas a los informadores que denunciaran a alguien por pintar carteles de «V de la Victoria» en paredes y edificios; una práctica que se había hecho popular entre los isleños que deseaban expresar su lealtad a Gran Bretaña.
Guernsey fue fuertemente fortificada durante la Segunda Guerra Mundial, desproporcionadamente para el valor estratégico de la isla; por ejemplo, en Batterie Mirus se instalaron cuatro cañones navales rusos de 305 mm de época capturados a la Unión Soviética. Las defensas y alteraciones alemanas siguen siendo visibles, incluidas las adiciones hechas al Castillo Cornet y a un molino de viento. Hitler se había obsesionado con la idea de que los Aliados intentarían recuperar las islas a cualquier precio, por lo que más del 20% de los materiales utilizados para construir el «Muro Atlántico» (el intento nazi de defender la Europa continental de la invasión marítima) se destinó a las islas del Canal, incluidos 47.000 metros cúbicos de hormigón utilizados para las bases de los cañones[35]. La mayoría de las fortificaciones alemanas permanecen intactas y, aunque la mayoría de ellas se encuentran en propiedades privadas, varias están abiertas al público.
La hambruna amenazó a la isla a finales de 1944 después de que las fuerzas alemanas quedaran aisladas y no se pudieran traer suministros desde Francia. El SS Vega, fletado por la Cruz Roja, llevó a la isla paquetes de comida de la Cruz Roja y otros suministros esenciales.

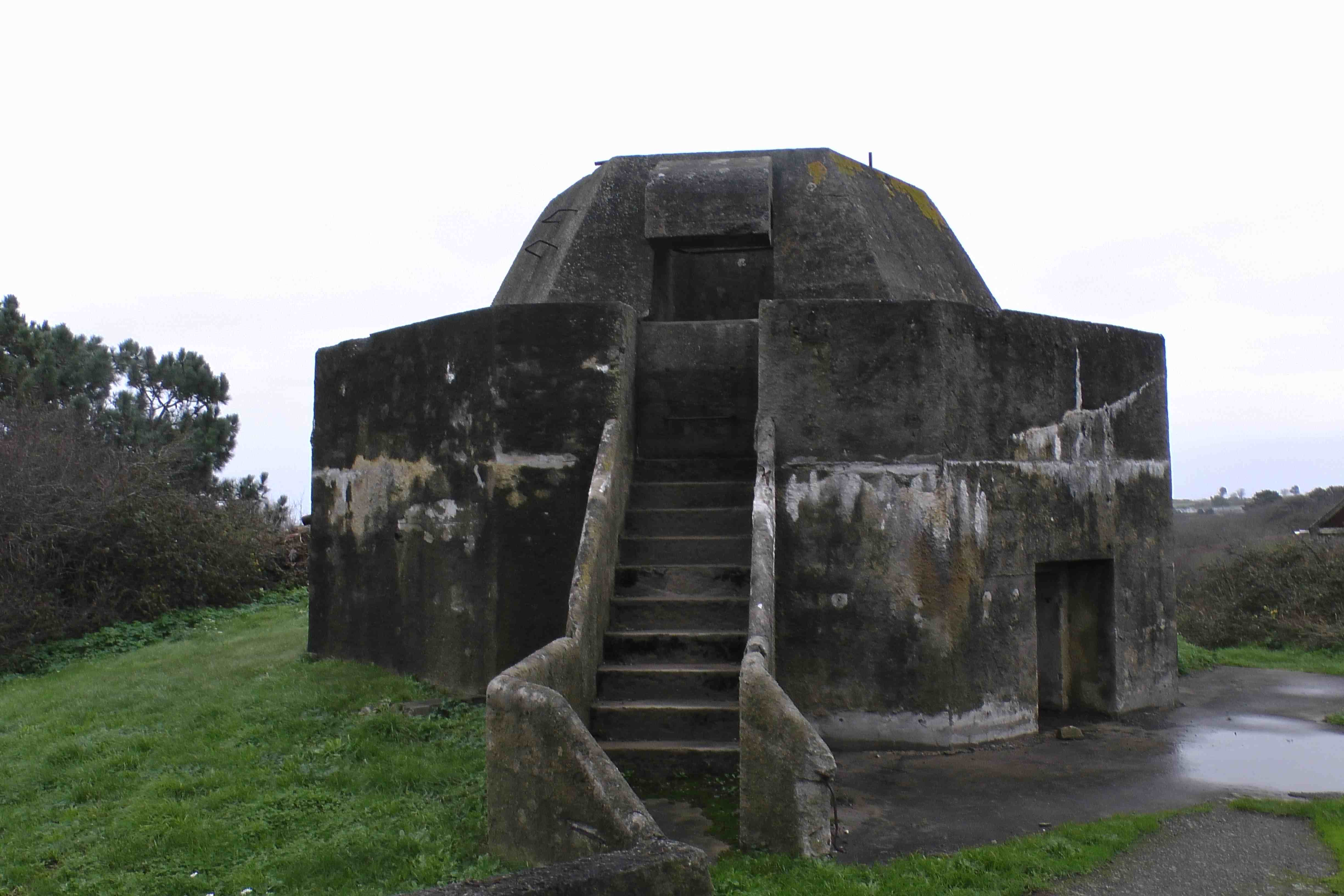
Base de antena del radar alemán Würzburg en Guernsey.

La isla fue recuperada por los británicos el 9 de mayo de 1945.
Durante la ocupación, algunas personas de Guernsey fueron deportadas por los alemanes a los campos en el sudoeste de Alemania, notablemente a Biberach an der Riß, e internadas en el campo de Lindele (“lager Lindele”). Había también un campo de concentración construido en Alderney donde confinaron a trabajadores forzados, predominantemente de Europa Oriental. Era el único campo de concentración construido en suelo británico y se conmemora en los monumentos bajo nombre del Alderney en francés: “Aurigny”.
Según algunos informes, Guernsey era la segunda isla más fuertemente guarnecida de la Europa ocupada durante la Segunda Guerra Mundial. La mayor parte de las fortificaciones alemanas aún hoy permanecen intactas y todas, a excepción de la batería de Mirus, están abiertas al público.

### Posguerra
Después de 1945 los isleños tuvieron que reconstruir sus vidas, el regreso de los evacuados, especialmente los niños que apenas podían recordar a sus familiares. Muchas propiedades habían quedado dañadas porque se les arrancaba la madera para obtener combustible, la isla tenía una deuda enorme, el turismo había quedado destruido y la industria en crecimiento, perjudicada. Ahora se lamenta la cantidad de chatarra que se recogió. El racionamiento continuó, como en el Reino Unido, hasta mediados de la década de 1950.
Muchos negocios tradicionales, como la pesca y la explotación de canteras, no volverían. Así que los isleños buscaron otras oportunidades. La importación y exportación física de mercancías resultaba difícil, ya que los puertos eran demasiado pequeños y los fletes demasiado caros, por lo que se estudió la posibilidad de controlar el comercio; el derecho a suministrar Mateus Rosé al Reino Unido estaba controlado por una empresa de Guernsey y se convirtió en el vino más vendido del mundo.

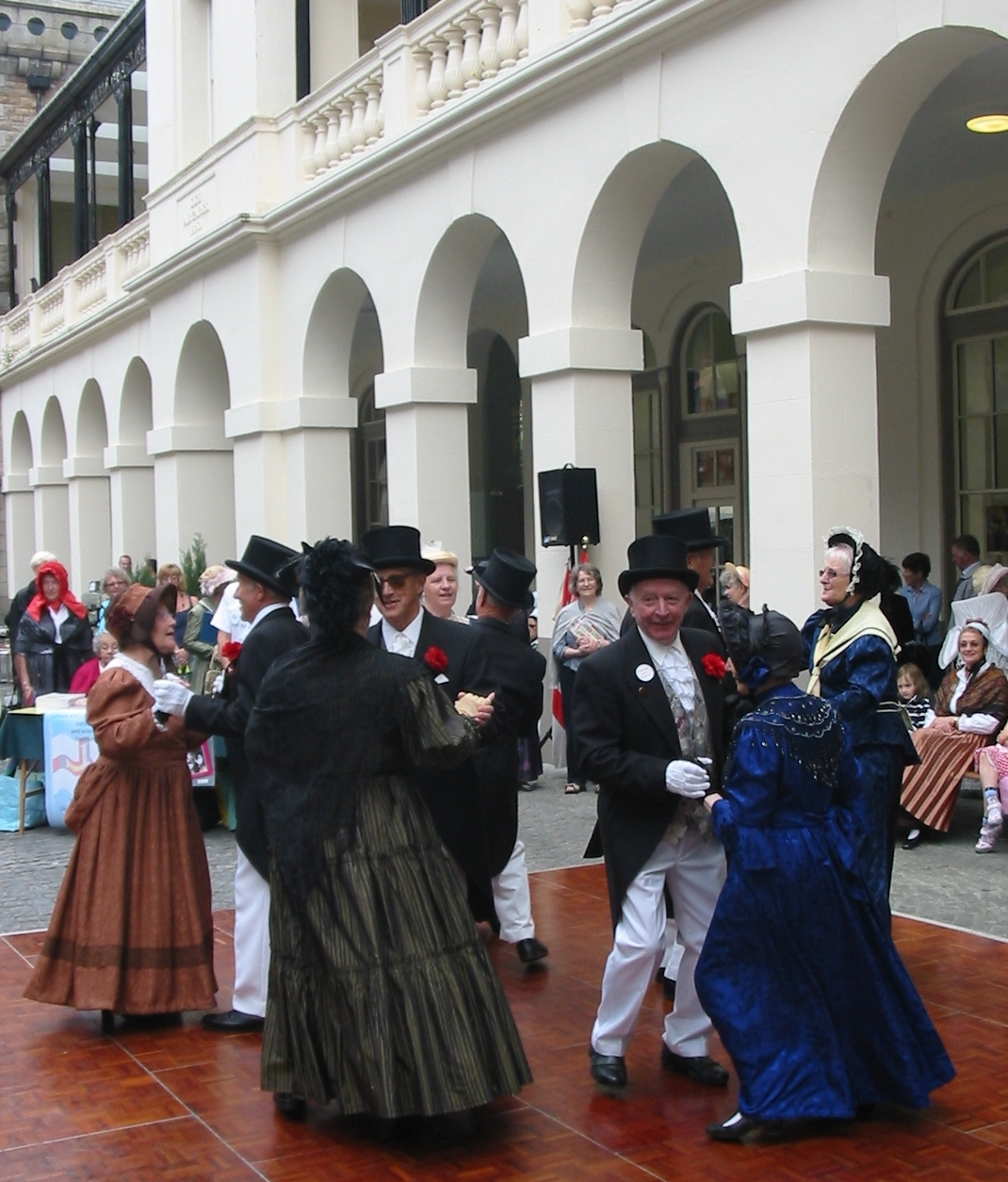
Festival normando de Guernsey de 2009 (Fête Nouormande)

En los años sesenta, la isla se había recuperado, el turismo volvía a ser importante, la horticultura estaba en auge y se exportaban 500 millones de tomates al año. El combustible barato del Mar del Norte permitió a los Países Bajos suministrar calefacción barata a sus cultivadores y la industria de Guernsey se vio perjudicada por los precios, lo que, combinado con la subida de los precios del combustible, provocó la desaparición total de la industria del tomate después de 100 años, a finales de los años 70. Se introdujeron restricciones para dificultar y encarecer el traslado de personas a la isla, ya que se temía un aumento masivo de la población.
Durante las décadas de 1970 y 1980, la isla comenzó a experimentar un auge en el sector financiero. No fue fácil para la gente pasar de la creciente industria a un entorno de oficina. Los beneficios y los salarios eran buenos y la isla tenía ingresos para apoyar los planes de gasto de capital a largo plazo. En la década de los noventa, la divergencia hacia industrias afines, como los seguros cautivos y la gestión de fondos, consiguió mantener el desempleo en niveles bajos. El turismo decayó en los años ochenta cuando el precio de unas vacaciones en España se abarató mucho más que venir a Guernesey, lo que hizo que la isla intentara atraer al segmento más alto del mercado.

Las empresas de la industria ligera siguieron apareciendo y funcionando durante algunas décadas en Guernesey, entre ellas la electrónica (Tektronix desde 1957 hasta los años ochenta) y la actual Specsavers, que se creó en 1984.

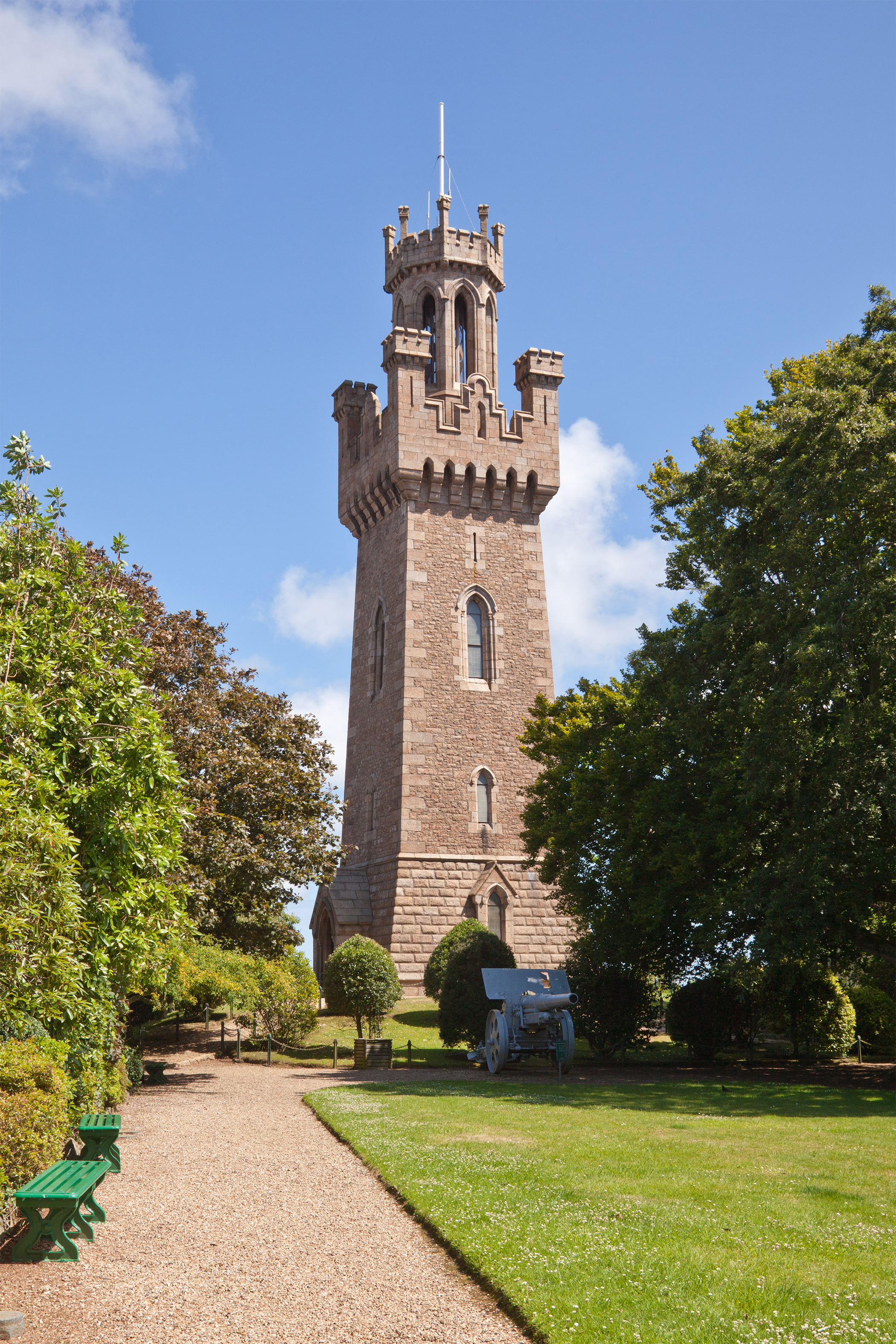
Torre Victoria, monumento erigido en honor a la visita de la Reina Victoria y el príncipe Alberto a la isla en 1846

## Política y Gobierno
El parlamento de Guernsey, oficialmente llamados los Estados de Deliberación y presididos por el Bailiff, están compuestos por 45 diputados, elegidos en distritos de uno o más representantes cada cuatro años. Hay también dos representantes de Alderney, una dependencia autónoma del bailía, pero Sark, un señorío, no envía ningún representante. Hay también dos miembros no elegidos, ambos designados por el monarca como oficiales jurídicos y sin voto. Un Proyecto de Ley es equivalente de un "bill" británico o de un "projet de loi" francés, y una ley es el equivalente de una "Act" del parlamento británico o de un "loi" francesa.
El teniente gobernador es el representante de la corona. La residencia oficial del Teniente Gobernador es la casa del gobierno. Desde el 18 de octubre de 2005 el titular es Fabian Malbon, nacido en Southsea, Portsmouth en 1946 y oficial naval entre 1965 y 2002 de la porción. Antes del retiro de la marina de guerra real era comandante en jefe del diputado de la flota. Cada parroquia es administrada por una Douzaine (docena), formada por 'douzeniers' cada uno de los cuales se elige para un mandato de seis años. Dos 'douzeniers' son elegidos por los ciudadanos de la parroquia cada noviembre, uno de los cuales es el Doyen (Deán). Dos Constables (francés: Connétables) electos ejecutan las decisiones de la Douzaine.
La justicia se administra por la 'Royal Court of Guernsey' (francés: la 'Cour Royale de Guernesey') formada por el 'Bailiff' (francés: 'le Bailli'), como presidente y entre 12 y 16 'Jurats' (francés: 'Jurés-Justiciers de la Cour Royale') (elegidos por un colegio electoral: 'the States of Election / les États d'Élection'). Las apelaciones van a la 'Guernsey Court of Appeal' y, en su caso, al Comité Judicial del Consejo Privado del Reino Unido. Varios países europeos tienen presencia consular en la isla. El consulado francés se ubica en la antigua residencia de Víctor Hugo, en Hauteville. Los consulados alemán y suizo se localizan en las inmediaciones del Credit Suisse Bank y el Fortis MeesPierson.

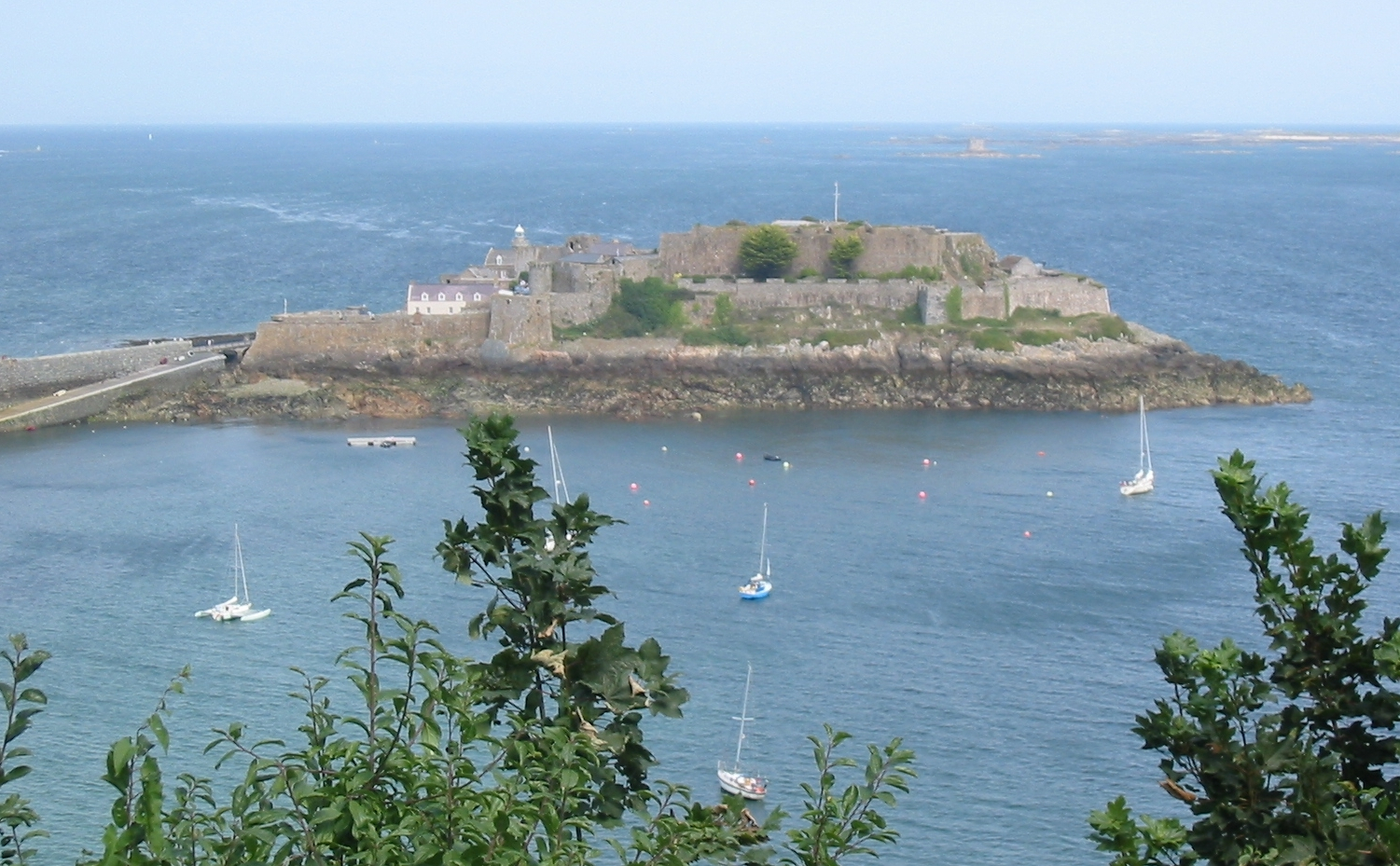
El Castillo de Cornet se construyó durante el durante la ocupación francesa.

### Estatus
La Bailía de Guernsey es una jurisdicción separada en sí misma y, a su vez, es también tres subjurisdicciones separadas. No forma parte del Reino Unido y está separada de este (pero no es completamente independiente de él). Las dos Bailías de Jersey y Guernsey juntas forman las Islas Anglonormandas o del Canal. Los isleños nunca han tenido representación oficial en la Cámara de los Comunes del Parlamento Británico ni en el Parlamento Europeo. Los isleños que, de alguna manera, no estaban calificados ni tenían derecho por derecho propio a inscribirse en el registro de votantes y a votar en el Reino Unido en virtud de las Leyes de representación del pueblo como votantes en el extranjero, quedaron excluidos del referéndum sobre la separación del Reino Unido de la Unión Europea de 2016.
Ha surgido una posición constitucional única a medida que los sucesivos monarcas británicos han confirmado las libertades y privilegios de la Bailía, refiriéndose a menudo a las denominadas Constituciones del Rey Juan, un documento legendario que se supone que fue concedido por el Rey Juan después de 1204. En general, los gobiernos de la Bailía han tratado de evitar poner a prueba los límites de la constitución no escrita evitando el conflicto con los gobiernos británicos.

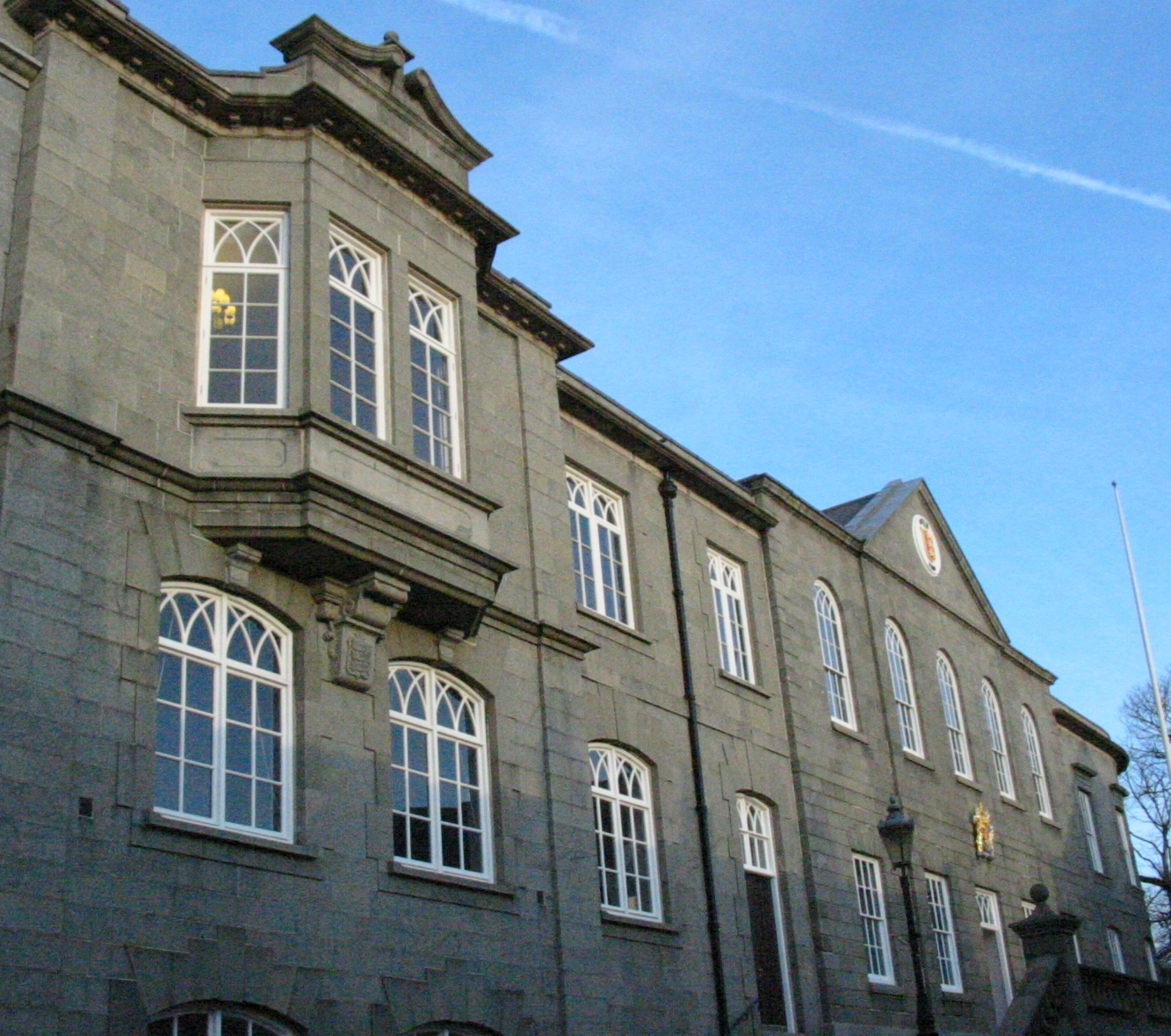
El parlamento de Guernsey (États de Guernesey o States of Guernsey)

### Sistema Legal
El ordenamiento jurídico de Guernesey tiene su origen en el derecho consuetudinario normando, al que se superponen principios tomados del derecho consuetudinario inglés y de la equidad, así como del derecho legislado promulgado por la(s) asamblea(s) legislativa(s) competente(s) - generalmente, pero no siempre, los Estados de Guernesey. Guernsey goza de una autonomía casi total en materia de asuntos internos y de determinadas cuestiones externas. Sin embargo, la Corona -es decir, el Gobierno del Reino Unido- conserva un poder reservado mal definido para intervenir en los asuntos internos de cualquiera de las tres dependencias de la Corona dentro de las Islas Británicas «en interés del buen gobierno». El Parlamento del Reino Unido también es fuente de la legislación de Guernsey en aquellas materias que están reservadas al Reino Unido, a saber, la defensa y los asuntos exteriores.
El jefe del poder judicial de la bailía de Guernsey es el Bailiff, que, además de desempeñar las funciones judiciales de un Presidente del Tribunal Supremo, es también el jefe de los Estados de Guernsey y tiene determinadas funciones cívicas, ceremoniales y ejecutivas. Las funciones del Bailiff pueden ser ejercidas por el Bailiff Adjunto. Los cargos de Bailiff y de Deputy Bailiff son nombramientos de la Corona. Dieciséis Jurats, que no necesitan formación jurídica específica, son elegidos por los Estados Electorales entre los isleños. Actúan como jurado, como jueces en causas civiles y penales y fijan la sentencia en causas penales. Mencionados por primera vez en 1179, existe una lista de Jurats que han ejercido desde 1299.

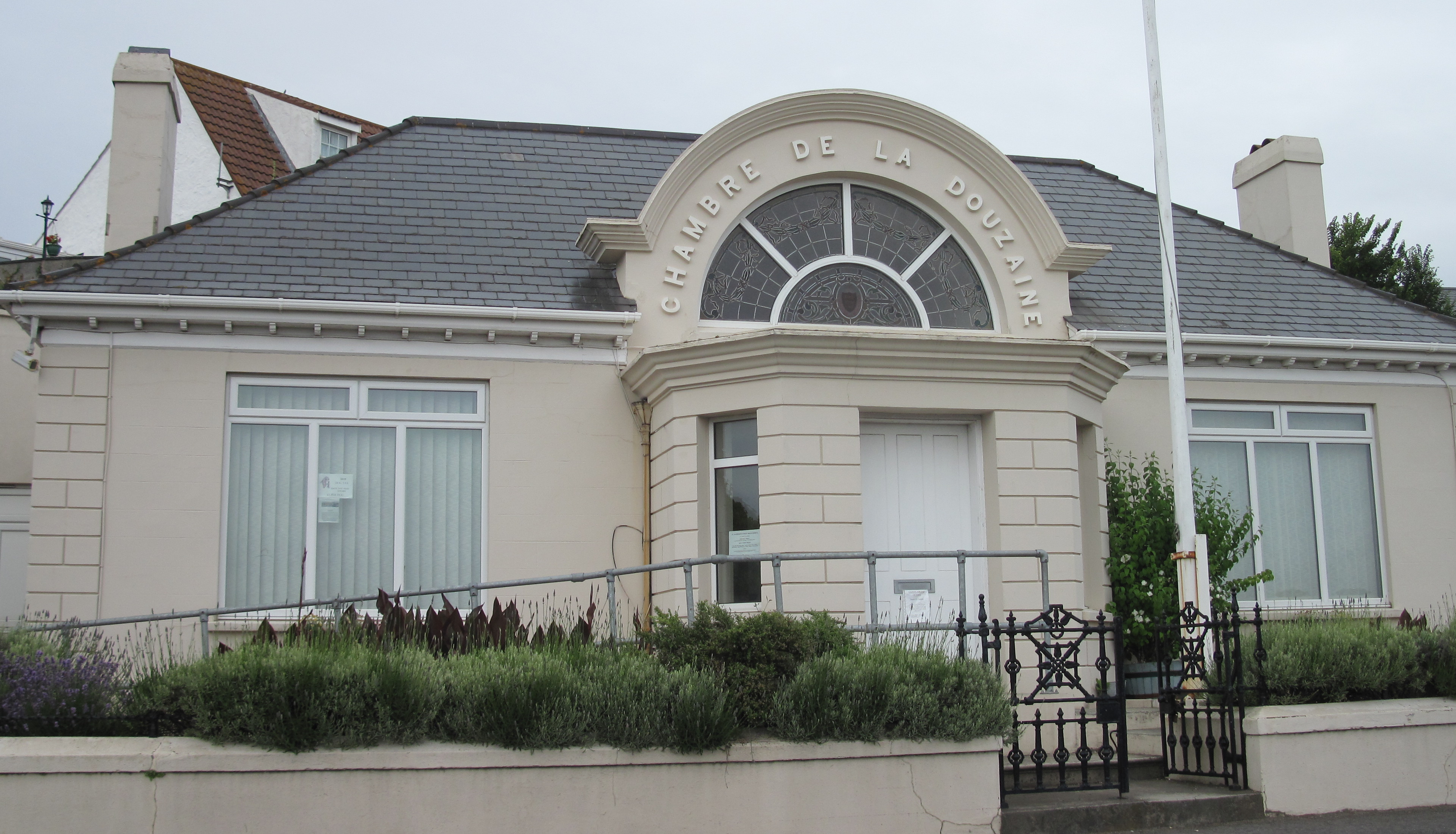
Chambre de la Douzaine, sede del Ayuntamiento o Alcaldía de Saint Sampson, Guernsey

Los tribunales más antiguos de Guernsey se remontan al siglo IX. El tribunal principal es el Tribunal Real y ejerce tanto la jurisdicción civil como la penal. A lo largo de los años se han ido añadiendo al sistema jurídico de la Isla otros tribunales, como el Tribunal de Magistrados, que se ocupa de asuntos penales menores, y el Tribunal de Apelación, que conoce de los recursos interpuestos por el Tribunal Real.

### Política Exterior
Varios países europeos tienen presencia consular en la jurisdicción de Guernsey. El Consulado de Francia tiene su sede en la antigua residencia de Victor Hugo en Hauteville House.

Aunque la jurisdicción de Guernesey goza de total autonomía en asuntos internos y ciertos asuntos externos, el tema de la independencia total de la Corona británica se ha debatido amplia y frecuentemente, con ideas que van desde la obtención de la independencia de Guernesey como Dominio hasta la unión de los bailiatos de Guernesey y Jersey y la formación de un Estado Federal independiente dentro de la Commonwealth, en el que ambas islas conservarían su independencia en lo que respecta a los asuntos internos pero, en el plano internacional, las islas serían consideradas como un solo Estado.

La Casa Hauteville, sede del consulado de Francia en Guernsey

Aunque no era miembro de la Unión Europea, mantenía una relación especial con ella hasta el Brexit. Había sido tratada como parte de la Comunidad Europea con acceso al mercado único a efectos del libre comercio de mercancías. A partir de 2021, con el cese de los viajes libres al continente, entran en vigor procedimientos burocráticos adicionales, como la necesidad de permisos de conducir internacionales y tarjetas verdes para el seguro de vehículos.
En 1956 se firmó por primera vez un acuerdo de doble imposición Guernesey-Jersey.
En 1998, las compañías eléctricas de Guernesey y Jersey crearon la Red Eléctrica de las Islas Anglonormandas para explotar y gestionar los cables submarinos entre la parte continental de Europa y las Islas del Canal.
Guernesey forma parte del Consejo británico-irlandés desde su creación en 1999, al igual que Jersey y la Isla de Man. Se reúne dos veces al año; en 2004, 2010, 2014 y 2018 las reuniones han tenido lugar en Guernesey. Su objetivo declarado es «promover el desarrollo armonioso y mutuamente beneficioso de la totalidad de las relaciones entre los pueblos de estas islas».
En septiembre de 2010, las dos Bailías crearon una oficina conjunta de las Islas Anglonormandas en Bruselas para desarrollar la influencia de las Islas Anglonormandas en la UE, asesorar a los Gobiernos de las Islas Anglonormandas en asuntos europeos y promover los vínculos económicos con la UE.

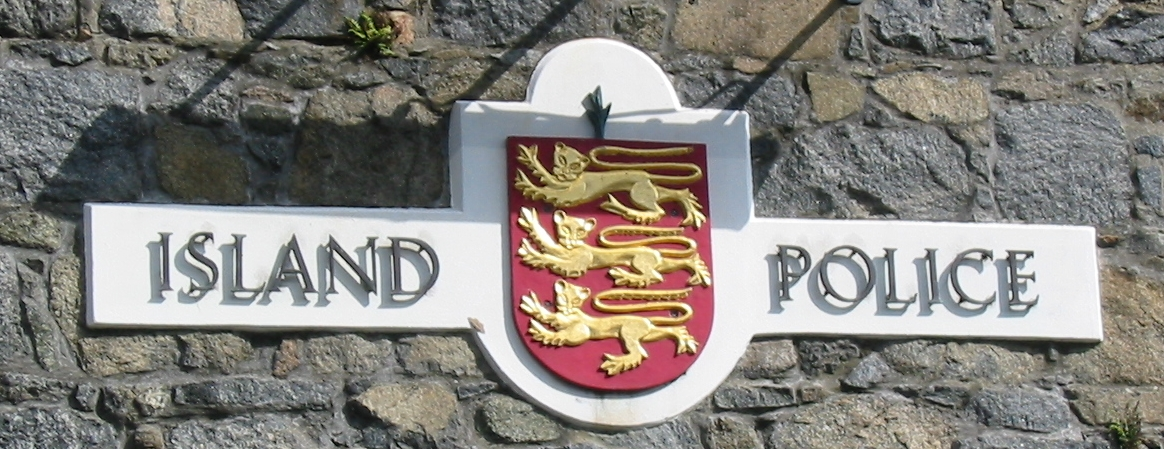
Cartel en la sede de la Policía de Guernsey

### Policía
La Policía de Guernsey (Guernsey Police) es el servicio de policía de la Bailía de Guernesey, un subgrupo jurisdiccional de Dependencias de la Corona dentro de las Islas Anglonormandas.
La jurisdicción de ejecución del servicio se extiende a toda la bailía y abarca las islas de Guernsey, Alderney, Herm y Sark. La Policía de Guernesey depende del Ministerio del Interior de los Estados de Guernsey.
Al igual que en muchas comunidades, el sistema de aplicación de la ley durante muchos siglos se ha basado en el desarrollo histórico de los alguaciles parroquiales. En el siglo XIX, los habitantes de Guernsey se quejaron de que este sistema era inadecuado para una población creciente y se exigió la creación de un cuerpo de policía profesional. Los alguaciles parroquiales conservaron su función histórica, pero a partir de 1853 se nombraron alguaciles auxiliares uniformados. Al principio eran cuatro, con sombrero y cinturón uniformados que llevaban sobre la ropa civil. Ejercían funciones policiales a tiempo completo, bajo la autoridad de los alguaciles parroquiales elegidos.

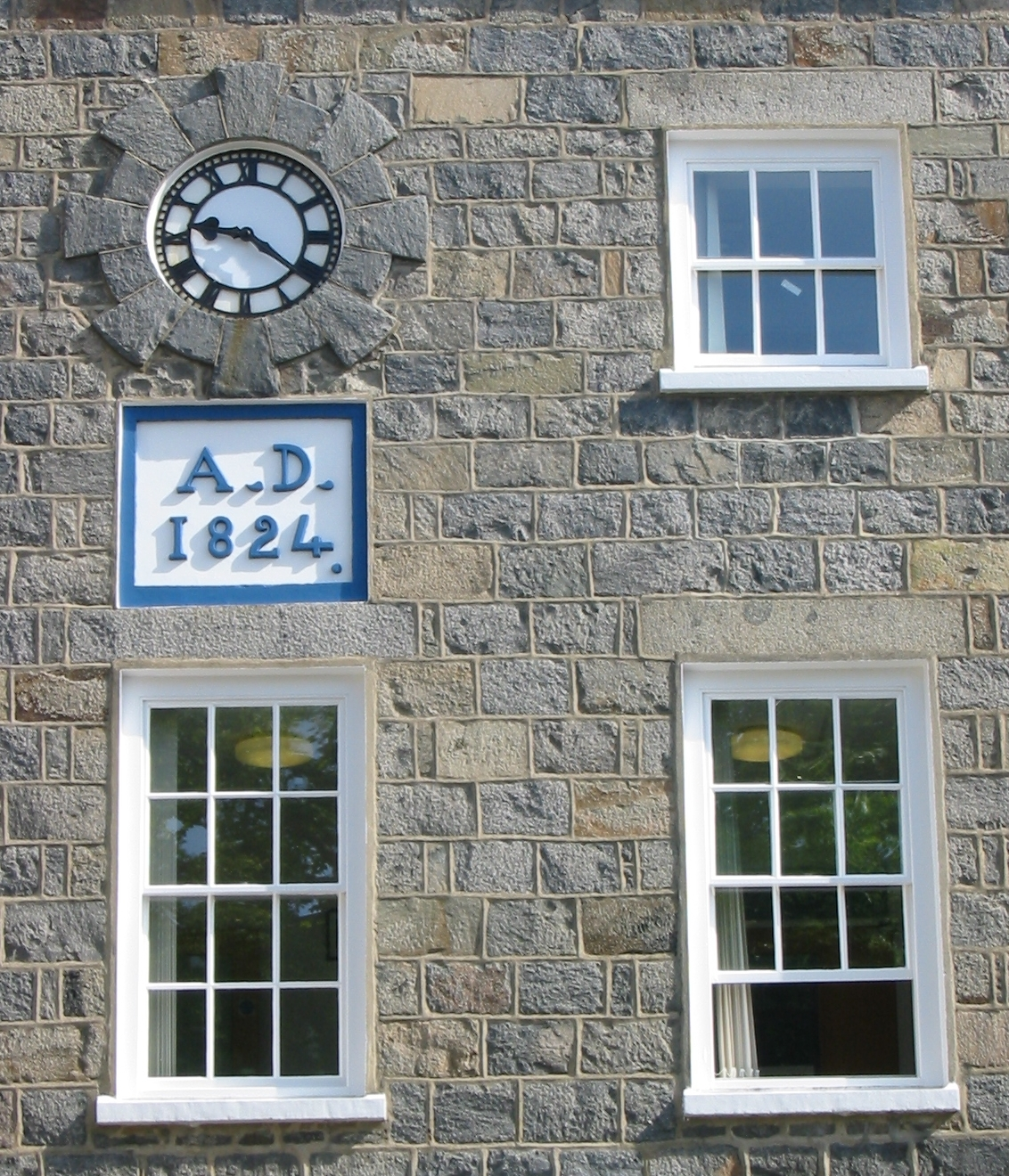
Reloj en una estación de Policía de Guernsey

El cuerpo de policía actual se formó tras la aprobación de los Estados de Deliberación en marzo de 1915, y estaba compuesto por un inspector, dos sargentos, dos cabos y once alguaciles. El cuerpo se fundó formalmente el 10 de abril de 1920. Durante los cinco años de ocupación alemana de las Islas Anglonormandas, la policía pasó momentos difíciles mientras trabajaba junto a la policía militar alemana y la Feldgendarmerie (policía de campo). En 1945, el cuerpo reanudó su función normal y en la actualidad está considerablemente ampliado: en 2018 contaba con 151 agentes. Estos cuentan con el apoyo de 94 miembros del personal civil, que trabajan en funciones en las que no se requieren oficiales de orden.
Desde marzo de 2015, las llamadas de emergencia para todos los servicios de emergencia de Guernsey se enrutan a través del Centro Conjunto de Control de Servicios de Emergencia (JESCC), que vincula los servicios de policía, bomberos, ambulancias y guardacostas.
A finales de enero de 2019, la Policía de Guernsey dirigió la investigación sobre la sonada desaparición del futbolista argentino Emiliano Sala, cuya aeronave había contactado por radar por última vez cerca de Alderney.
El 10 de abril de 2020, la Policía de Guernsey celebró su centenario, con una serie de actos previstos para conmemorar este acontecimiento. Estos actos se pospusieron a causa de la pandemia de COVID-19, que provocó el bloqueo de la isla al confirmarse casos positivos en ella.

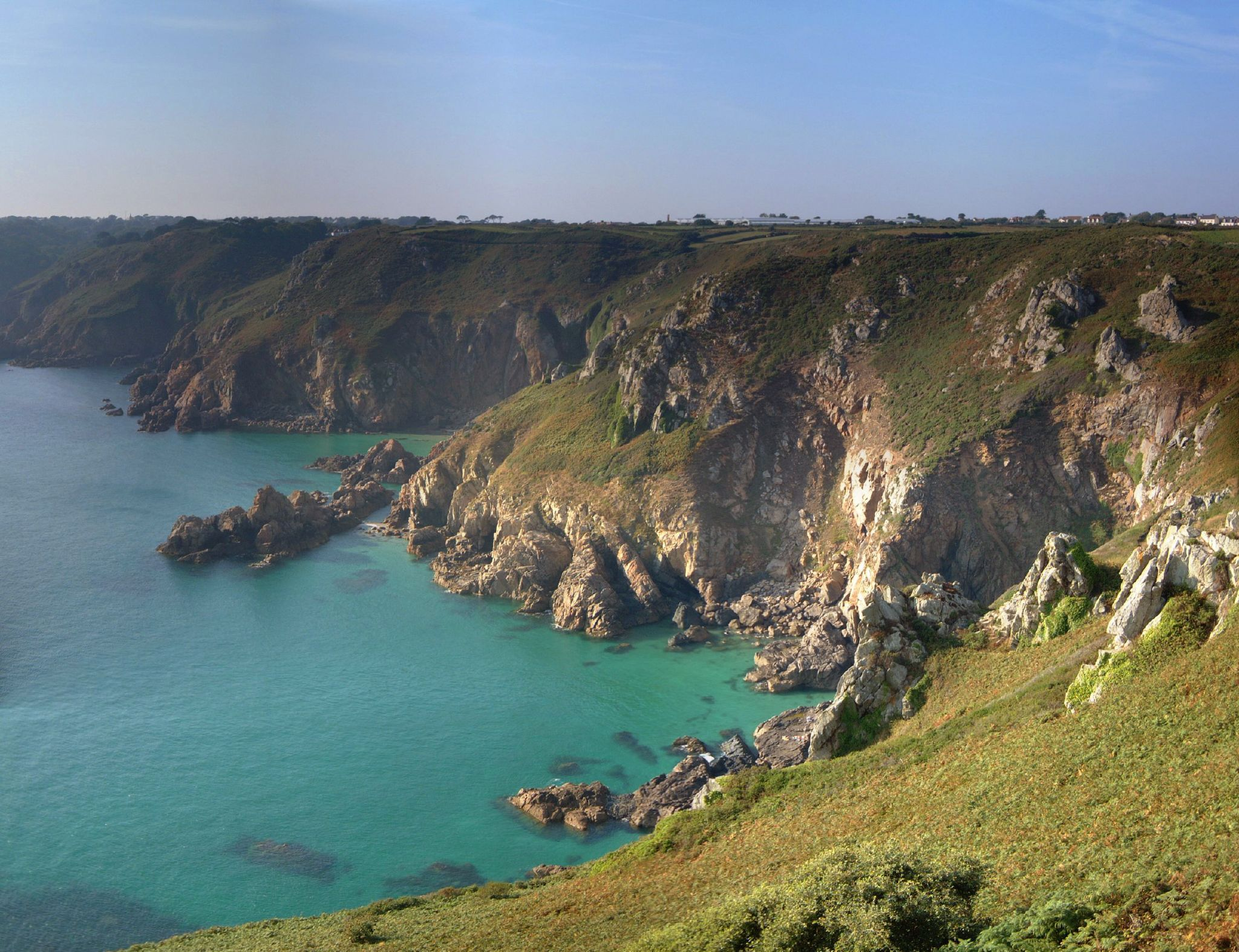
Acantilados de Guernsey

## Geografía

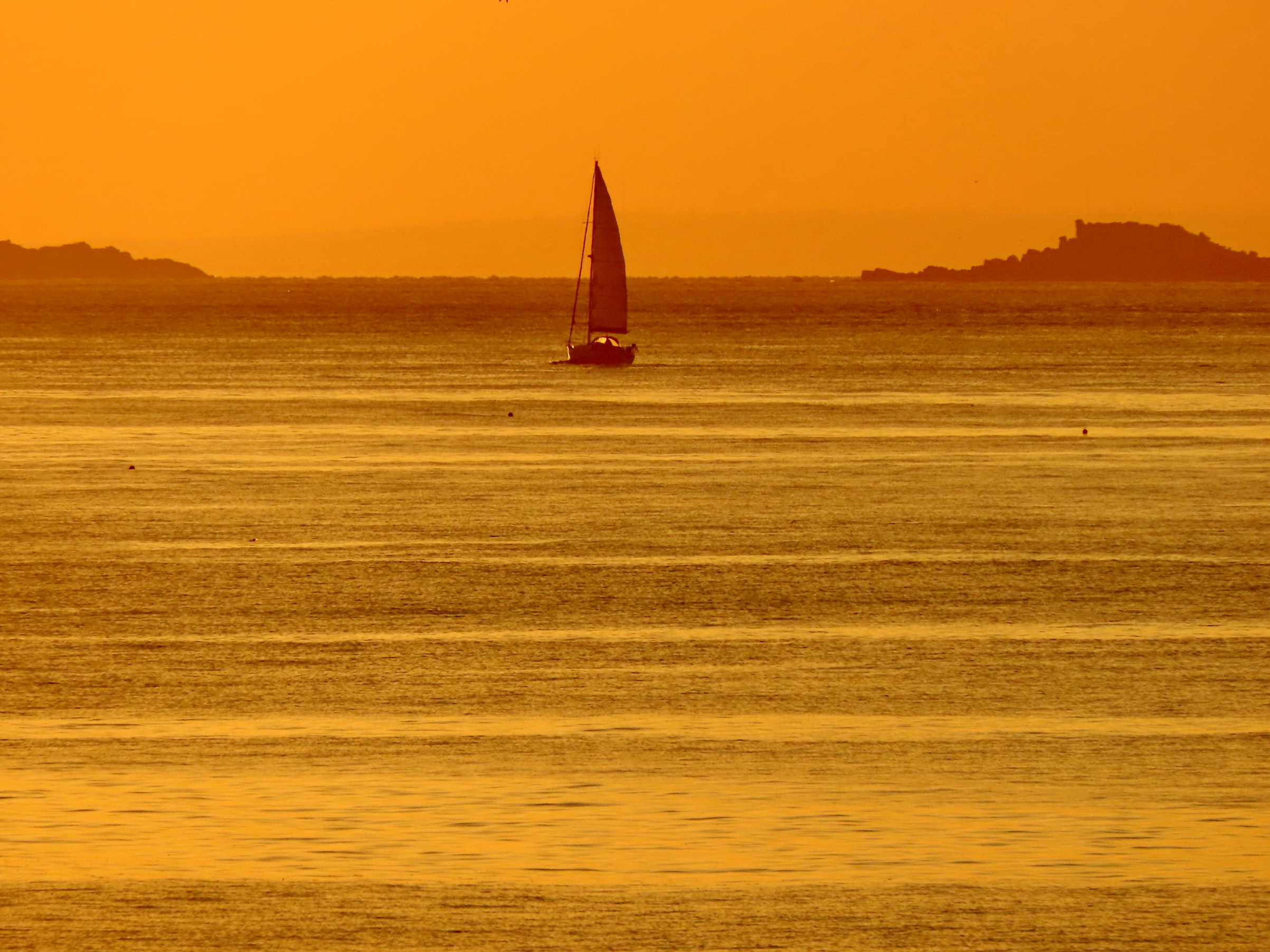
La Costa de St. Peter

Guernsey está dividido en 10 parroquias: Lé Casté, Forest, St Andrew, St Martin, St Peter Port, St Pierre du Bois, St Sampson y Torteval.
La más grande es Lé Casté con 10.1 km², y la más poblada es Saint Peter Port con 16 488 habitantes.
La parte septentrional de la isla es llana y baja, mientras que la parte meridional se eleva hasta una meseta de unos 90 m s. n. m.
La superficie es de 78 km². siendo la isla de Guernsey la más grande con 65 km². La población total es de casi 65 573 habitantes, teniendo una densidad de 836.3 hab/km².

### Clima

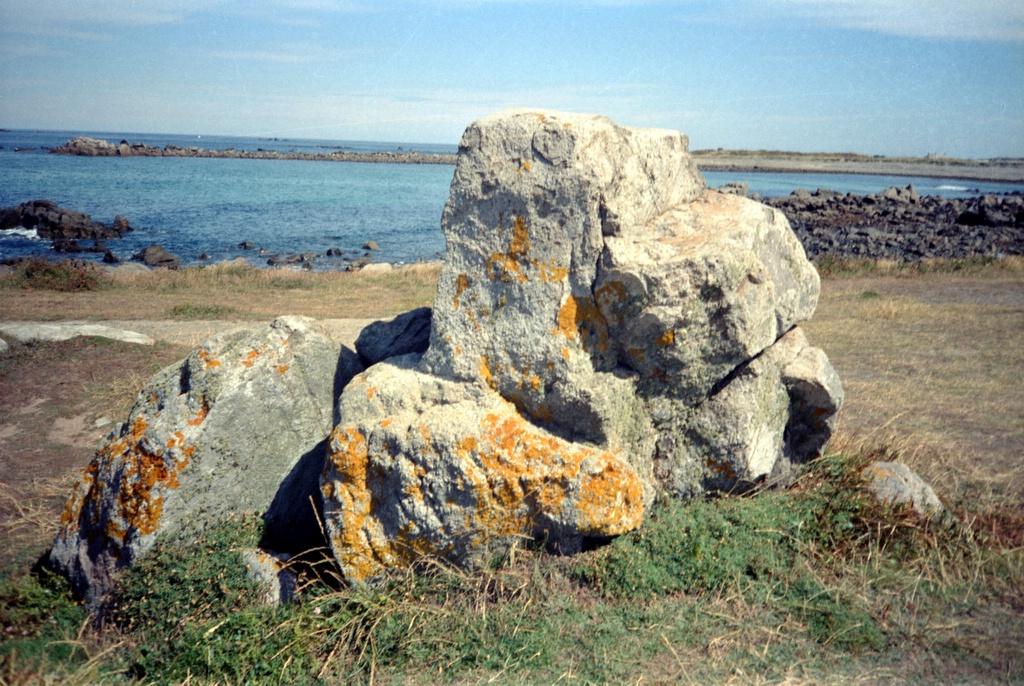
Paisaje de la isla de Guernsey.

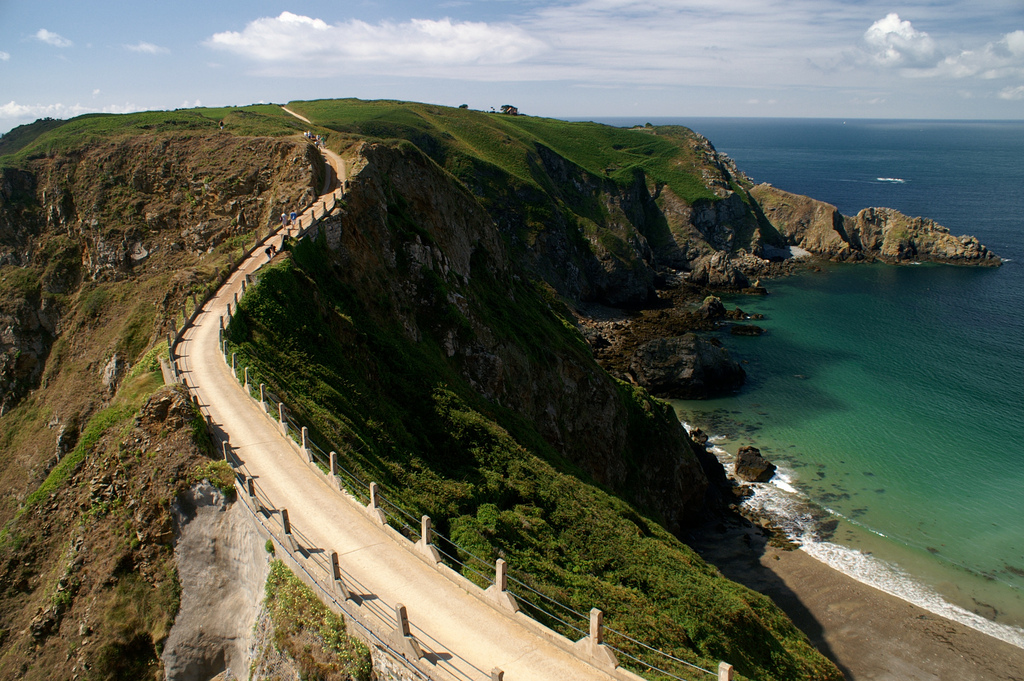
La Isla de Sark

El clima es templado con inviernos fríos y veranos templados. Los meses más calurosos son julio y agosto con temperaturas máximas promedio de 19 °C, llegando en ocasiones a los 24 °C. En promedio, febrero es el mes más frío, con una temperatura promedio de 6 °C. Raramente cae nieve, siendo febrero el mes más probable para que suceda este fenómeno. Las temperaturas descienden pocas veces de cero, a pesar de que los vientos fríos provenientes del Ártico y la humedad hacen que la sensación térmica sea muy baja. Los meses más lluviosos son diciembre (promedio de 107 mm), noviembre (promedio de 98 mm) y enero (promedio de 89 mm). En promedio, julio es el mes más soleado, con 258 horas de sol registradas; y diciembre, el que menos, cuenta con menos 52 horas de sol. El 50 % de los días son nublados.
| Parámetros climáticos promedio de Guernsey, Reino Unido | Parámetros climáticos promedio de Guernsey, Reino Unido | Parámetros climáticos promedio de Guernsey, Reino Unido | Parámetros climáticos promedio de Guernsey, Reino Unido | Parámetros climáticos promedio de Guernsey, Reino Unido | Parámetros climáticos promedio de Guernsey, Reino Unido | Parámetros climáticos promedio de Guernsey, Reino Unido | Parámetros climáticos promedio de Guernsey, Reino Unido | Parámetros climáticos promedio de Guernsey, Reino Unido | Parámetros climáticos promedio de Guernsey, Reino Unido | Parámetros climáticos promedio de Guernsey, Reino Unido | Parámetros climáticos promedio de Guernsey, Reino Unido | Parámetros climáticos promedio de Guernsey, Reino Unido | Parámetros climáticos promedio de Guernsey, Reino Unido |
| Mes                                                     | Ene.                                                    | Feb.                                                    | Mar.                                                    | Abr.                                                    | May.                                                    | Jun.                                                    | Jul.                                                    | Ago.                                                    | Sep.                                                    | Oct.                                                    | Nov.                                                    | Dic.                                                    | Anual                                                   |
| ------------------------------------------------------- | ------------------------------------------------------- | ------------------------------------------------------- | ------------------------------------------------------- | ------------------------------------------------------- | ------------------------------------------------------- | ------------------------------------------------------- | ------------------------------------------------------- | ------------------------------------------------------- | ------------------------------------------------------- | ------------------------------------------------------- | ------------------------------------------------------- | ------------------------------------------------------- | ------------------------------------------------------- |
| Temp. máx. media (°C)                                   | 8.7                                                     | 8.4                                                     | 10.0                                                    | 11.8                                                    | 14.9                                                    | 17.5                                                    | 19.5                                                    | 19.8                                                    | 18.0                                                    | 15.1                                                    | 11.8                                                    | 9.5                                                     | 13.8                                                    |
| Temp. media (°C)                                        | 6.9                                                     | 6.5                                                     | 7.8                                                     | 9.2                                                     | 12.1                                                    | 14.5                                                    | 16.6                                                    | 17.0                                                    | 15.5                                                    | 13.0                                                    | 10.0                                                    | 7.8                                                     | 11.4                                                    |
| Temp. mín. media (°C)                                   | 5.0                                                     | 4.6                                                     | 5.6                                                     | 6.6                                                     | 9.2                                                     | 11.5                                                    | 13.6                                                    | 14.1                                                    | 12.9                                                    | 10.8                                                    | 8.1                                                     | 6.0                                                     | 9.0                                                     |
| Precipitación total (mm)                                | 92.5                                                    | 70.2                                                    | 67.0                                                    | 53.1                                                    | 50.9                                                    | 45.5                                                    | 42.1                                                    | 47.7                                                    | 57.5                                                    | 95.0                                                    | 104.3                                                   | 112.9                                                   | 838.7                                                   |
| Días de precipitaciones (≥ 0.2 mm)                      | 19.3                                                    | 15.7                                                    | 15.9                                                    | 13.2                                                    | 11.9                                                    | 10.4                                                    | 11.0                                                    | 10.6                                                    | 12.4                                                    | 17.3                                                    | 18.8                                                    | 18.6                                                    | 175.0                                                   |
| Días de nevadas (≥ 1 mm)                                | 2.8                                                     | 4.0                                                     | 1.3                                                     | 0.6                                                     | 0.0                                                     | 0.0                                                     | 0.0                                                     | 0.0                                                     | 0.0                                                     | 0.0                                                     | 0.5                                                     | 1.7                                                     | 11.0                                                    |
| Horas de sol                                            | 61.0                                                    | 85.6                                                    | 127.6                                                   | 194.7                                                   | 234.5                                                   | 246.6                                                   | 250.7                                                   | 230.1                                                   | 180.1                                                   | 117.1                                                   | 77.8                                                    | 58.2                                                    | 1864.0                                                  |
| Fuente: Guernsey Met Office 2014 Weather Report         |                                                         |                                                         |                                                         |                                                         |                                                         |                                                         |                                                         |                                                         |                                                         |                                                         |                                                         |                                                         |                                                         |

### Islas e Islotes

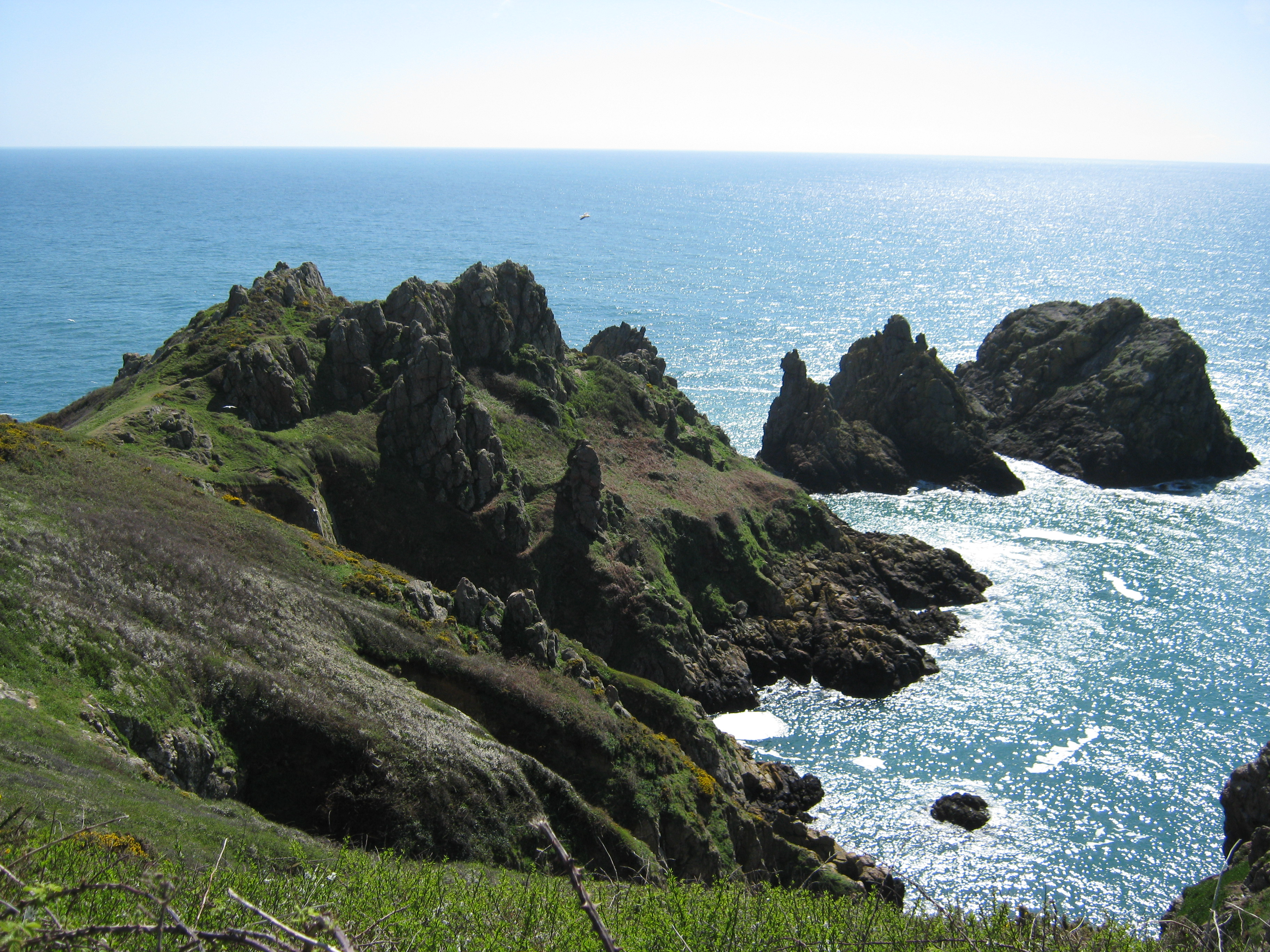
La punta de Saint Martin (San Martín), Guernsey

- Alderney (Aurigny)
- Burhou
- Brecqhou
- Casquets
- Crevichon
- Herm
- Houmets
- Jéthou
- Les Hanois
- Lihou
- Ortac
- Sark

### Geología
La historia geológica de Guernesey es más antigua que la de la mayor parte de Europa. La mayor parte de las rocas expuestas en la Isla se encuentran a lo largo de la costa, mientras que en el interior son escasas y suelen estar muy erosionadas. Existe una amplia división geológica entre el norte y el sur de la isla. El Complejo Metamórfico Meridional se eleva por encima del Complejo Ígneo Septentrional, geológicamente más joven y más bajo. Guernsey ha experimentado una evolución geológica compleja (especialmente las rocas del complejo meridional) con múltiples fases de intrusión y deformación reconocibles.
La parte meridional de la isla se compone en gran parte de gneis de Icart. El gneis de Icart es un gneis augen de composición granítica que contiene feldespato potásico. Se formó a partir de un granito datado en 2.061 millones de años mediante datación U-Pb en granos de circón. En el centro y el oeste de la isla se encuentra una diorita cuarzosa foliada de Perelle (también denominada gneis de Perelle). Se trata de una roca tonalítica calcoalcalina. La foliación se formó hace unos 600 millones de años durante la Orogenia Cadomiense. Entre ellas se intercalan balsas de sedimentos metamorfoseados, más antiguos que la Diorita Foliada de Perelle.
La Formación Pleinmont está formada por sedimentos metamorfoseados de edad desconocida, aunque se ha propuesto que pertenecen al grupo Brioveriano que aflora en la cercana Jersey Recibe su nombre de punta Pleinmont, en el extremo suroccidental de la isla.
Las rocas más antiguas se deformaron durante la Orogenia Cadomiense. Los gneises de Icart formaron el basamento de una terránea exterior que posteriormente se acrecionó a Armórica.

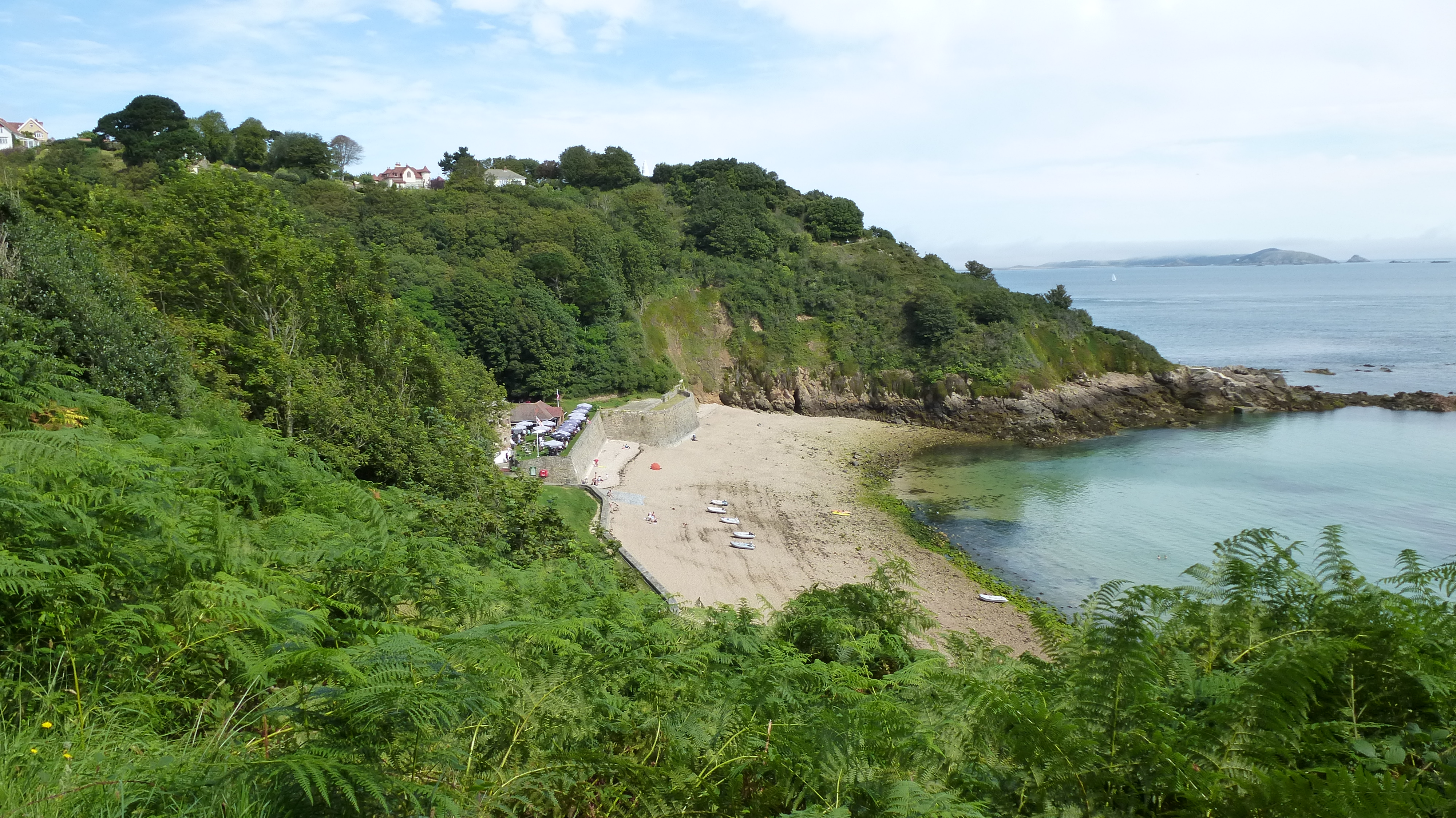
Bahía de Fermain

El Granito Cobo se formó hace aproximadamente 570 millones de años,[1] llamado así por la bahía de Cobo, en la costa occidental media. El extremo norte de la isla es un plutón calcoalcalino no foliado del Complejo Diorítico de Burdeos, formado por diorita, tonalita y granodiorita. También está datado en 570 millones de años.
En la costa central oriental, alrededor de Saint Peter Port, se encuentra el gabro de St Peter Port, que contiene capas con olivino, hornblenda y dos tipos de piroxeno. La intrusión ígnea plutónica mide 2,5 km de norte a sur y tiene 0,8 km de espesor. Se inclina poco hacia el oeste. Las partes inferior y superior están estratificadas a escala de un metro, mientras que la estratificación a escala milimétrica se encuentra en las partes superiores. También está datada en 570 millones de años. Cerca del castillo de Vale, la roca es de un tipo llamado bojita, con cristales entrelazados de hornblenda y plagioclasa.
Durante la glaciación cuaternaria devensiana se depositó loess, arrastrado por el viento desde el oeste. La isla sólo quedó separada del continente europeo por la subida del nivel del mar hacia el año 5000 a. C., durante la nueva Edad de Piedra.
Muchas de las rocas presentes en el sur de Guernesey pueden observarse también en la isla de Lihou. En la costa occidental de la isla, una zona de cizalla está expuesta en el contacto entre la diorita cuarzosa foliada de Perelle y el gneis de Icart. La diorita cuarzosa más joven está milonitizada, donde las pruebas de campo sugieren que lo más probable es que se deformara sincrónicamente con su intrusión. El contacto entre las dos rocas está fuertemente plegado, al igual que los tejidos miloníticos de las dos rocas.

En la isla abundan los diques, en su mayoría de composición dolerítica.

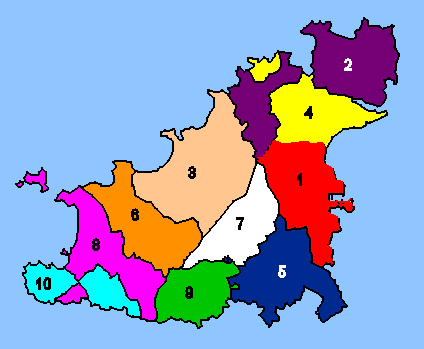
Mapa de las parroquias de Guernsey. Clasificación por orden decreciente de población.
1 Saint-Pierre-Port
2. Le Valle
3. Sainte-Marie-du-Câtel
4. Saint-Samson
5. Saint-Martin-de-la-Bellouse
6. Saint-Sauveur
7. Saint-André-de-la-Pommeraye
8. Saint-Pierre-du-Bois
9. La Forêt
10. Torteval

Guernsey ha tenido una activa industria de canteras a lo largo de los años, en gran parte extrayendo roca para utilizarla como material de construcción. Muchas casas locales están construidas con Diorita de Burdeos, de color gris azulado, o Granito de Cobo, de color marrón rojizo. La única cantera en activo es la de Les Vardes, en la costa oeste de la isla, explotada por Ronez. Aquí se extrae la Diorita de Burdeos y se tritura in situ para producir áridos.
Muchas de las canteras en desuso se han llenado de agua, como el embalse de St. Andrews, utilizado actualmente por la Junta de Aguas de los Estados de Guernesey. Mont Cuet es otra antigua cantera que ahora se utiliza como vertedero para eliminar la mayor parte de los residuos no reciclables de la Isla.

### Parroquias
Guernsey tiene diez parroquias, que actúan como distritos de administración civil con competencias limitadas. Cada parroquia está administrada por una Douzaine, compuesta por doce miembros o más, conocidos como Douzeniers. Los Douzeniers son elegidos por un mandato de cuatro años, siendo tres, cuatro o cinco Douzeniers elegidos por los feligreses en una reunión parroquial cada año. El Douzenier de mayor rango es conocido como el Doyen (Decano). Dos Condestables electos ejecutan las decisiones del Douzaine, con un mandato de entre uno y tres años. El Condestable que lleva más tiempo en el cargo es conocido como Condestable Mayor y su colega como Condestable Menor. Los Douzaines cobran una Tasa de Ocupación sobre las propiedades para financiar el funcionamiento de la administración.
Las parroquias de la Iglesia de Inglaterra de Guernsey pertenecen a la Sede de Canterbury, que se separó del Obispado de Winchester en 2014. La parroquia más grande es Castel, mientras que la más poblada es St Peter Port.

## Economía

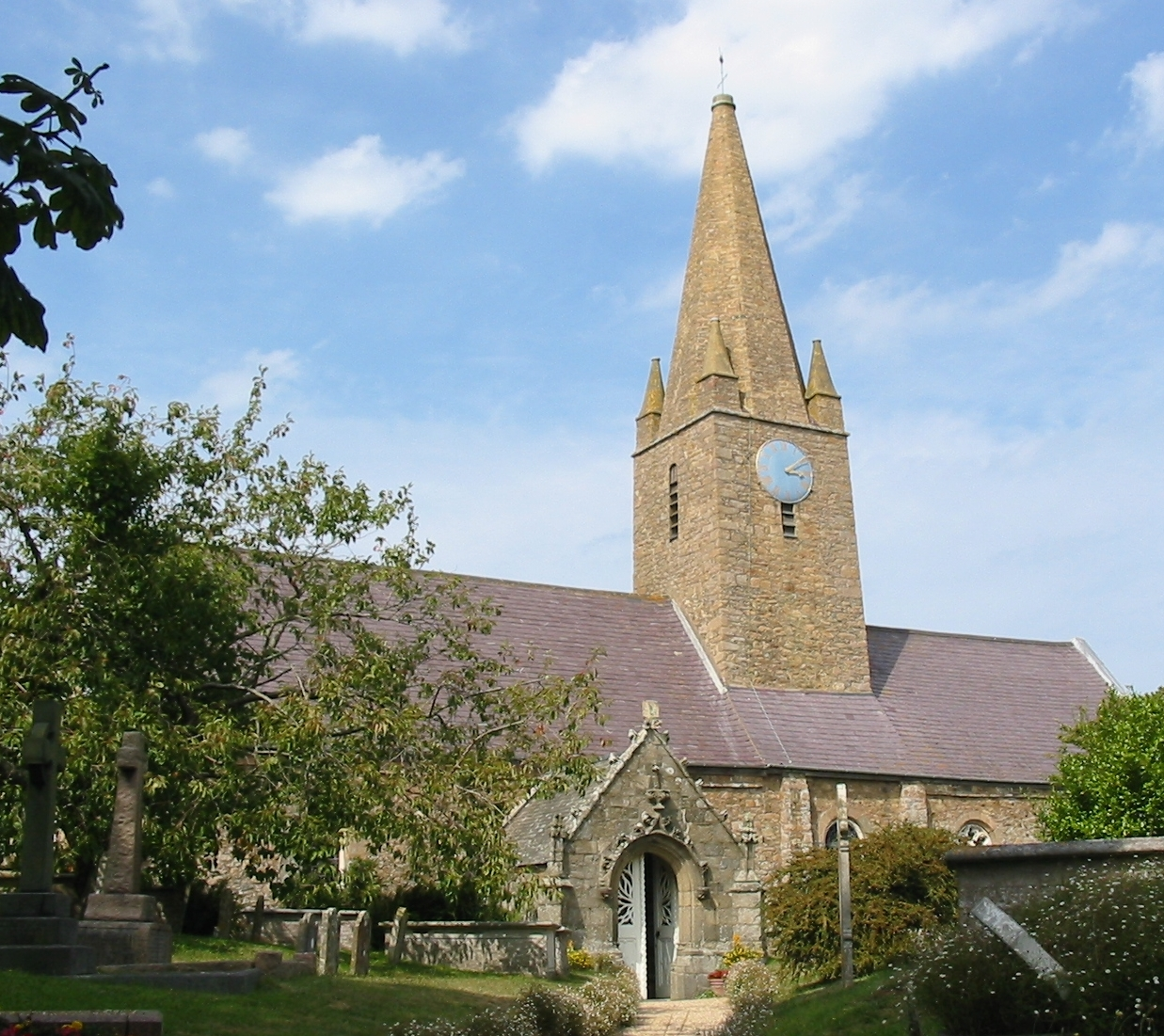
Iglesia de San Martín, Guernsey

El PIB ascendía al 1500 millones de libras, en 2005 el gasto público fue de alrededor de 300 millones de libras. Alrededor del 32 % del producto nacional bruto se apoya en los servicios financieros (banca, seguros y gestión de fondos). Otras fuentes tradicionales de ingreso son la agricultura, el turismo, la ingeniería y la horticultura, principalmente tomates y flores cortadas. El número de desempleados es de tan solo 1 %. La moneda local, la libra de Guernsey, se ha emitido por el Banco de Inglaterra, siguiendo las mismas reglas que para cualquier otra moneda moderna.

### Turismo
Guernsey ha sido un destino turístico desde al menos la época victoriana, con la primera guía turística publicada en 1834. En el siglo XIX, dos compañías ferroviarias (Londres y South Western Railway y Great Western Railway) dirigían barcos desde el territorio continental del Reino Unido hasta el puerto de San Pedro, con una recorrido hasta el único atraque conveniente. Esto se detuvo con el hundimiento del SS Stella en 1899.

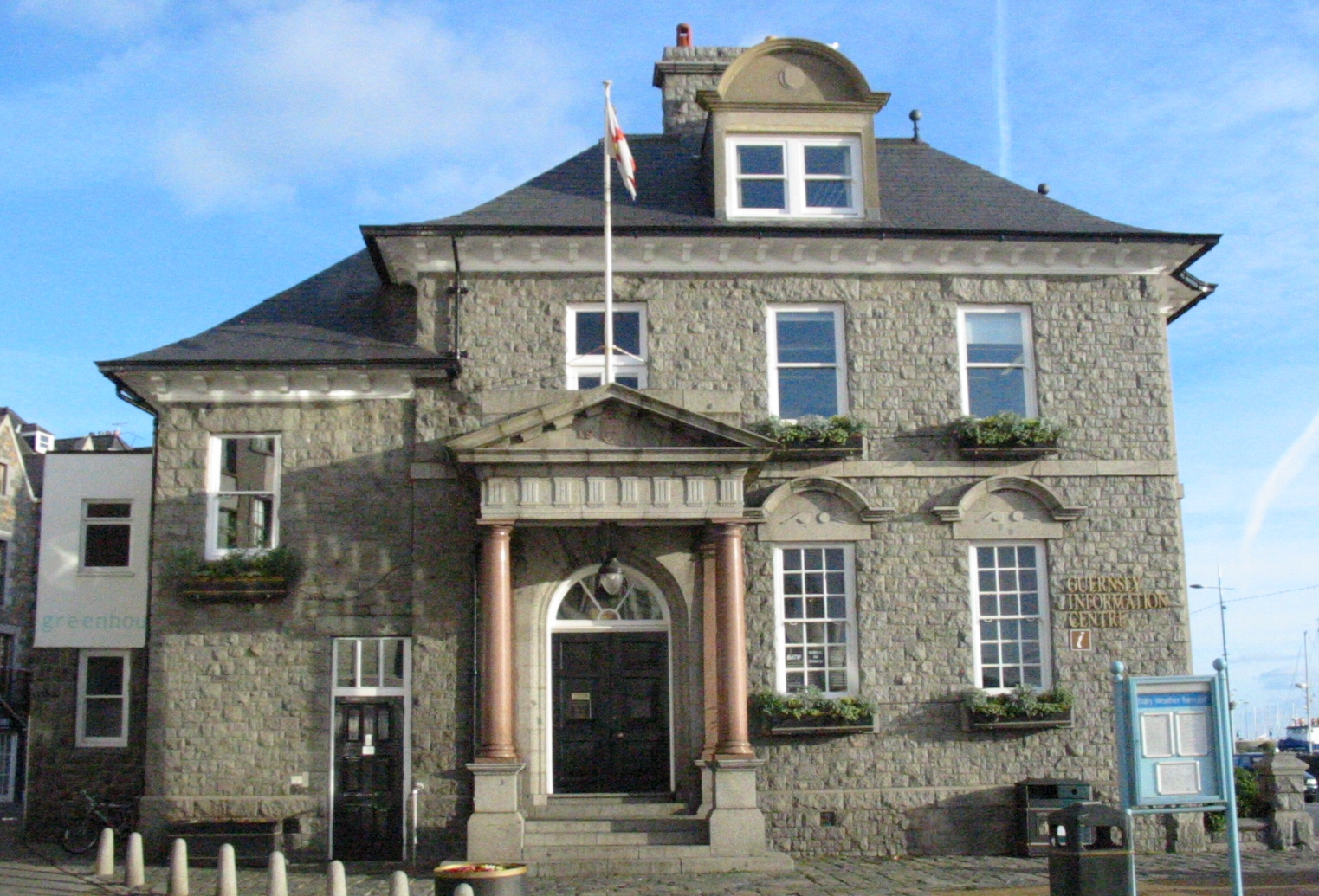
Centro de Información turística en Guernsey

Guernsey entra en la categoría de  Britain in Bloom con la Parroquia de San Martín ganando la categoría de ciudad pequeña dos veces en 2006 y 2011, el Puerto de San Pedro ganó además la categoría de costa grande en 2014 y San Pedro ganó el premio de costa pequeña en 2015. Herm ha ganado varias veces la categoría de Gran Bretaña en Bloom: en 2002, 2008 y 2012, Herm ganó el Premio de Oro de Gran Bretaña en Bloom. La historia militar de la isla ha dejado varias fortificaciones, incluyendo el Castillo Cornet, el Fuerte Grey. las torres de Guernsey y una gran colección de fortificaciones alemanas con varios museos. El uso de la rada frente al puerto de San Pedro por más de 100 cruceros al año está trayendo a la isla más de 100 000 pasajeros cada año.

### Industria Financiera
Desde 2014, la industria financiera constituye el mayor sector económico de Guernsey, generando alrededor del 40% del PIB de Guernsey y empleando directamente a alrededor del 21% de su población activa. Los bancos comenzaron a establecer operaciones en la isla a partir de principios de la década de 1960 con el fin de evitar los altos impuestos en tierra y la regulación restrictiva. El regulador del sector es la Comisión de Servicios Financieros de Guernsey, creada en 1987. En 2015, la Bailía de Guernsey (junto con Jersey) creó el Defensor Financiero de las Islas del Canal (CIFO) para resolver las reclamaciones de los consumidores sobre los servicios financieros prestados en o desde las Islas del Canal de Jersey, Guernsey, Alderney y Sark.

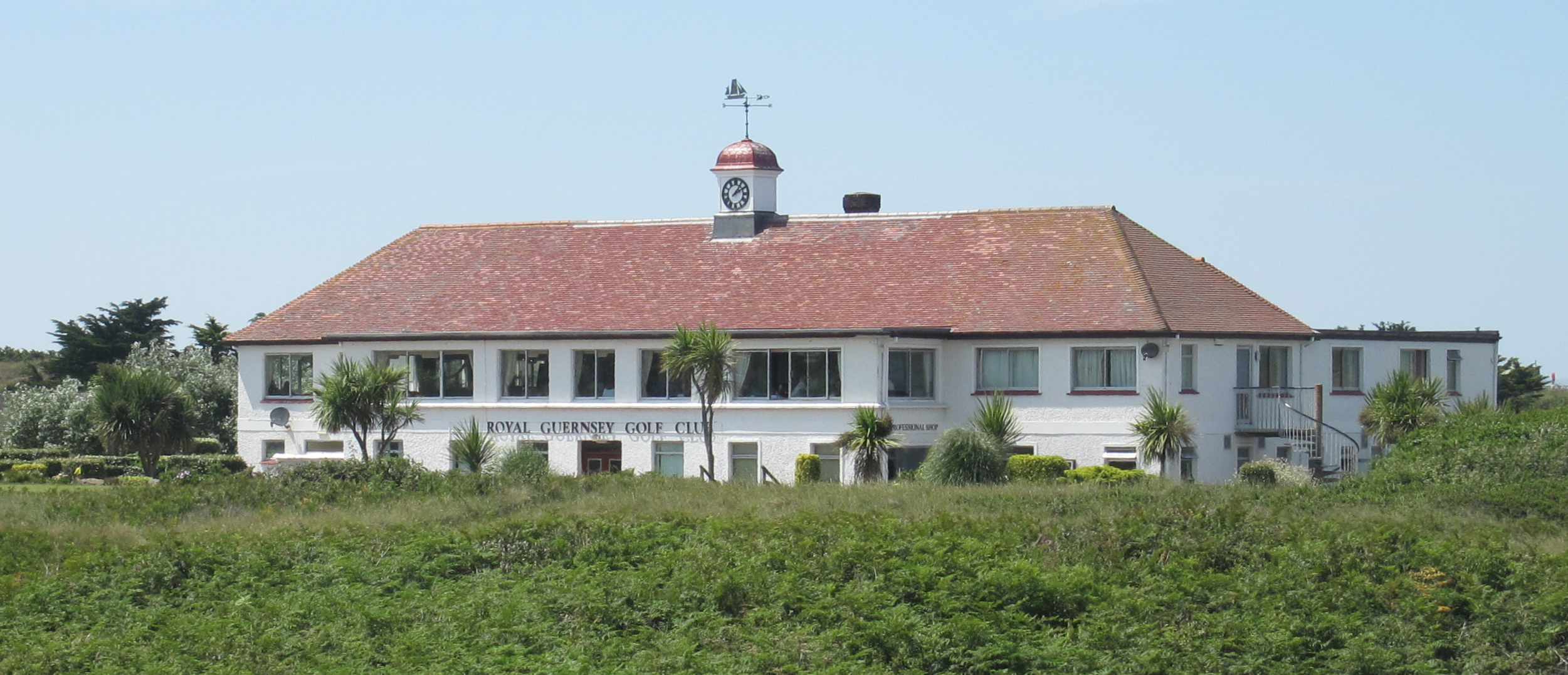
El Real Club de Golf de Guernsey

Antes del crecimiento de la industria financiera, las principales industrias de la isla eran la explotación de canteras y la horticultura. Esta última decayó especialmente como consecuencia de las crisis de los precios del petróleo de los años 70 y la introducción del gas barato del Mar del Norte, que benefició a los cultivadores holandeses Guernsey es la sede del grupo óptico Specsavers, y Healthspan también tiene su sede en Guernsey.

### Impuestos
Guernesey, Alderney y Sark recaudan sus propios impuestos, aunque en 1949 Alderney (pero no Sark) transfirió sus derechos fiscales a Guernesey.
La obligación tributaria de las personas físicas varía en función de si residen o no en la isla. Las personas físicas residentes en la Jurisdicción de Guernesey (que no incluye a Sark) pagan el impuesto sobre la renta al tipo del 20% sobre su renta mundial, mientras que los no residentes sólo están sujetos al impuesto sobre la renta por las rentas derivadas de la actividad o la propiedad en Guernesey. En Guernesey, el año fiscal coincide con el año civil. Todas las personas físicas residentes en Guernesey están sujetas a un límite máximo de imposición, denominado «tax cap». 

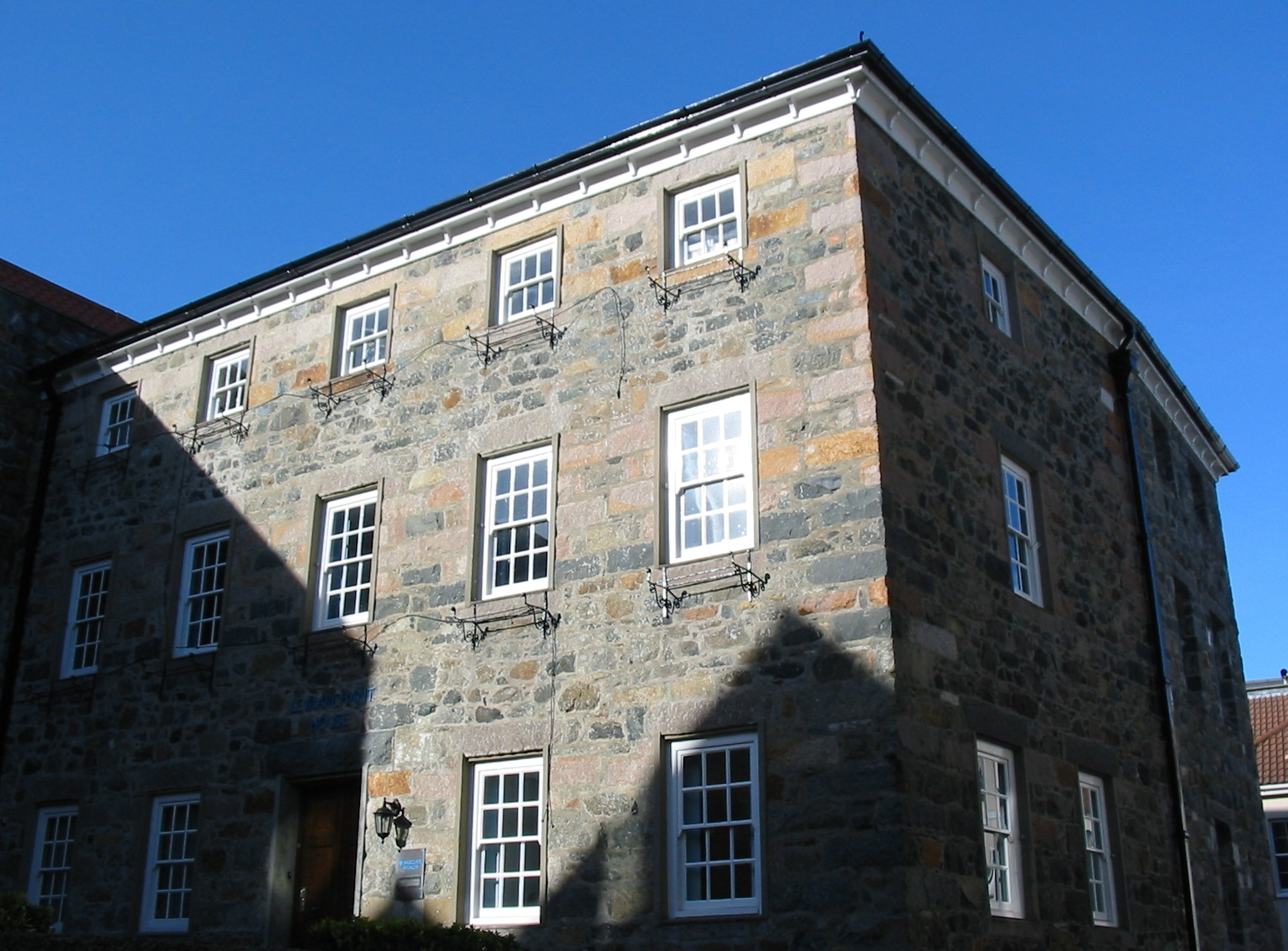
Barclays Wealth Guernsey

Las personas físicas pueden elegir entre una de las siguientes opciones: Tributación de los ingresos no procedentes de Guernesey, originalmente limitados a 110.000 libras esterlinas, más la tributación de los ingresos procedentes de Guernesey (excluidos los intereses bancarios de Guernesey), o Tributación de los ingresos mundiales, originalmente limitados a 220.000 libras esterlinas, incluidos los ingresos procedentes de Guernesey. A partir del 1 de enero de 2015, las rentas derivadas de terrenos y bienes inmuebles de Guernsey quedan excluidas del límite impositivo y están sujetas al tipo normal del 20%. 
Solo se aplica un tope por pareja casada. A partir del 1 de enero de 2019, estos topes fiscales han aumentado a 130.000 y 260.000 libras esterlinas, respectivamente. Guernsey también ha introducido un nuevo tope fiscal inferior de 50.000 libras esterlinas para los nuevos residentes durante tres años, siempre que compren una vivienda de la Parte A del mercado abierto con un impuesto sobre actos jurídicos documentados superior a esa cantidad y no hayan vivido en Guernsey o Alderney durante los tres años anteriores.
Desde 2008, Guernsey aplica tres niveles de impuesto de sociedades, en función del origen de los ingresos.
Un tipo del 0% del impuesto de sociedades para la mayoría de las empresas.
Un tipo del 10% (ingresos procedentes de la actividad bancaria y, con efecto a partir del 1 de enero de 2013, ampliado a la actividad nacional de seguros, la actividad fiduciaria, la actividad de intermediario de seguros y la actividad de gestor de seguros).
Un tipo del 20% (ingresos procedentes de actividades comerciales reguladas por la Oficina del director general de Regulación de los Servicios Públicos, e ingresos procedentes de la propiedad de terrenos y edificios).
Guernsey no recauda plusvalías, herencias, transferencias de capital, impuestos sobre el valor añadido (IVA / TVA) o retenciones generales. Por lo tanto, Guernsey ha sido descrito como un paraíso fiscal. En el presupuesto de 2011, el Reino Unido anunció que pondría fin a la desgravación por consignación de bajo valor que se estaba utilizando para vender bienes libres de IVA a los clientes en todo el Reino Unido, con esta legislación que entrará en vigor el 1 de abril de 2012. Los ingresos fiscales representan el 22,4% del PIB.
Las cotizaciones a la Seguridad Social se basan en los ingresos brutos y se aplican a todas las personas que superan la edad de escolarización. Los trabajadores por cuenta ajena están sujetos a un tipo del 6,8%, mientras que los autónomos pagan el 11,3%. Los no asalariados que no han alcanzado la edad de jubilación cotizan al 10,7 %. Otras categorías tienen tipos diferentes.

## Infraestructura
Los servicios públicos, como el agua, las aguas residuales, los dos puertos principales y el aeropuerto son propiedad de los Estados de Guernsey y están bajo su control.
La electricidad y los servicios postales se han comercializado y ahora los gestionan las empresas Guernsey Electricity y Guernsey Post, que son propiedad al 100% de los Estados de Guernsey.

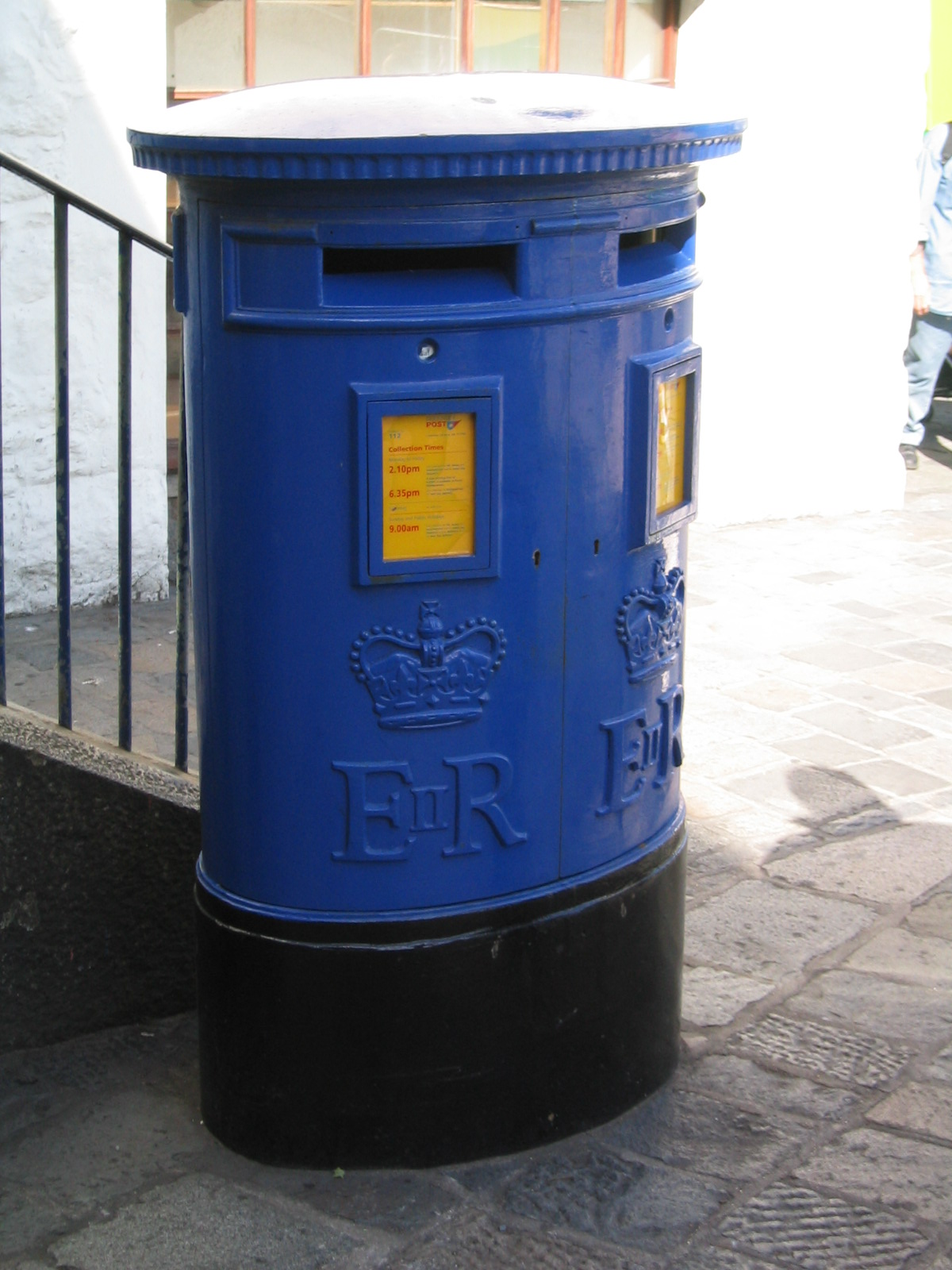
Un buzón de correos de Guernsey

El gas lo suministra una empresa privada independiente.
En 1998, Guernsey y Jersey crearon conjuntamente la Red Eléctrica de las Islas Anglonormandas (Channel Islands Electricity Grid) para operar y gestionar los cables submarinos entre Europa y las Islas Anglonormandas. En un principio, la instalación de estos cables tenía por objeto proporcionar a la isla una forma segura de energía de reserva, pero ahora son efectivamente la principal fuente de energía, con los generadores diésel locales como reserva.
Guernsey Telecoms, que proporcionaba telecomunicaciones, fue vendida por los Estados a Cable & Wireless plc, cambió su nombre por el de Sure y fue vendida a Batel co en abril de 2013. Newtel fue la primera empresa de telecomunicaciones alternativa de la isla y fue adquirida por Wave Telecom en 2010 y posteriormente rebautizada como Jersey Telecom. Airtel-Vodafone también proporcionan una red móvil.
Tanto los buzones postales de Guernsey Post (desde 1969) como las cabinas telefónicas (desde 2002) están pintados de azul, pero por lo demás son idénticos a sus homólogos británicos, el buzón rojo y la cabina telefónica roja. En 2009, las cabinas telefónicas de la estación de autobuses se pintaron de amarillo, igual que cuando Guernsey Telecoms era propiedad del Estado. El buzón más antiguo de las Islas Británicas se encuentra en Union Street, St Peter Port, y data de 1853.

## Transporte

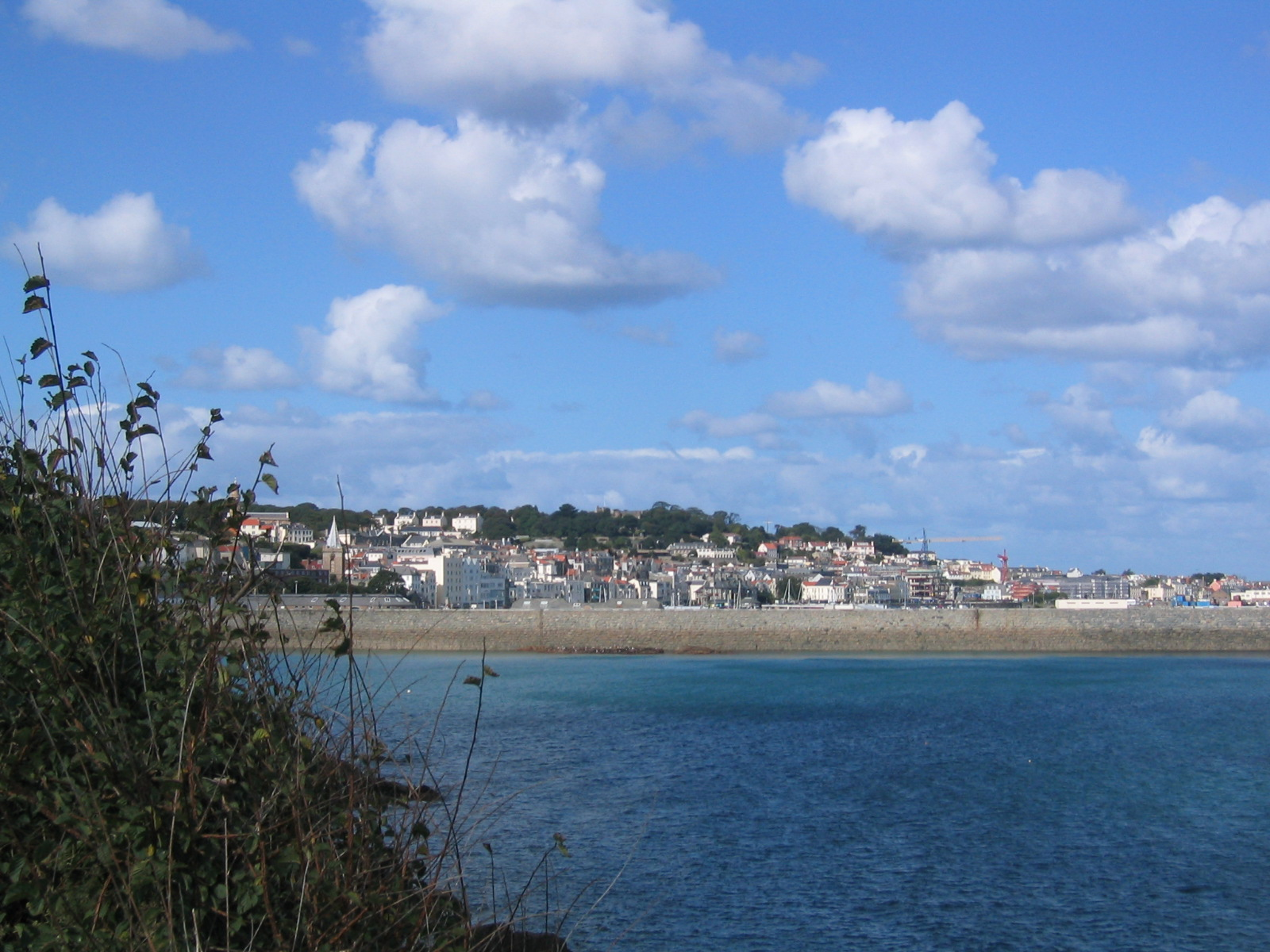
Saint Peter Port es el principal puerto y centro financiero de Guernsey.

Guernesey es la segunda mayor de las Islas Anglonormandas. Forma parte del Espacio de Viaje Común, que permite viajar sin pasaporte desde y hacia el Reino Unido, Jersey, la Isla de Man o Irlanda. Para viajar al Espacio Schengen hasta la Europa continental es necesario el pasaporte o un documento nacional de identidad de la UE y, a partir de 2025, la entrada en el Espacio Schengen requerirá el cumplimiento del Sistema Europeo de Información y Autorización de Viajes (ETIAS) y los ciudadanos de fuera de la UE pueden necesitar un visado. La entrada desde el Espacio Schengen requiere un pasaporte, excepto cuando exista una concesión para viajes cortos a Guernsey, en cuyo caso se aceptará un documento de identidad de la UE.
En Guernesey se circula por la izquierda. Las carreteras suelen ser estrechas y el límite de velocidad en toda la isla es de 35 millas por hora (56 km/h), aunque en algunas vías se aplican límites de velocidad más bajos. Hay cambios estacionales en los límites de velocidad, por los que el límite de 35 millas por hora se reduce a 25 millas por hora (40 km/h) en algunas carreteras costeras durante los meses de verano. Algunas carreteras más pequeñas tienen una velocidad recomendada de 15 millas por hora (24 km/h), que no se aplica legalmente. Estas carreteras se denominan Ruette Tranquille.
El impuesto de circulación se suprimió en Guernesey el 1 de enero de 2008. Las matrículas de los vehículos en Guernesey sólo llevan entre uno y cinco números; la pegatina/placa de identificación internacional es «GBG».
La mayoría de las marcas viales son las mismas que en el Reino Unido, a excepción de:
Una línea amarilla que cruza la salida de una carretera secundaria significa que hay que detenerse y ceder el paso al tráfico de la carretera principal. Una flecha amarilla pintada en la carretera avisa de que hay una línea amarilla de alto más adelante.

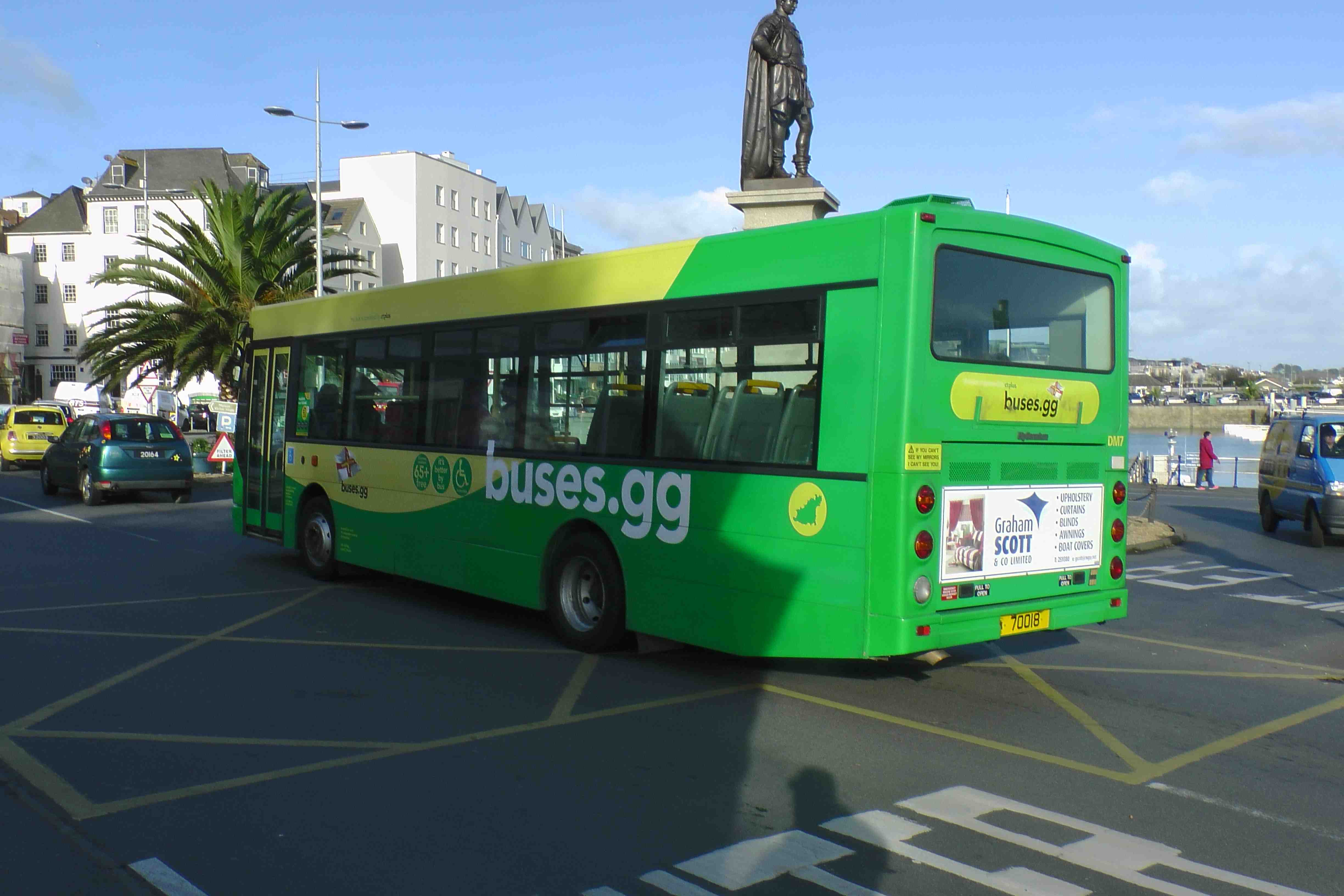
Un Autobús circulando por una calle de Guernsey

Cruces con filtro de giro. En estos cruces todas las direcciones tienen la misma prioridad.
Las líneas amarillas de prohibido parar junto al bordillo son líneas sencillas y significan que no debe detenerse por ningún motivo, salvo para evitar un accidente.
Los servicios de autobús son operados por CT Plus Guernsey en nombre del Departamento de Medio Ambiente de los Estados de Guernsey (el gobierno de la isla). CT Plus fue adquirida por Tower Transit, propiedad de Kelsian Group, en septiembre de 2022, tras la administración y posterior quiebra de la empresa matriz de CT Plus, HCT Group. Actualmente, el servicio lleva la marca Buses.gg, y todas las rutas operan desde y hacia la estación de autobuses Town Terminus de St Peter Port.
Los servicios serán operados por Stagecoach a partir de abril de 2025.
Los vehículos utilizados se basan en los autobuses utilizados en el Reino Unido, pero con una construcción ligeramente más estrecha, para permitirles circular por las estrechas carreteras de la isla, con el límite legal de 2,31 metros (7' 6¾"). A partir de mayo de 2017 llegaron varios autobuses StreetVibe más estrechos (y cortos).

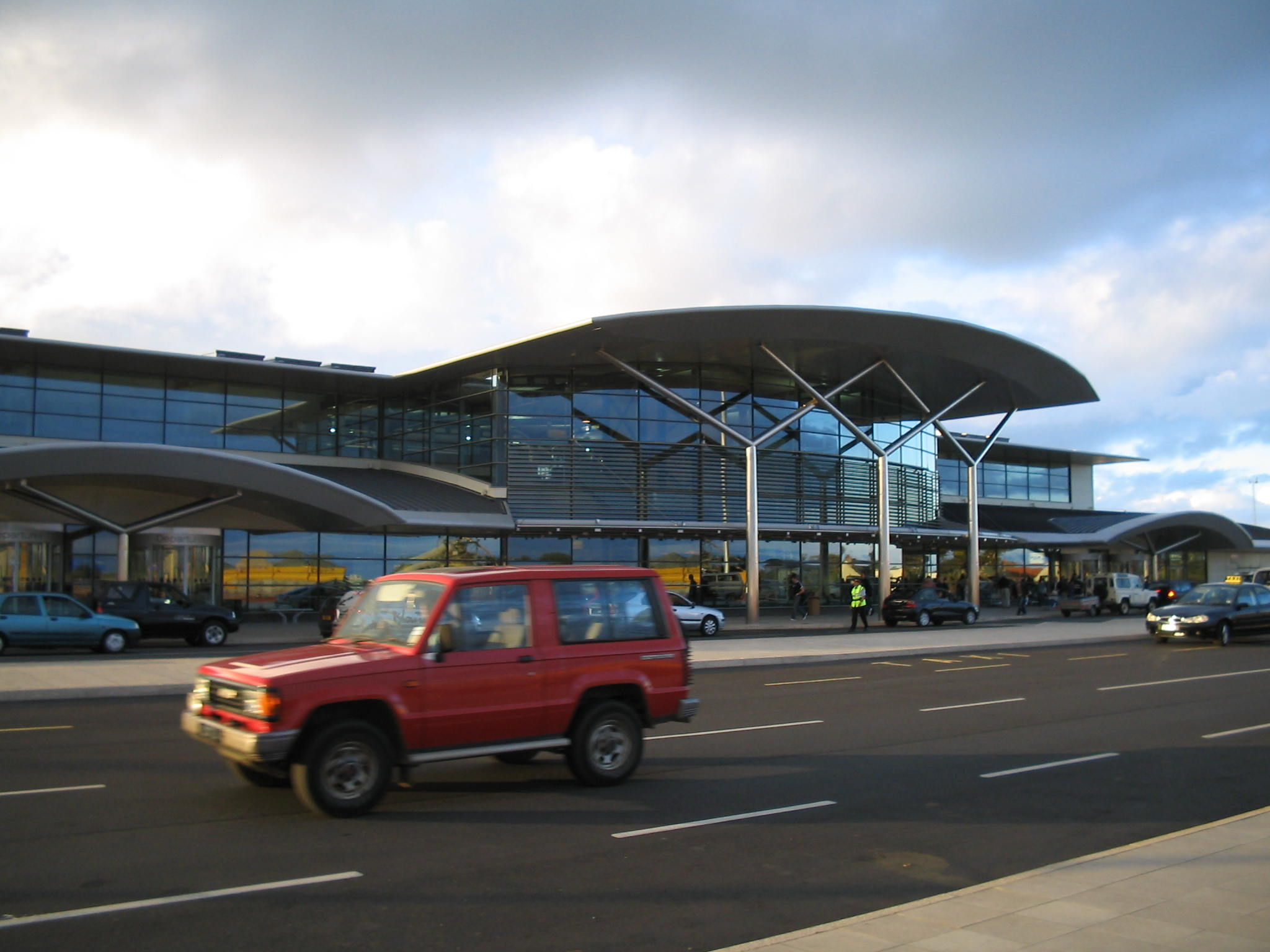
Aeropuerto Internacional de Guernsey

La mayoría de las tarifas de autobús tienen un precio fijo de 1,50 £ por trayecto, sin embargo, las tarifas también se alternan en función de los tipos de servicio. Los pagos solo se pueden realizar sin contacto o con el «Puffin Pass», que cuenta con diferentes variedades: Pay As You Go, que se reduce a 75 céntimos, viajes ilimitados durante un día o más, abonos para estudiantes de entre 5 y 16 años, tarjetas para mayores de 65 años y abonos familiares. En 2016 se realizaron 1,65 millones de viajes[8] El uso del autobús aumentó año tras año, alcanzando un récord de 2 millones de viajes en 2019. Sin embargo, el uso cayó posteriormente debido a la pandemia de COVID-19. En marzo de 2023, el uso mensual fue superior a los niveles anteriores a la pandemia por primera vez[9].
Los autocares de alquiler privados y los viajes en autocar están disponibles principalmente en Island Coachways y otras empresas.
En Guernesey se fomenta el uso de la bicicleta y hay varias rutas y caminos para bicicletas en la isla, incluida una ruta exclusiva para bicicletas que recorre la costa este de la isla entre Bulwer Avenue en St Sampson y la rotonda de Weighbridge en St Peter Port, con uso peatonal compartido. Hay otras rutas en el norte de la isla.
Las Ruettes Tranquilles ofrecen carreteras más seguras y agradables para los ciclistas. Los Estados de Guernesey ofrecen información detallada sobre las leyes relativas al ciclismo y recomendaciones de seguridad, así como datos sobre las empresas de alquiler de bicicletas.
El ciclismo es habitual en Sark debido a la prohibición de circular en coche. Se pueden alquilar bicicletas en las empresas locales de alquiler de bicicletas.
Guernesey cuenta con un servicio de taxis regulado y autorizado, con paradas en el centro de St Peter Port y en el aeropuerto de Guernesey. También se puede llamar o telefonear a los taxis.

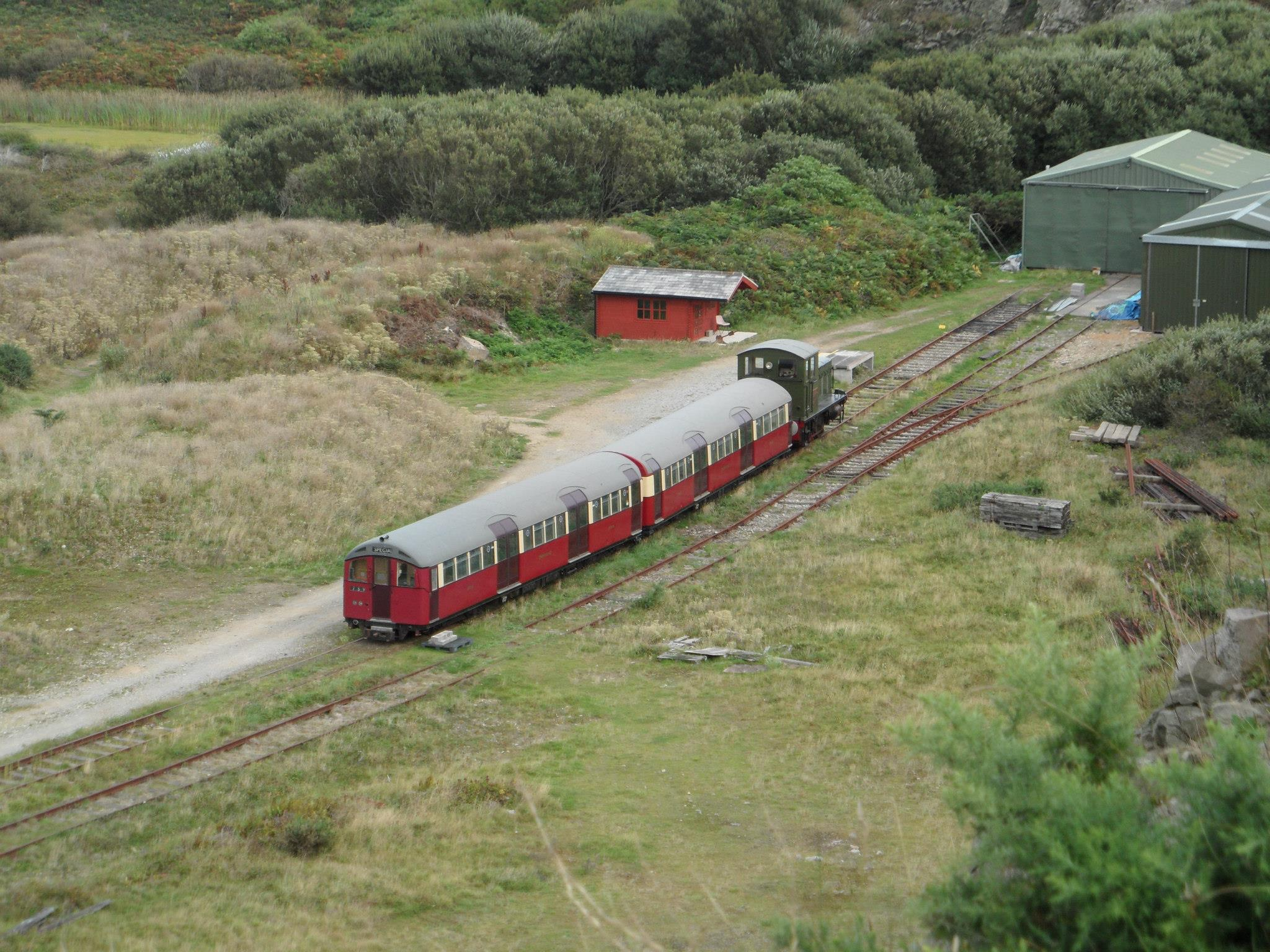
Ferrocarril en Alderney

Hay taxis accesibles capaces de transportar a un pasajero en silla de ruedas y con iluminación mejorada para ayudar a las personas que puedan tener problemas de visión.
El aeropuerto de Guernsey está situado a 5 km al suroeste de St Peter Port, la capital de la isla. Tiene vuelos directos durante todo el año a muchos destinos del Reino Unido e internacionales.
El aeropuerto de Alderney tiene vuelos regulares a Southampton y Guernesey Ambos aeropuertos cuentan con instalaciones para aviones privados y concentraciones aéreas anuales.Condor Ferries opera servicios a Poole y Portsmouth en Inglaterra, St Malo en Francia, y a Jersey. Condor Ferries se convirtió en el principal operador al Reino Unido tras el cierre de British Channel Island Ferries en 1994. Anteriormente, Sealink (y sus predecesores de ferries ferroviarios) había sido el principal operador durante muchas décadas. La carga se transporta en un ferry tradicional vía Portsmouth.
La compañía francesa Manche Îles Express explota en verano un servicio de transbordadores sólo para pasajeros entre Guernesey y tres pequeños puertos de Normandía (Francia): Barneville-Carteret, Diélette y Granville. No todos los puertos tienen servicio diario.

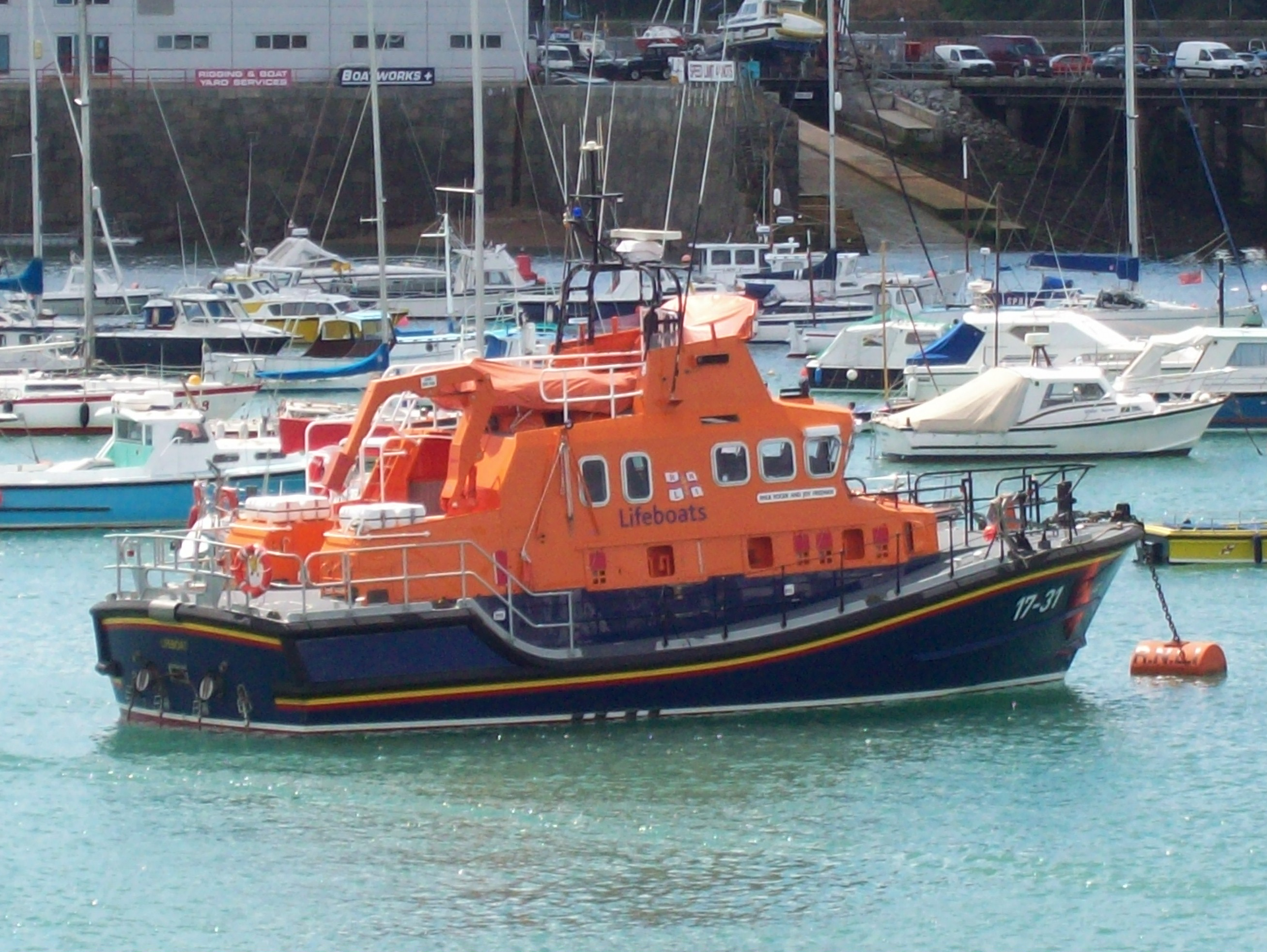
Un bote salvavidas en el puerto de Saint Peter, Guernsey

La Compañía Naviera de la Isla de Sark opera pequeños transbordadores a Sark. El servicio tarda hasta 45 minutos en recorrer las 9 millas (14 km) de travesía.
La compañía Trident Charter opera pequeños transbordadores a Herm durante todo el año.
El servicio ferroviario de Alderney opera servicios entre Guernesey Alderney y Cherburgo durante los meses de verano. La compañía ha anunciado que introducirá operaciones durante todo el año, junto con un nuevo ferry hacia finales de agosto de 2022-
Channel Seaways opera rutas de transporte de mercancías entre Poole, Jersey, Guernesey y Alderney.
El ferrocarril de Alderney ofrece un enlace ferroviario de aproximadamente tres kilómetros, con un servicio regular durante los meses de verano y en festivales estacionales como Semana Santa y Navidad. En la actualidad, es el único ferrocarril en funcionamiento de las Islas Anglonormandas que ofrece un enlace de transporte público. También es uno de los ferrocarriles más antiguos de las Islas Británicas, ya que data de 1847 y transportó a la Reina Victoria y al Príncipe Alberto como primeros pasajeros «oficiales» en 7.

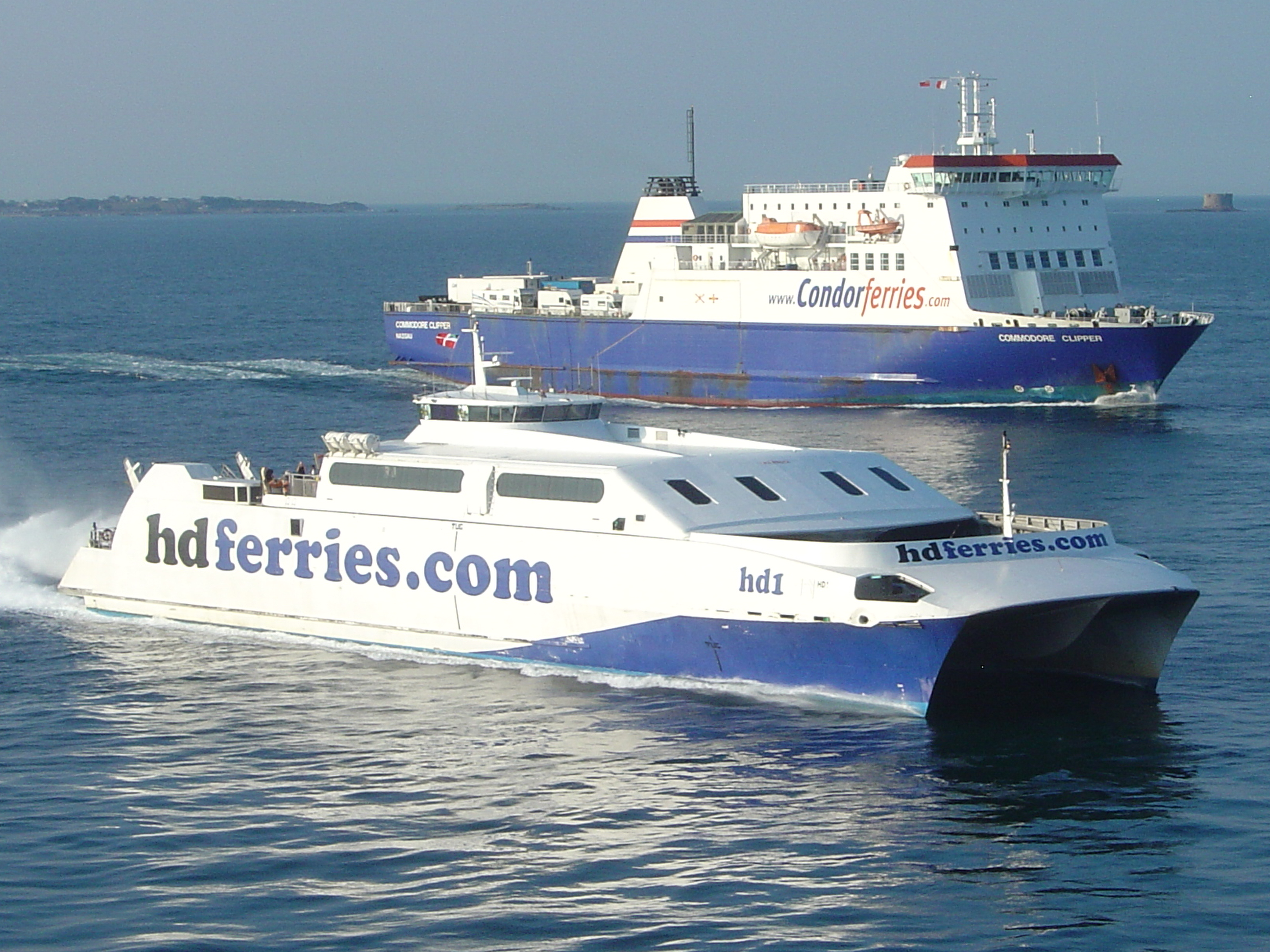
Ferries en Guernsey

En Alderney también hay un ferrocarril en miniatura de 184 mm (7+1 pulgadas) que funciona durante los meses de verano.
Actualmente no hay servicios ferroviarios en Guernesey. El ferrocarril de Guernesey, que era prácticamente un tranvía eléctrico y que empezó a funcionar el 20 de febrero de 1892, fue abandonado el 9 de junio de 1934. Sustituyó a un sistema de transporte anterior que funcionaba a vapor y se denominó Tranvía de Vapor de Guernsey. Este último entró en servicio el 6 de junio de 1879 con seis locomotoras.

## Demografía
Según el censo de julio de 2011 la población es de 65 068 habitantes, la media de edad es de 41.1 años para los hombres y 43.2 para las mujeres. La tasa de crecimiento anual es de 0.438 %, la esperanza de vida al nacer es de 79.5 años para los hombres y 84.95 años para las mujeres y el promedio de nacimientos por mujer es de 1.54. Los principales grupos étnicos son: británicos, normandos, portugueses, letones y sudafricanos.

### Idiomas
El guerneseyés (dgèrnésiais), la lengua normanda de Guernsey, sigue siendo hablado por una minoría muy reducida de la población.

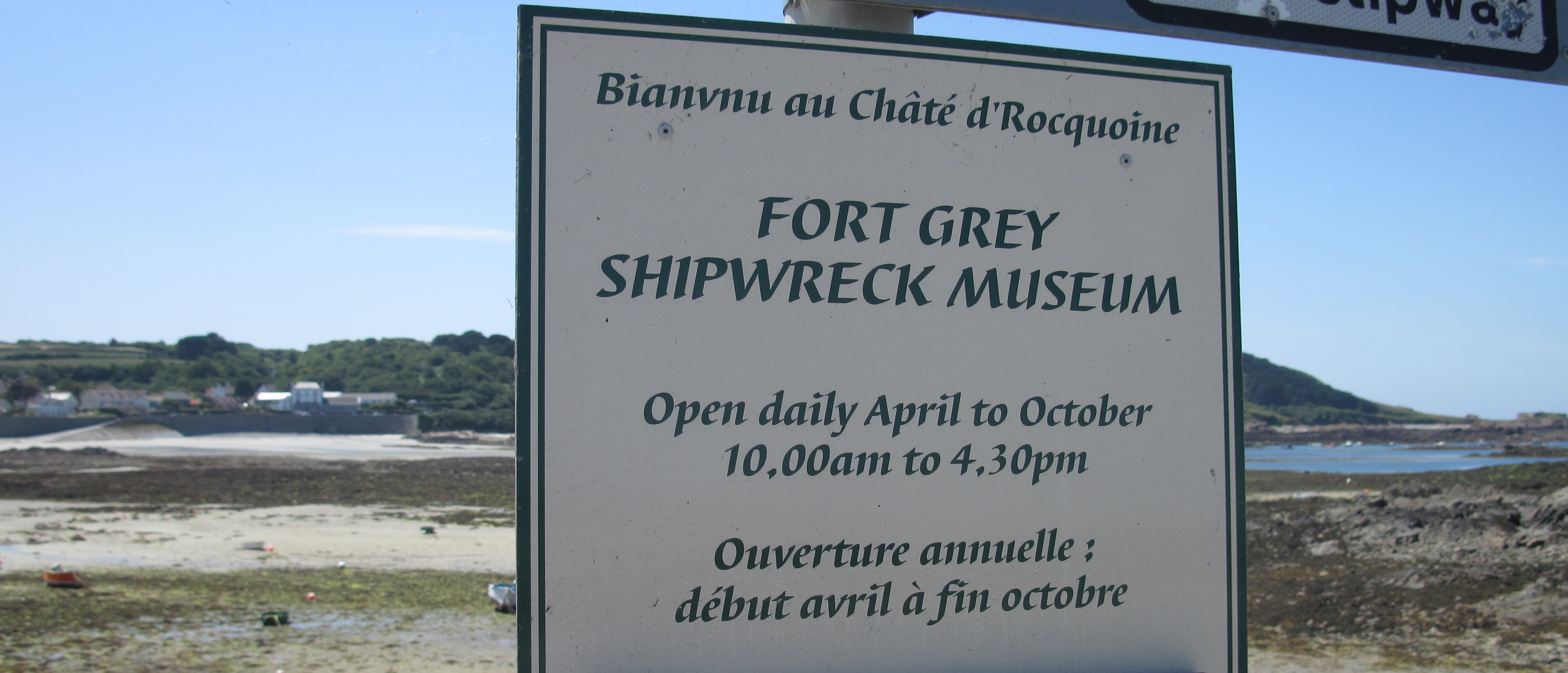
Un cartel en Guernsey escrito en guerneseyés e inglés

El guerneseyés está reconocido como lengua regional de las Islas Anglonormandas junto con el jerseyés.
En varias escuelas de Guernesey se enseña como lengua optativa.
En la toponimia normanda de la isla, así como en los nombres de las calles, se pueden encontrar elementos del guerneseyés. La búsqueda de su pasado ha suscitado un renovado interés por la lengua de Guernesey por parte de muchos habitantes de Guernesey, que la ven en todos los rincones de la isla como prueba de un patrimonio lingüístico y cultural aún muy vivo.
La Société Guernesiaise colabora estrechamente con otras asociaciones y organismos como «L'Coumité la Culture d'Guernesiaise» y «L'Assembllaïe D'Guernesiais», que se ocupan del aspecto cultural del patrimonio de Guernsey, y el grupo de activistas voluntarios conocido como «Les Ravigotteurs», que se ocupan de la lengua y el aprendizaje de Guernsey.

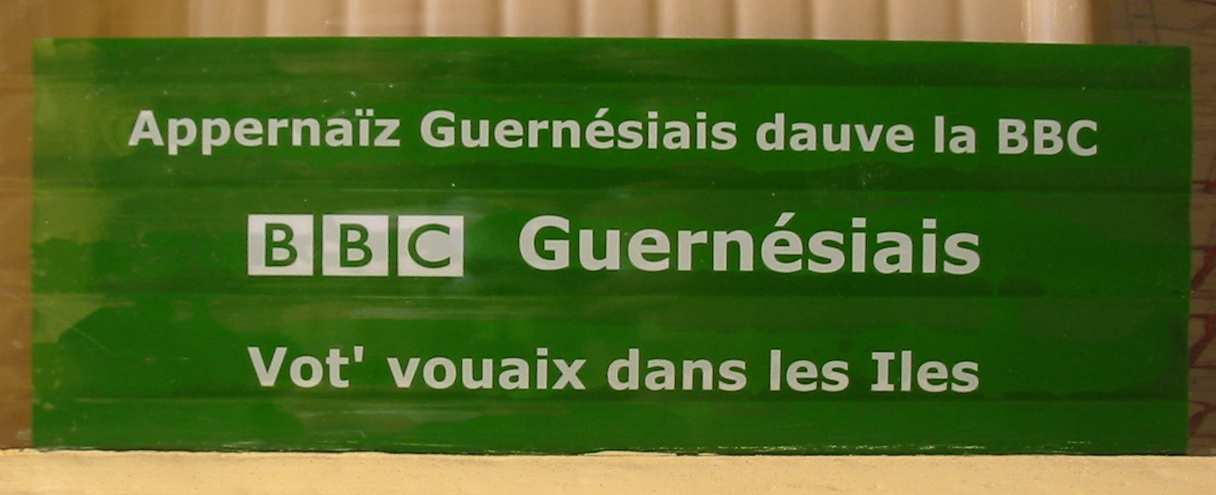
Adhesivo publicitario para las emisiones en el idioma guerneseyés de BBC Radio Guernsey

El 9 de mayo de 2013 se inauguró un sitio web de Guernsey gracias a los esfuerzos de la Comisión de la Lengua de Guernsey, con el objetivo de defender, salvaguardar y promover la lengua de Guernsey. Esta comisión para la defensa del patrimonio lingüístico de Guernsey forma parte del «Plan Estratégico» puesto en marcha por los Estados de Guernsey en 2013.
Además de esta particularidad lingüística local, cabe señalar que el inglés es la lengua oficial y principal del territorio.
Hasta 1948, el francés era la lengua oficial de Guernesey. Hoy en día, el francés se utiliza sobre todo en la administración. El francés sigue siendo la segunda lengua de un buen número de personas, sin embargo, se utiliza muy poco como lengua común. Después de los británicos, la isla también acoge a un número importante de turistas franceses.

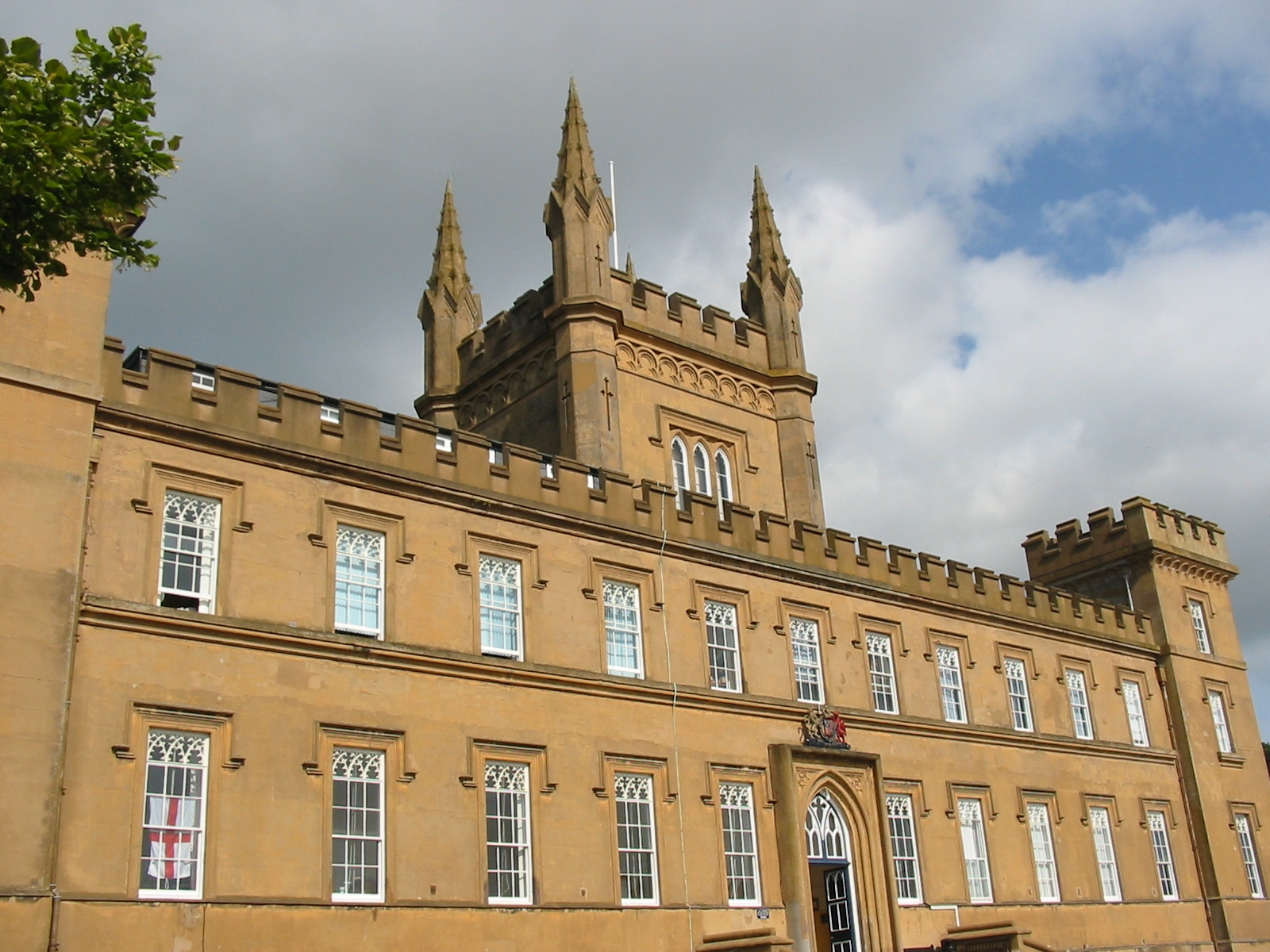
Elizabeth College

### Educación
La enseñanza en Guernsey se basa en el Plan Nacional de Estudios inglés. Hay 10 escuelas primarias, además de dos junior schools y tres infant schools. A partir de 2022, la isla ya no cuenta con el examen 11-plus, que se utilizaba para transferir a los alumnos a una de las cuatro escuelas secundarias de 11 a 16 años, o a una escuela de gramática mixta. También hay tres colegios de pago con escuelas inferiores, para los que los alumnos mayores de 11 años reciben una subvención de los Estados de Guernsey. En 2016, los Estados de Guernsey votaron a favor de poner fin al uso de los exámenes 11-plus a partir de 2019. También es responsable de la educación en las islas vecinas.
En 2008, se elevó la edad de finalización de la escolarización, de modo que la fecha más temprana es el último viernes de junio del año en que el alumno cumple 16 años, en consonancia con Inglaterra, Gales e Irlanda del Norte. Esto significa que los alumnos tendrán entre 15 y 10 meses y 16 y 10 meses antes de poder abandonar. Antes, los alumnos podían abandonar la escuela al final del trimestre en que cumplían 14 años, si así lo deseaban: era necesario enviar una carta al departamento de Educación para confirmarlo. Sin embargo, son relativamente pocos los alumnos que se acogen a esta opción, ya que la mayoría opta por completar sus GCSE y, a continuación, comenzar a trabajar o continuar su educación.

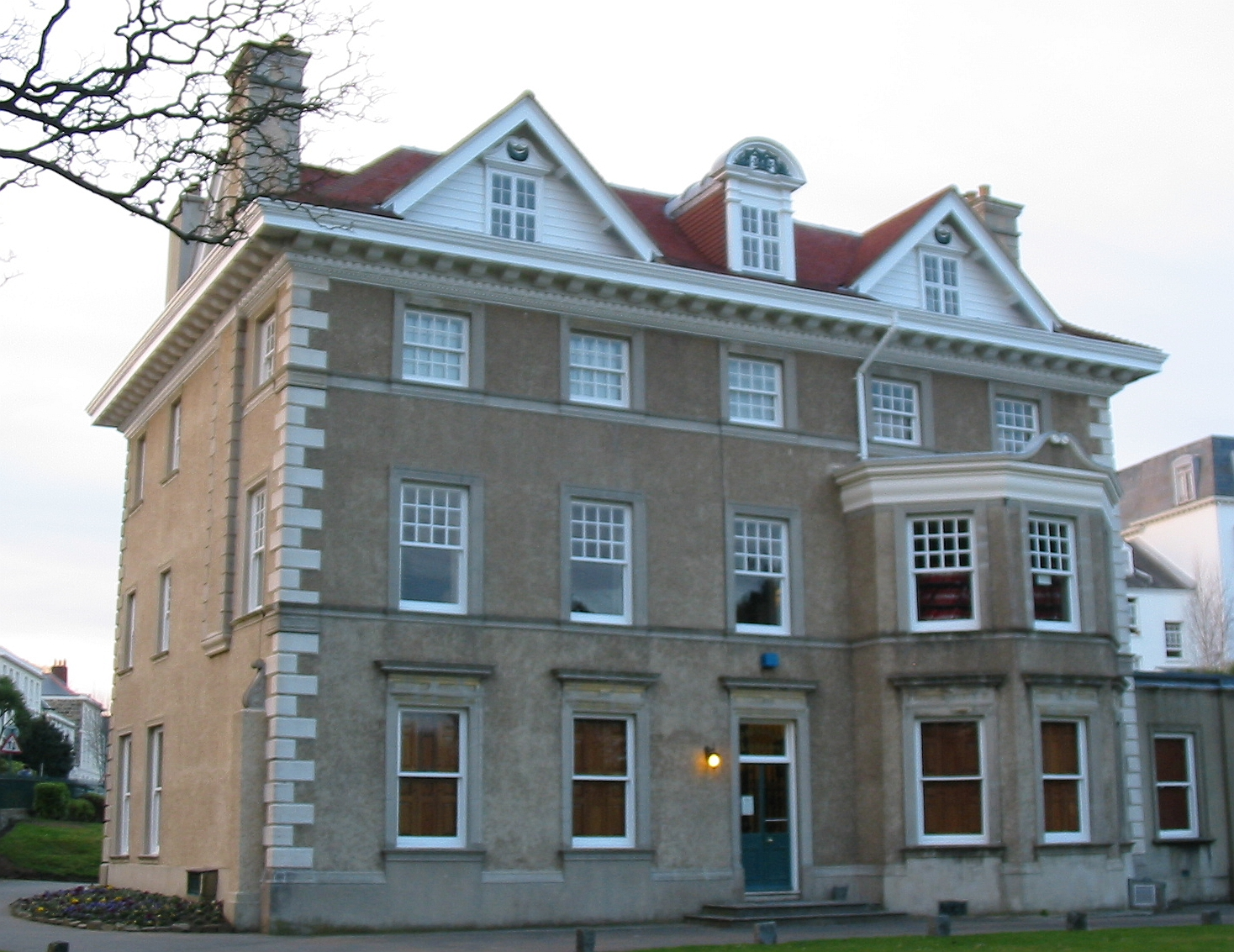
Biblioteca en Saint Peter Port

Después de los GCSE, los alumnos tienen la opción de trasladarse a la Grammar School & Sixth Form Centre, de gestión estatal, o a los colegios independientes para cursar los AS/A Levels/International Baccalureate Diploma Programme. También tienen la opción de estudiar asignaturas de formación profesional en el Guernsey College of Further Education de la isla.
En la isla no hay universidades. Los estudiantes que cursan estudios universitarios en el Reino Unido reciben ayudas estatales tanto para la manutención como para las tasas de matrícula. En 2007, el Departamento de Educación recibió la aprobación de la Asamblea de los Estados para introducir la contribución de los estudiantes a los costes de la enseñanza superior, en forma de préstamos estudiantiles, como se aplica en el Reino Unido. Sin embargo, inmediatamente después de las elecciones generales de 2008, la Asamblea de los Estados votó a favor de un Requête que proponía la abolición del plan de préstamos a los estudiantes, alegando que era caro de gestionar y que podría disuadir a los estudiantes de ir a la universidad y volver a la isla después. En 2012, el Departamento de Educación informó a la Asamblea de los Estados de que no era necesario reexaminar las bases de la financiación de la educación superior en la actualidad.

### Vivienda

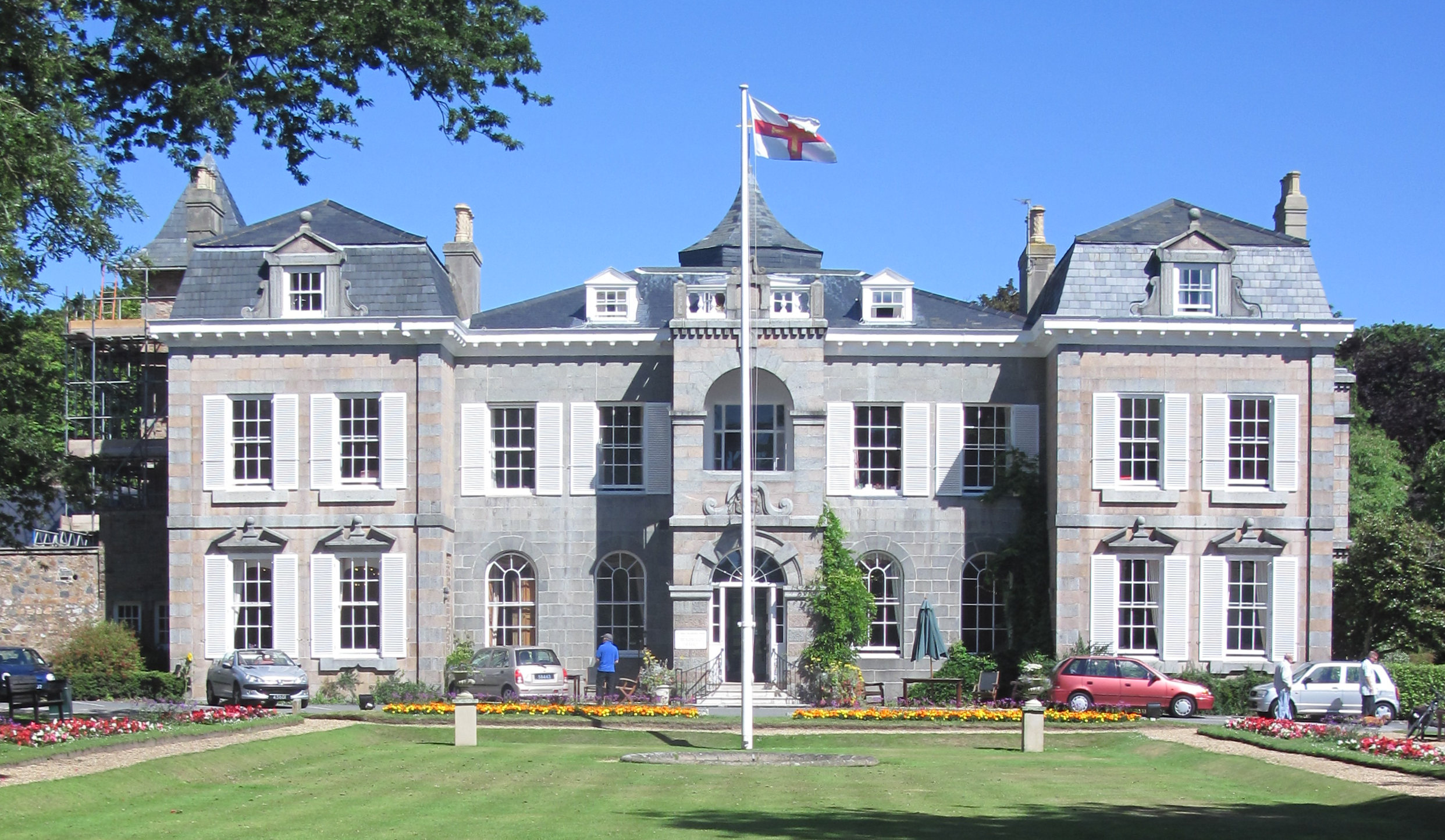
Saumarez Park, Guernsey

Guernsey aplica un mecanismo de gestión de la población que consiste en restringir quién puede trabajar en la isla mediante el control de las propiedades en las que se puede vivir. El mercado de la vivienda se divide entre las propiedades del «mercado local» y un número determinado de propiedades del «mercado abierto». Cualquiera puede vivir en una propiedad del mercado abierto, pero en las propiedades del mercado local sólo pueden vivir quienes reúnan los requisitos, ya sea por haber nacido en Guernsey (con al menos un progenitor local), por haber obtenido una licencia de vivienda o por compartir una propiedad con alguien que reúna los requisitos (vivir en familia). Por consiguiente, las viviendas del «mercado libre» son mucho más caras tanto para comprar como para alquilar. 
Las licencias de vivienda son por períodos fijos, a menudo sólo válidas por 4 años y sólo mientras la persona siga empleada por un empleador específico de Guernsey. La licencia especificará el tipo de alojamiento y será específica para la dirección en la que vive la persona, y a menudo está sujeta a una comprobación de antecedentes policiales. Estas restricciones se aplican igualmente con independencia de que la vivienda sea en propiedad o en alquiler, y sólo se aplican a la ocupación de la vivienda. Así pues, una persona cuya licencia de vivienda caduque podrá seguir siendo propietaria de un inmueble en Guernsey, pero ya no podrá vivir en él. No existen restricciones sobre quién puede ser propietario de un inmueble.

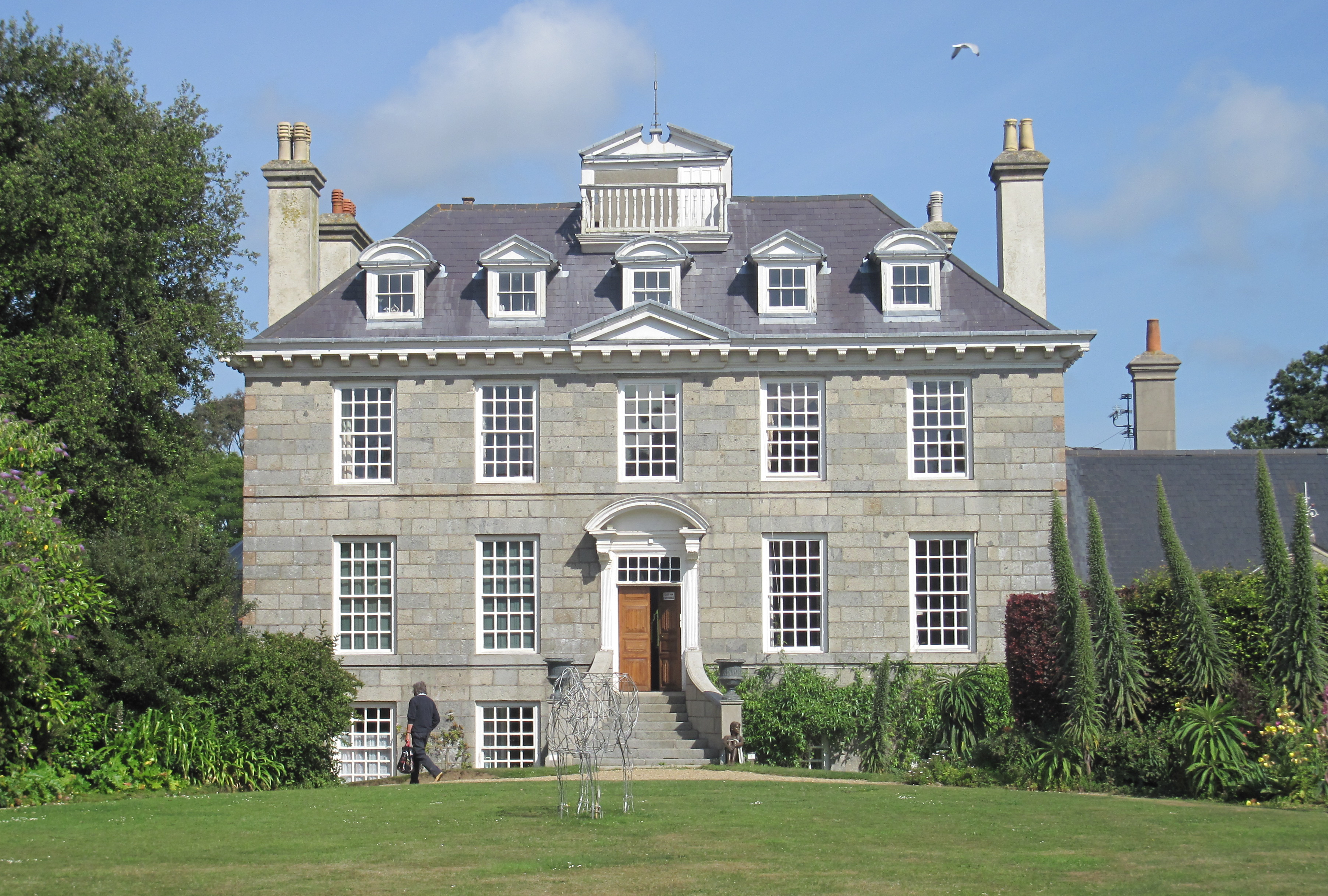
La Casa Sausmarez, Guernsey

Existen varias vías para considerarse «local» a efectos de vivienda. Por lo general, basta con haber nacido de al menos uno de los progenitores de Guernsey y vivir en la isla durante diez años en un periodo de veinte años. Del mismo modo, la pareja (casada o no) de un local puede adquirir la condición de local. Se plantean múltiples problemas tras la separación anticipada de las parejas, especialmente si tienen hijos pequeños o si fallece un miembro de la pareja local; en estas situaciones, las circunstancias personales y la compasión pueden añadir peso a las solicitudes de estatuto local. Una vez obtenido el estatuto de «local», se mantiene de por vida. Ni siquiera un largo período de residencia fuera de Guernsey invalida el estatuto de vivienda «local».
Aunque los habitantes de Guernesey son ciudadanos británicos de pleno derecho, antes de la retirada del Reino Unido de la UE, en el pasaporte de los ciudadanos británicos relacionados únicamente con las Islas Anglonormandas y la Isla de Man figuraba una mención que restringía el derecho de establecimiento en otros Estados de la Unión Europea. Si estaba clasificado con el «estatuto de isleño», el pasaporte británico llevaba la siguiente anotación «El titular no tiene derecho a beneficiarse de las disposiciones de la UE en materia de empleo o establecimiento». Quienes tuvieran un progenitor o abuelo nacido en el propio Reino Unido (Inglaterra, Escocia, Gales e Irlanda del Norte), o hubieran vivido en el Reino Unido durante 5 años, no estaban sujetos a esta restricción.

### Religión

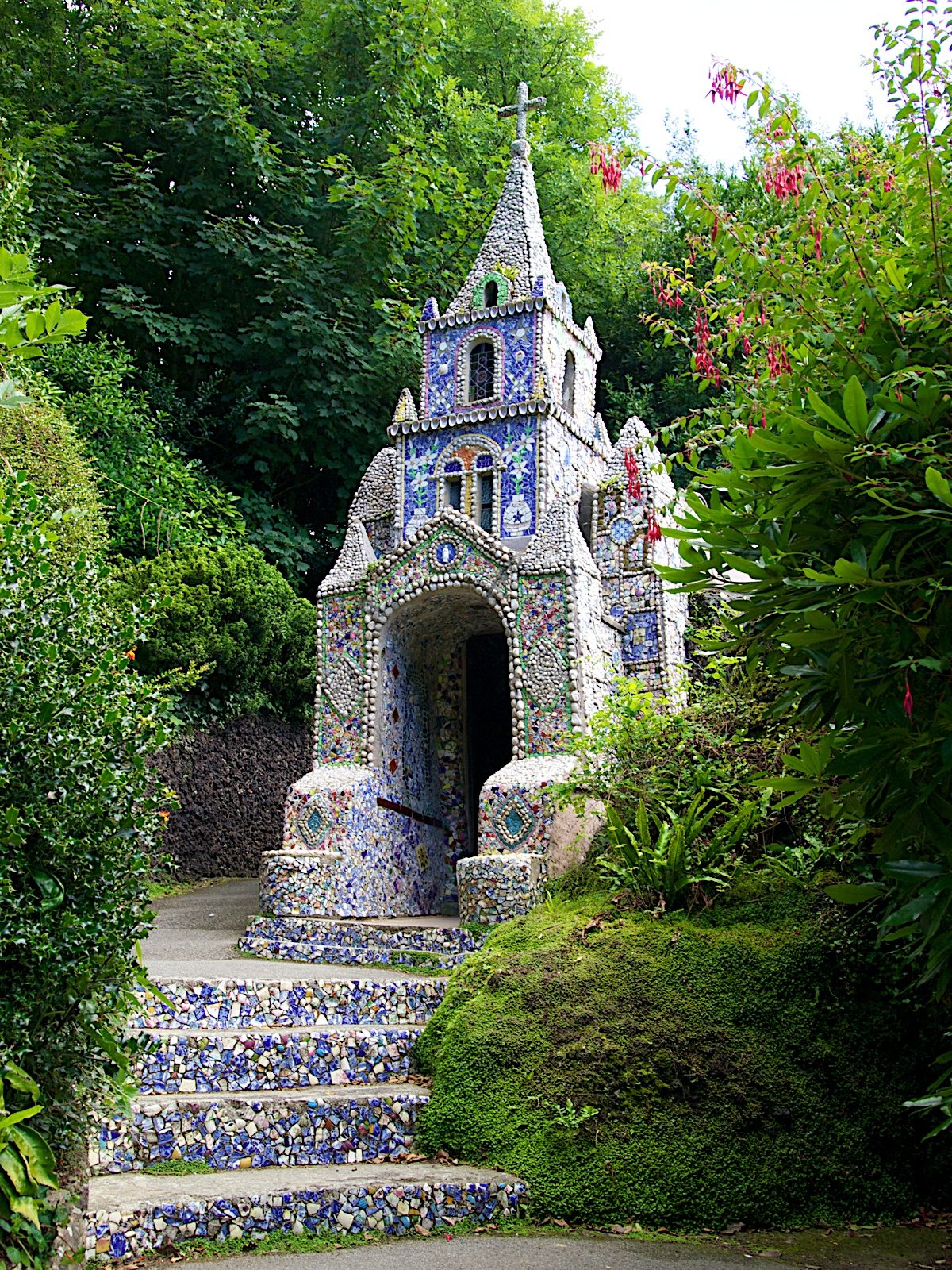
La pequeña Capilla en San Andrés. Guernsey

La mayoría de la población de Guernsey es seguidora del Cristianismo (en su mayoría católicos y de varios grupos protestantes) con pequeñas minorías que incluyen musulmanes, judíos y otros.
La fecha de la cristianización de Guernesey sigue siendo objeto de debate. Algunos estudiosos sostienen que el cristianismo se introdujo hacia el final de la ocupación romana del puerto de San Pedro (80 a. C.-50 d. C.). Otros afirman que el cristianismo llegó a la isla en los siglos III y IV. Si se considera una llegada temprana del cristianismo, podría decirse que la iglesia experimentó una gran expansión en el año 300 d. C. y después. En el año 372, San Martín fundó el primer monasterio de Guernesey, el Monasterio de Marmoutier, donde se formaban sacerdotes para ser enviados como misioneros. 
Nacido en 485 y formado como sacerdote en Guernsey, San Sansón abandonó la isla para ser misionero. Regresó a Guernsey en 520, donde, para su consternación, observó la práctica de diversos ritos de fertilidad. En su siguiente visita a Guernesey, Sansón fundó un monasterio y una iglesia. La iglesia data del año 550, constituyendo el inicio de la Iglesia celta en Guernsey. La influencia de esta Iglesia disminuyó cuando los normandos gobernaron la isla a partir del siglo X-XI. 
La Iglesia Católica fue entonces la principal expresión de la fe cristiana en Guernesey. Los monjes benedictinos del Monte Saint Michel construyeron la iglesia y el priorato de Vale hacia 968. Hacia 1050, la Iglesia de Guernesey pasó a formar parte esencialmente de la diócesis de Countances. Durante los siglos XI y XII, se construyeron todas las iglesias parroquiales tras la división de Guernsey en diez parroquias. Entre 1200 y 1400, la Iglesia Católica nvirtió dinero en la ampliación y embellecimiento de las iglesias de Guernsey. 

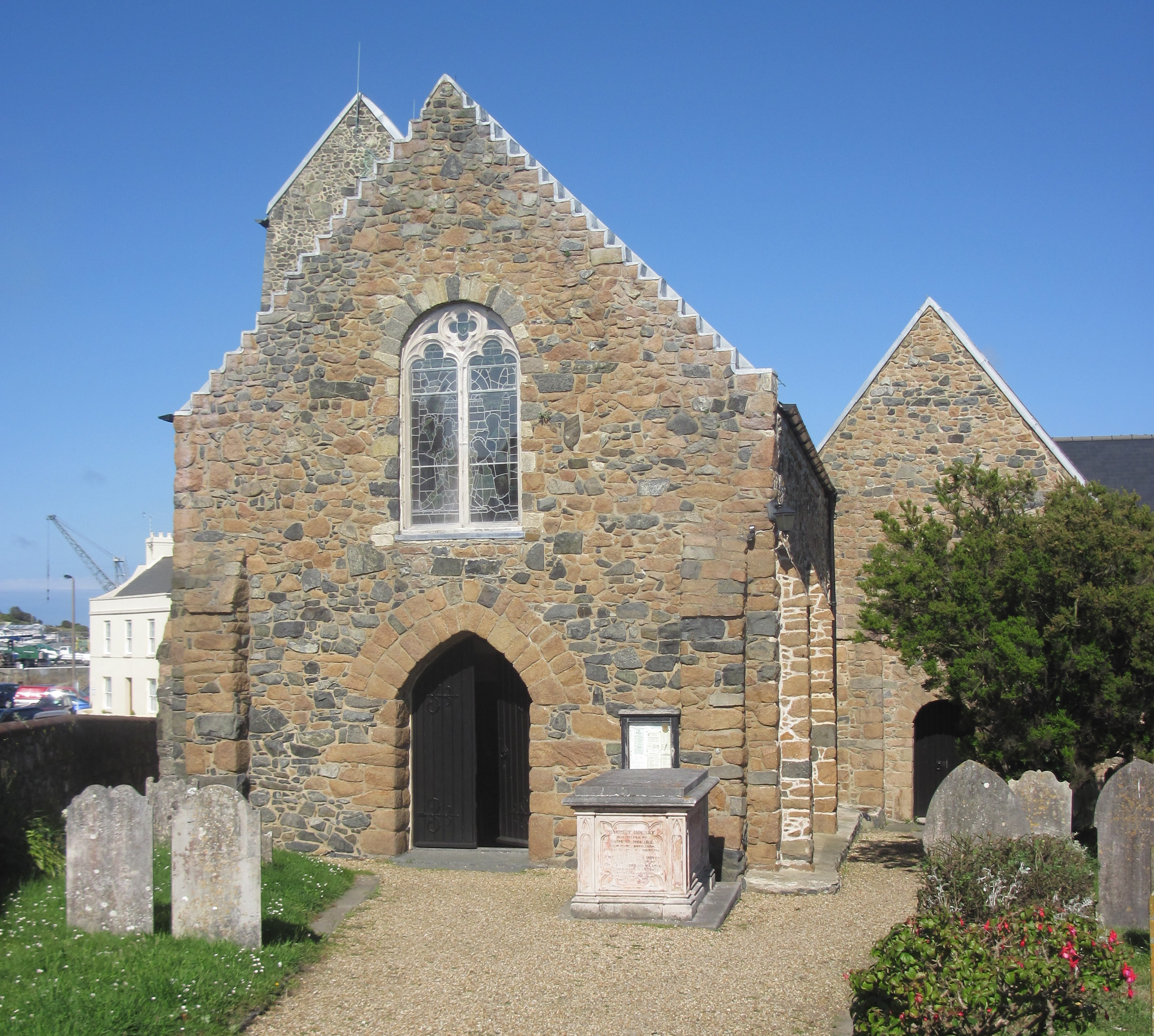
Iglesia de San Sansón

Como consecuencia, algunas iglesias se convirtieron en objeto de piratería. La Iglesia y el pueblo de Guernsey mantuvieron una estrecha relación durante esos siglos: la Iglesia alimentaba a los pobres y ayudaba en la asistencia social privada y en la educación. Hasta 1529, la Iglesia también proporcionó un refugio seguro a las personas que intentaban evitar la pena capital o los castigos corporales. El exilio de la isla solía producirse tras nueve días de santuario.
La Reforma Protesta llegó a Guernesey Como consecuencia de que el conjunto de las Islas Anglonormandas mostró su apoyo al rey Enrique VIII y expulsó la fe católica en 1547. Un año después, el calvinismo comenzó a extenderse por las Islas Anglonormandas.
A pesar del deseo de la reina Isabel y de muchos habitantes de Guernesey de establecer la Iglesia Anglicana en Guernesey, en 1576 se creó la Iglesia Presbiteriana, basada en un modelo calvinista.

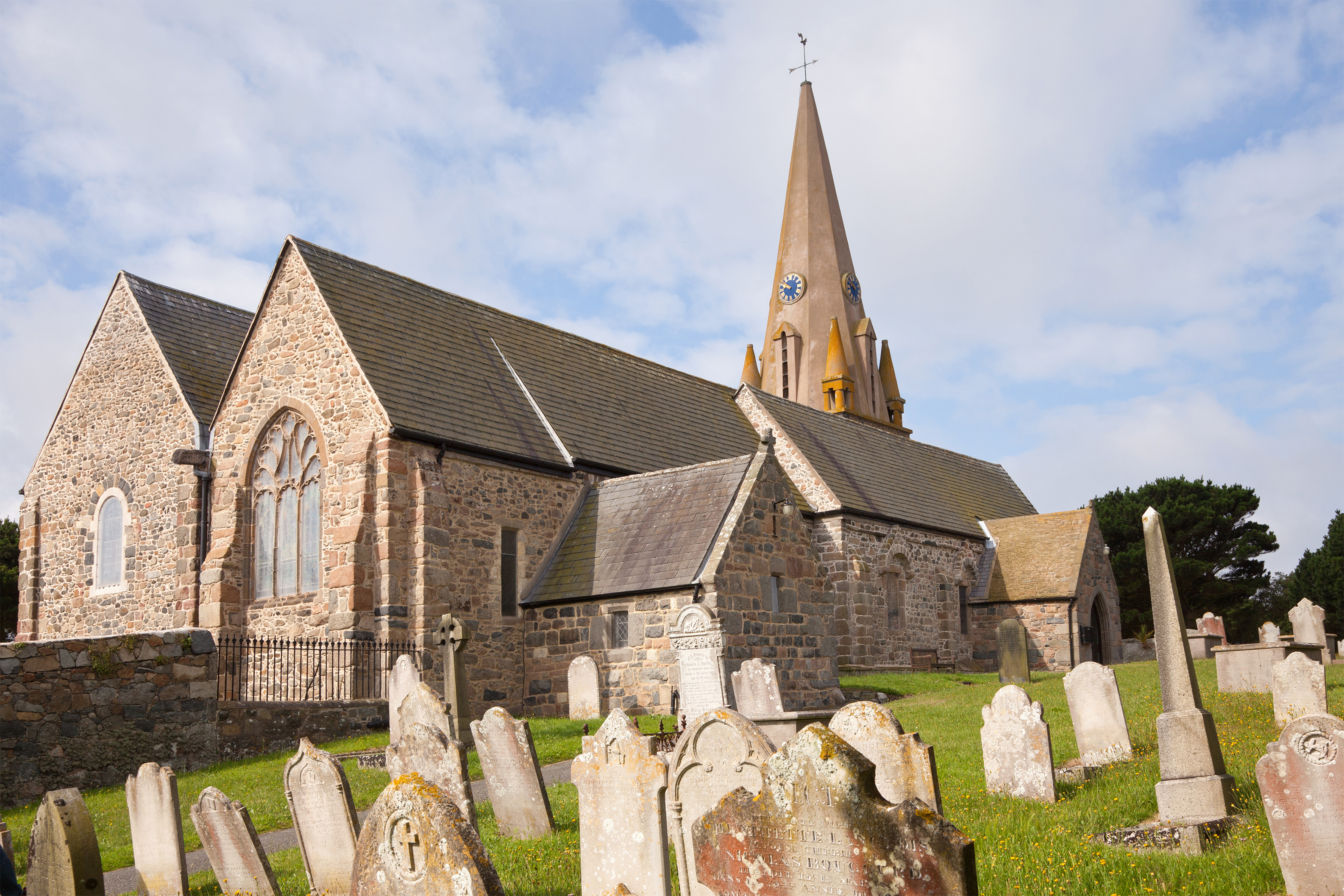
Iglesia de Ste. Marie du Castel

La Iglesia Presbiteriana adquirió mucho poder cuando el Sínodo ordenó que cada parroquia tuviera un consistorio formado por ministros, ancianos y diáconos. El Sínodo también ordenó la creación de un Coloquio Insular formado por todos los ministros, representantes de los ancianos y el gobernador de Guernsey. El Sínodo se reunía cada dos años en Jersey y Guernsey alternativamente. Ese mismo año, Cartwright, un devoto cristiano calvinista, se convirtió en capellán de Castle Cornet. Según algunos informes, Cartwright creía en la pena de muerte por adulterio. Al igual que ocurría con otras iglesias católicas de la Europa continental, las de Guernesey también estaban desatendidas. De acuerdo con la opinión calvinista, se eliminaron todos los adornos, las mesas sustituyeron a los altares y la alta burguesía pudo sentarse en los bancos.
La Iglesia Presbiteriana mantuvo el control hasta la Restauración de la monarquía inglesa en 1660. El Parlamento inglés llamó a Carlos de vuelta del exilio y lo coronó rey Carlos II. Las autoridades de Guernsey solicitaron el indulto por haber quebrantado su lealtad a la corona durante la guerra civil inglesa (1642-48, aunque a veces también se hace referencia al periodo 1640-60). El rey Carlos impuso el Acta de Conformidad a su reino, incluida Guernsey.
Esta Ley proclamaba a la Iglesia Anglicana como la única iglesia y todos los ministros y el pueblo debían ajustarse a las prácticas anglicanas, incluida la asistencia a misa y el seguimiento del Libro de Oración Común. Cualquier forma de inconformismo era castigada por la ley: multas, azotes, encarcelamiento e incluso la muerte eran prácticas habituales. El anglicanismo sustituyó al presbiterianismo y Guernsey utilizó la traducción francesa del Libro de Oración Común por orden del Rey. En 1663 se nombró un nuevo deán, John de Sausmarez, y se designaron guardianes eclesiásticos para supervisar el mantenimiento y las reparaciones de las iglesias.
En 1749, un Jurat de la Corte Real escribió que la Iglesia de Inglaterra era la única religión en Guernsey, pero en 50 años, huyendo del fervor anticristiano de la Revolución Francesa, el clero católico francés estaba en la isla. Los sacerdotes católicos permanentes estaban en la isla desde 1802 y en 1829 se construyó una capilla en el emplazamiento de Notre Dame, en Burnt Lane. La primera piedra de la Iglesia católica de San José fue bendecida por el padre Eugene Connatty el 21 de mayo de 1846, poco después de que se consiguiera el terreno de Cordier Hill para construir una nueva iglesia.
El cardenal Wiseman, arzobispo de Westminster, inauguró St Joseph's en 1851. Pero, según los informes, fue tratado con descortesía: Los periódicos locales no se hicieron eco de la inauguración y una turba rompió las ventanas de su residencia en Euston Terrace.
La historia de los judíos en Guernsey se remonta a mucho antes de los acontecimientos de 1940-5. Un judío londinense llamado Abraham fue descrito en 1277 como originario de «La Gelnseye» (Guernsey). Un judío portugués converso, Edward Brampton, fue nombrado gobernador de Guernsey en 1482.
La población judía de Guernesey ha sido históricamente mucho menor que la de la vecina Jersey, y nunca ha habido una sinagoga en la isla.
Durante la ocupación de las Islas Anglonormandas por la Alemania nazi durante la Segunda Guerra Mundial, se impusieron a las autoridades leyes que obligaban a registrarse. Ya se había exigido a todos los extranjeros  no residentes en Guernsey y británicos que se registraran en la policía, pero en los registros no se mencionaba su fe. En octubre de 1941 apareció un anuncio en el periódico en el que se instaba a todos los judíos a identificarse.
 

Todavía viven en Guernesey algunos judíos, algunos de los cuales asisten a la congregación de Jersey. La actual comunidad de las Islas Anglonormandas, formada por unos 60 judíos, se fundó en 1962.

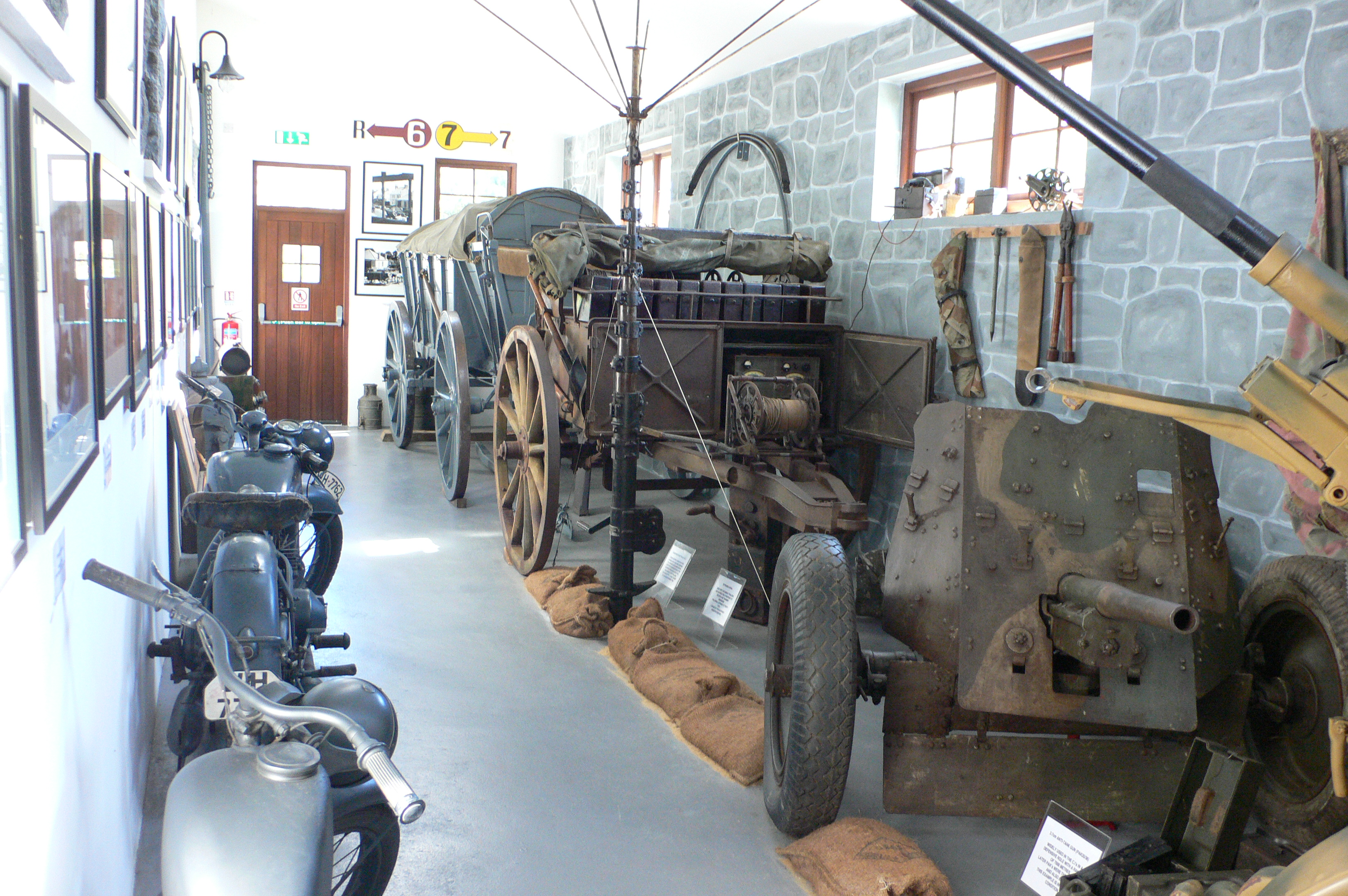
Museo de la Ocupación Alemana en Guernsey

## Cultura
El pintor impresionista francés Pierre-Auguste Renoir visitó la isla a finales del verano de 1883. Durante su estancia, pintó quince cuadros de las vistas de la isla, todos ellos con la bahía y la playa de Moulin Huet en la costa sur.
El ganado de Guernesey es un icono de la isla conocido internacionalmente. Además de ser apreciado por su rica leche cremosa, de la que se afirma que es más beneficiosa para la salud que la leche de otras razas, el ganado de Guernsey se cría cada vez más por su carne de vacuno, de sabor característico y rica en grasa amarilla; la mantequilla elaborada con la leche de las vacas de Guernsey también tiene un característico color amarillo. Desde los años sesenta, el número de isleños que crían este ganado para abastecimiento privado ha disminuido considerablemente, pero todavía se pueden ver ocasionalmente bueyes de Guernsey pastando en L'Ancresse common.

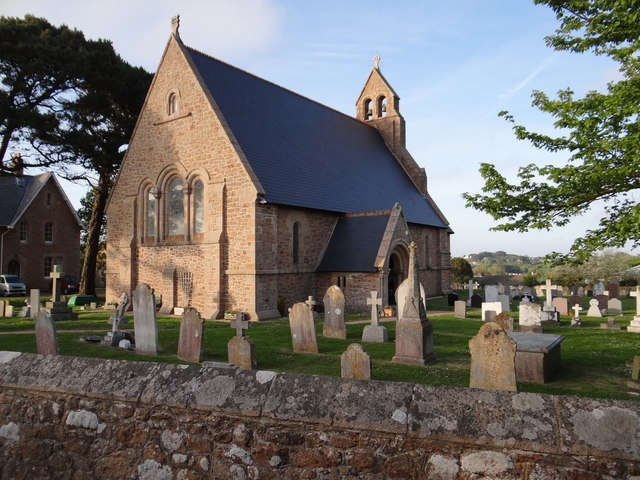
Iglesia de San Mateo en Cobo, Guernsey

Guernesey también alberga una raza de cabra conocida como Cabra Real de Guernesey Dorada, que se distingue por su pelaje de color dorado. Al final de la Segunda Guerra Mundial, la Guernsey Dorada estaba casi extinguida debido al mestizaje en la isla. La supervivencia de esta raza se atribuye en gran parte a la labor de una sola mujer, Miriam Milbourne, que logró esconder su rebaño de los alemanes durante la ocupación. Aunque ya no se considera en peligro crítico, la raza permanece en la lista de vigilancia del Rare Breeds Survival Trust. La explicación tradicional del burro (âne en francés y en guernésiais) es la pendiente de las calles de St Peter Port, que necesitaban bestias de carga para el transporte (en contraste con el terreno llano de la capital rival de Saint Helier, en Jersey), aunque también se utiliza en referencia a la terquedad de los habitantes de Guernesey. A su vez, los hombres de Guernsen se refieren tradicionalmente a los de Jerseycomo crapauds («sapos»).
El llamado lirio de Guernsey, Nerine sarniensis, también se utiliza como símbolo de la isla, aunque esta especie fue introducida en la isla desde Sudáfrica.

### Literatura

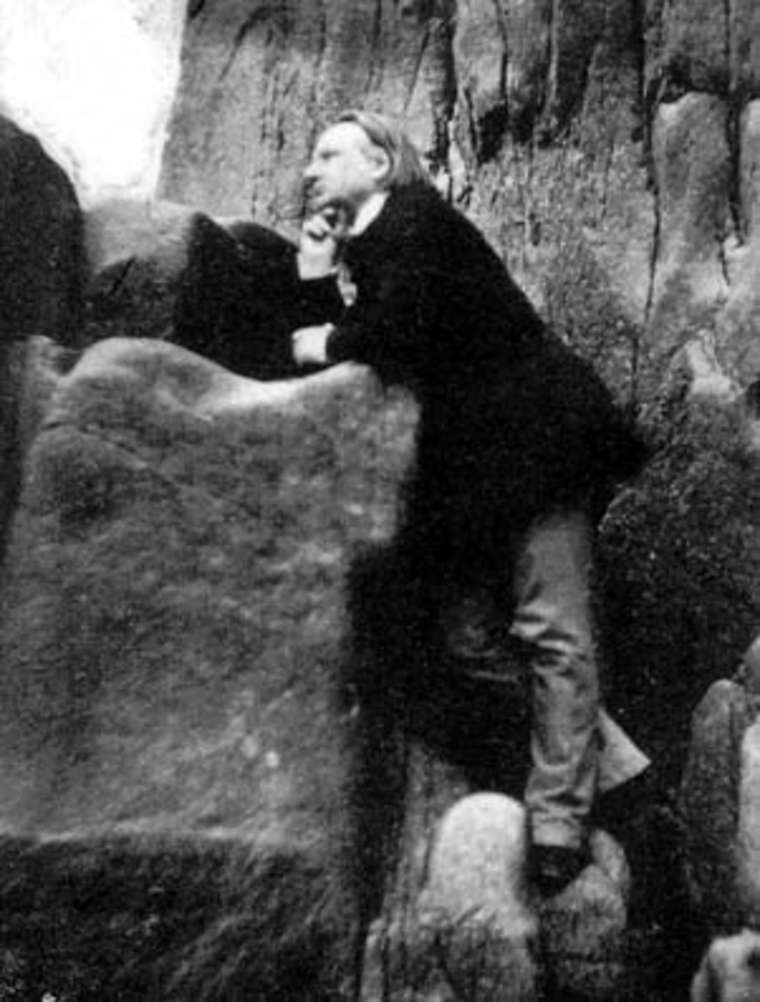
Victor Hugo estuvo exiliado en Jersey, y posteriormente en Guernsey.

Victor Hugo escribió algunas de sus mejores obras mientras estuvo exiliado en Guernsey, como por ejemplo Los miserables. Su antigua residencia en St Peter Port, Hauteville House, es ahora un museo administrado por la ciudad de París, así como la sede del consulado francés. En 1866, publicó una novela ambientada en la isla, Travailleurs de la Mer (Trabajadores del mar), que dedicó a la isla de Guernsey. La novela más reconocida de un nativo de Guernsey es The Book of Ebenezer Le Page, por GB Edwards. Además de ser una pieza de literatura muy aclamada, contiene numerosos detalles sobre la vida en Guernsey durante el siglo XX. George Métivier, quien a menudo es considerado el poeta nacional de la isla, escribió en el idioma local guerneseyés. Otros escritores destacados de Guernsey son Denys Corbet, Tam Lenfestey, T. H. Mahy y Marjorie Ozanne.

### Cine
La película The Guernsey Literary and Potato Peel Pie Society está ambientada en esta isla.

### Habitantes ilustres
William De Vic Tupper Brock, conocido en español como Guillermo Tupper, nacido el 28 de abril de 1800 en Guernsey. Héroe de la Independencia de Chile, participó en la Expedición Libertadora del Perú, la Campaña de Chiloé en 1826 y contra los Hermanos Pincheira en 1827. Murió tras la Batalla de Lircay, el 17 de abril de 1830. 
En Guernsey vivió el novelista francés Victor Hugo desde 1855 hasta 1870. Aquí terminó de escribir Los miserables en 1862 y, cuatro años después, Los trabajadores del mar, una novela dedicada a la isla y sus marineros.[cita requerida]
El músico ganador de un Grammy, Mura Masa, nació en la Bailía de Guernsey.
A William Le Lacheur, marino mercante de la Bailía de Guernsey, se le atribuye el impulsar el desarrollo del comercio del café de Costa Rica, además de contribuir significativamente a la estabilidad económica, política y social de la que ha gozado el país centroamericano.

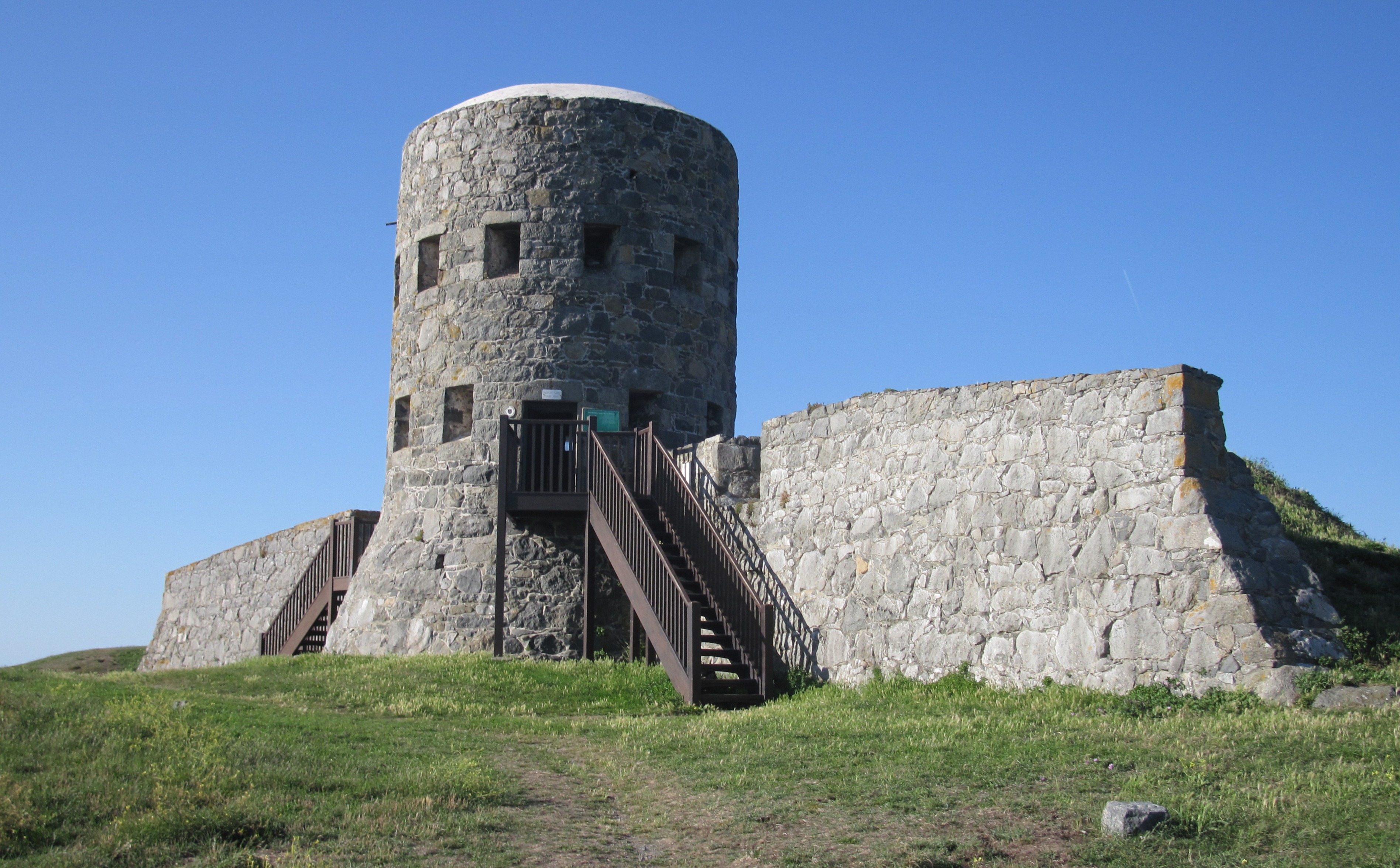
Torre Rousse

### Fortificaciones
La isla de Guernesey ha estado fortificada durante varios miles de años, y el número de emplazamientos defensivos y la complejidad de la defensa han aumentado con el tiempo, la mano de obra y las mejoras en las armas y las tácticas.
Al estar en primera línea de muchas guerras, la invasión era casi siempre una amenaza y los mejores emplazamientos para la defensa se reconstruían constantemente, reutilizándose y mejorándose las construcciones más antiguas.
La primera forma de defensa comprendía lugares seguros a los que los isleños podían huir en caso de invasión. El cabo de Jerbourg, la fortaleza de Castel, el castillo de Marais y el castillo de Vale fueron probablemente los primeros.
El castillo Cornet se empezó a construir a finales del siglo XIII en un islote accesible con marea baja, a las afueras del puerto de San Pedro. Serviría de base principal del Gobernador de Guernesey, comandante de las fuerzas militares de la isla, durante muchos siglos.
La milicia de Guernesey se formó en 1337 y continuaría hasta su disolución en 1946. Era obligatorio para todos los hombres pertenecer a la milicia. Se entrenaban semanalmente y durante seis siglos constituyeron la principal fuerza defensiva de la isla.

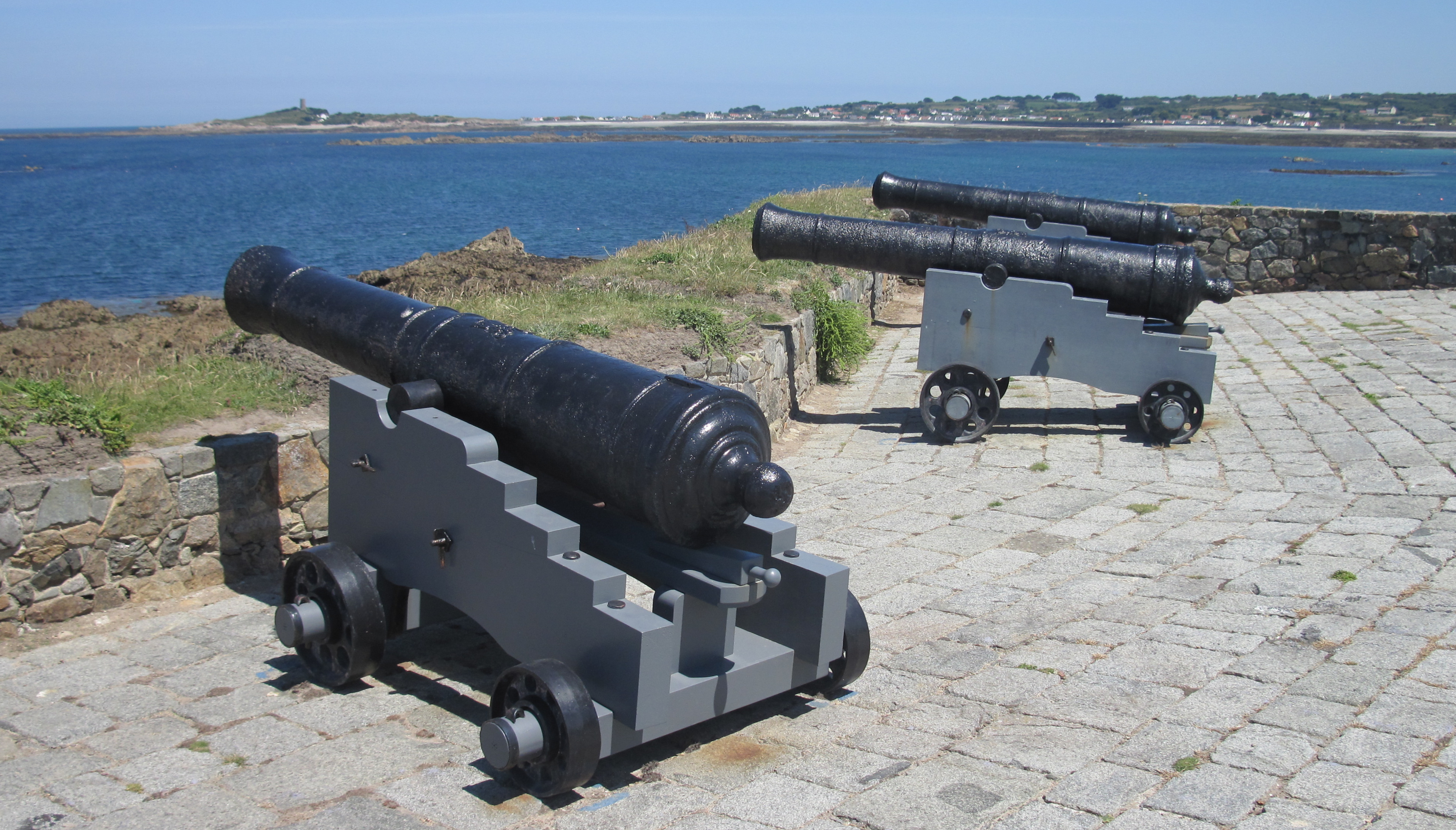
Batería de Pleinmont

En 1338, una invasión francesa capturó toda la isla, incluido el castillo Cornet, que data al menos de 1256. Dos años más tarde, la isla fue reconquistada por las fuerzas inglesas tras la derrota de la armada francesa en la batalla de Sluys y, en agosto de 1345, el castillo de Cornet también fue reconquistado. 13 años más tarde, el castillo fue capturado de nuevo por los franceses antes de ser desalojado al año siguiente.
En 1350 el rey Eduardo ordenó construir murallas alrededor de la ciudad. La orden se repitió cuando las obras no se llevaron a cabo, pero no se han encontrado pruebas de su existencia. Habrían unido el Tour Gand, al norte, con la torre Beauregard, al sur.
En mayo de 1372, Owain Lawgoch, pretendiente al trono de Gales, a la cabeza de una compañía libre, en nombre de Francia, atacó Guernesey, llamada popularmente «La Descente des Aragousais». Owain Lawgoch se retiró tras matar a 400 milicianos de la isla, El poema del mismo nombre se refiere al castillo de Vale como el Château de l'Archange, lugar donde se produjo la última resistencia contra los insurgentes.
Con la llegada del cañón y la pólvora, las defensas, ahora basadas principalmente en torno al castillo de Cornet, fueron remodeladas entre 1545 y 1548.

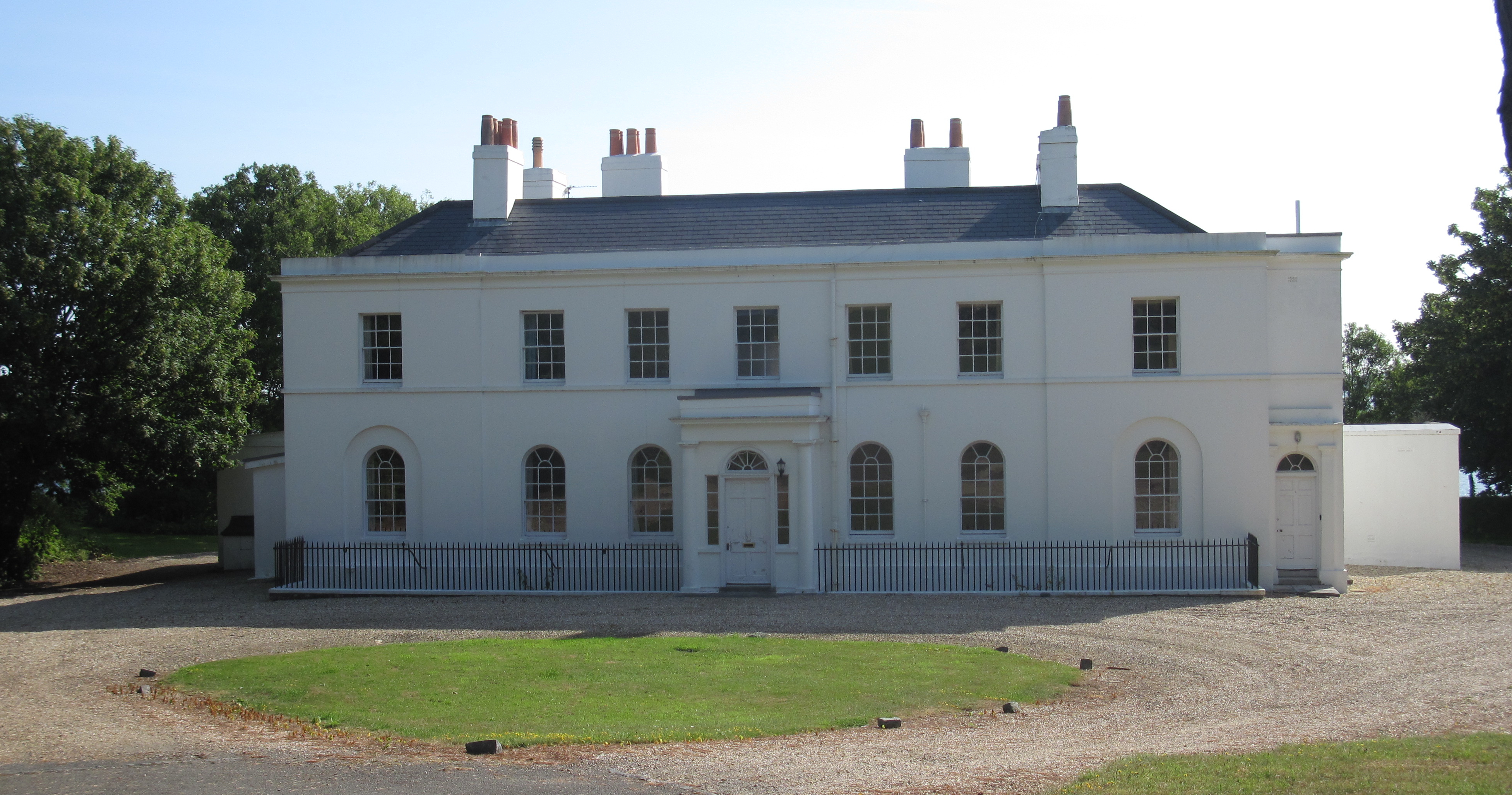
Fuerte George o Jorge

Durante la tercera guerra civil inglesa, Castle Cornet, la principal fortificación de la isla, apoyó al Rey mientras que la isla apoyaba al Parlamento, esto dio lugar a un asedio del castillo que duró nueve años, finalizando en 1651. El castillo había sido mejorado a lo largo de los siglos con la adición de muros, puertas y baterías.
Carlos II encargó en 1679 un estudio sobre las Islas Anglonormandas. El informe elaborado por el coronel Legge un año más tarde era una relación exhaustiva del estado de las defensas, los puertos y la jurisdicción civil de las islas. En Guernsey, el mantenimiento de las defensas había sido deficiente, y la corneta del castillo había sufrido una gran explosión tras la caída de un rayo en 1672.
En 1850 se presentó a la reina Victoria una carta en la que se enumeraban las defensas de la isla. Durante la época victoriana, las mejoras de la defensa consistieron principalmente en la sustitución de los cañones napoleónicos por artillería más pesada de carga por brecha en la década de 1870 y en la modificación de los fuertes para que pudieran acoger un menor número de cañones de mayor calibre. Muchas de las baterías más antiguas fueron desmanteladas. También se construyeron varios edificios militares nuevos.
En 1870, la milicia recibió nuevos fusiles de carga automática. En 1902, cuando la milicia se redujo a 1000 hombres en tiempos de paz, se empezaron a utilizar trajes de servicio de color caqui.
Algunas posiciones defensivas se mejoraron con un pequeño glacis, haciendo que las posiciones de los cañones fueran menos obvias para un atacante.

La isla fue desmilitarizada en junio de 1940, incluyendo la suspensión de la milicia de nuevo. Durante la ocupación alemana, que duró de junio de 1940 a mayo de 1945, Alemania instigó un programa masivo de construcción de túneles, diques antitanques, casamatas costeras, posiciones de artillería, torres de observación de artillería, unidades de radar y una gran cantidad de trincheras, campos de minas y alambradas de espino.

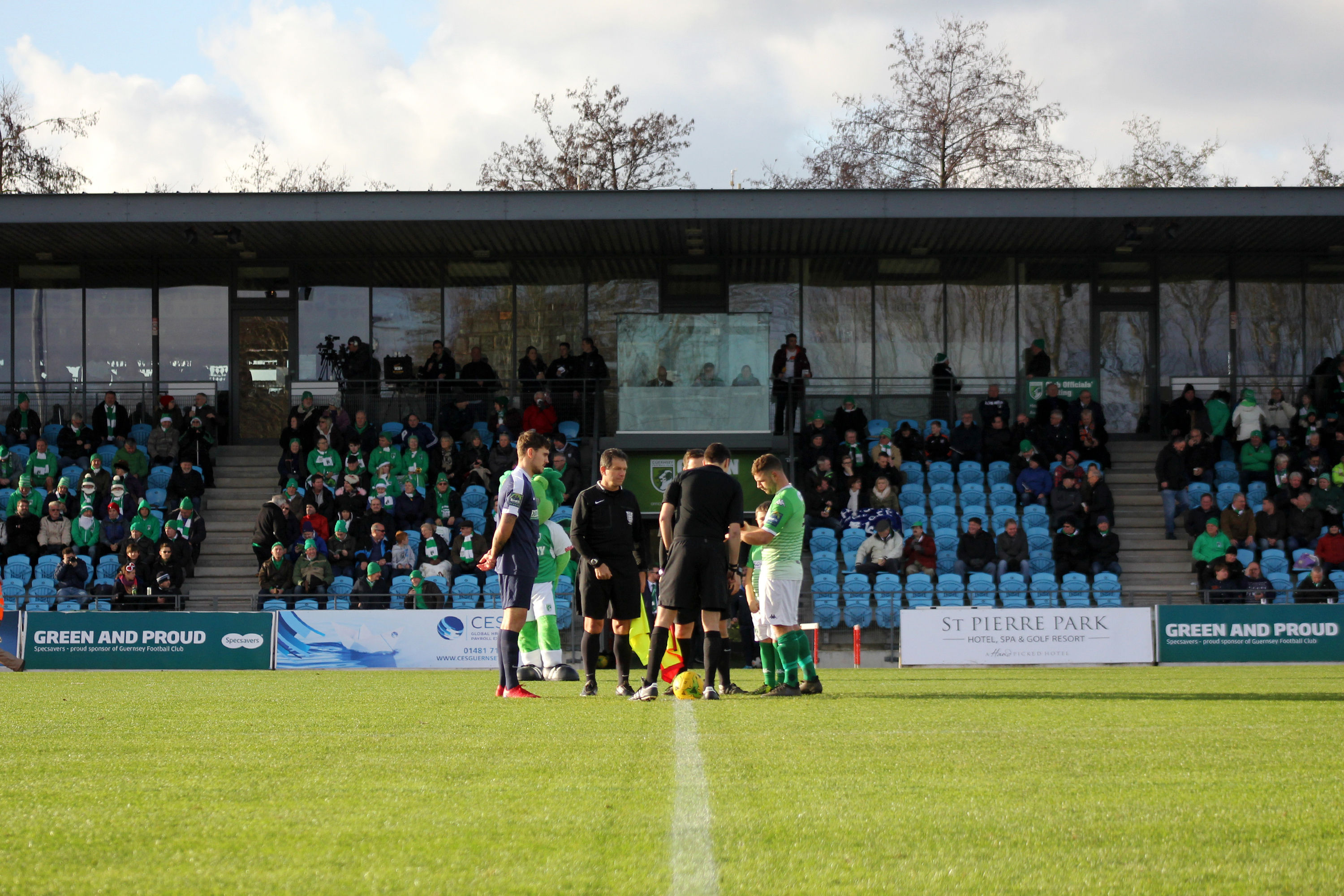
Un partido de fútbol en el estadio Footes Lane en Saint Peter Port, Guernsey

## Deporte
El mayor exponente deportivo de este territorio es Matthew Le Tissier, un futbolista que vistió la elástica del Southampton Football Club entre los años 1986 y 2002, y además fue internacional con la selección de Inglaterra en 8 ocasiones, entre 1994 y 1997. Guernsey participa en los Juegos insulares de carácter bienal, de los que fue anfitrión en 1987 y 2003 en Footes Lane. Guernsey también ha participado como país por derecho propio en los Juegos del Commonwealth desde 1970. 
Sus primeras medallas llegaron en 1982 con su primer oro en 1990. En los eventos deportivos en los que Guernsey no tiene representación internacional, pero las Naciones Originarias Británicas compiten por separado, los isleños altamente calificados pueden optar por competir por cualquiera de las Naciones Originarias. Sin embargo, hay restricciones en los traslados posteriores para representar a otras naciones. El futbolista Matt Le Tissier, por ejemplo, podría haber jugado en los equipos de fútbol de Escocia o Gales, pero optó por jugar para Inglaterra.

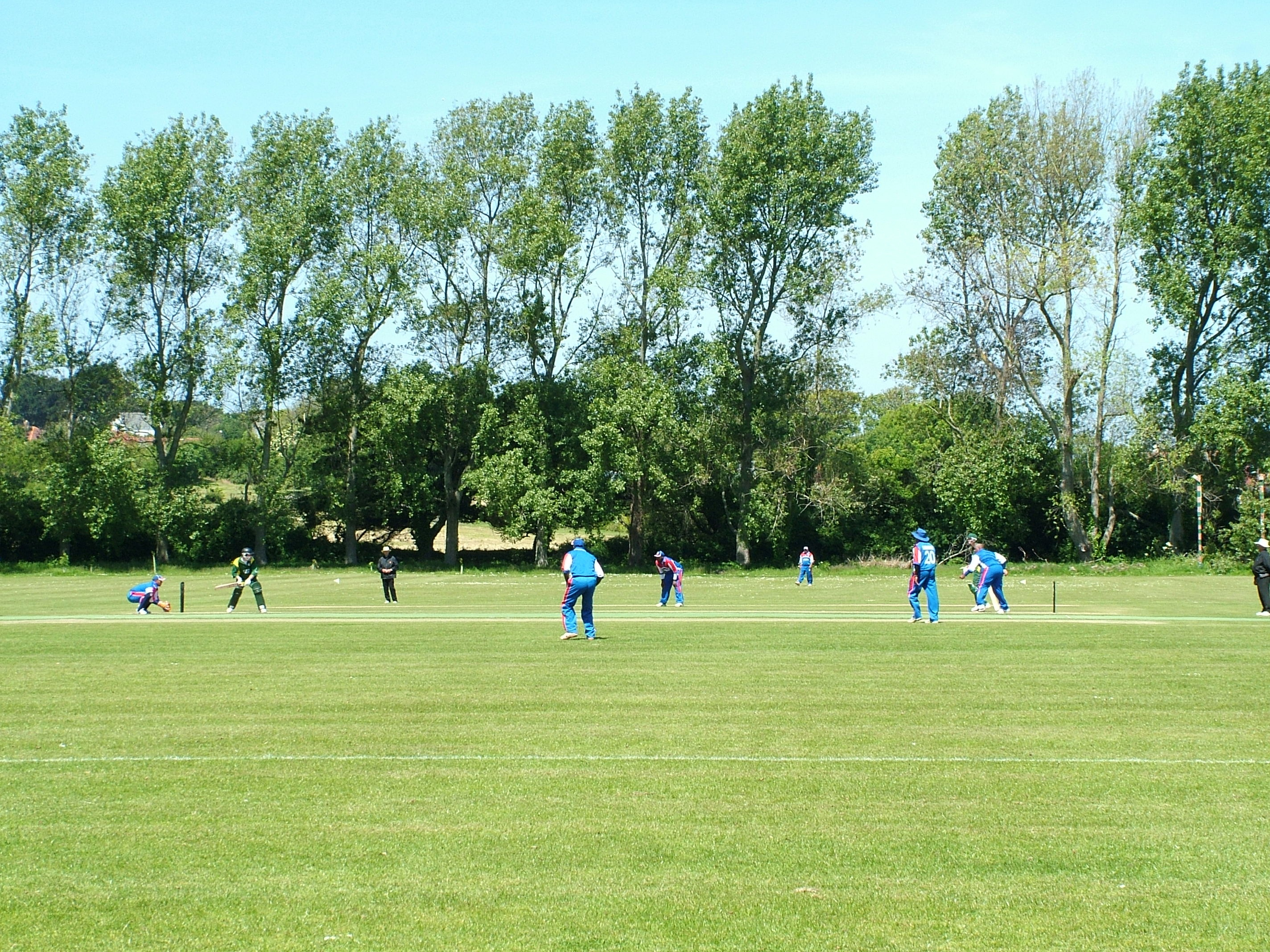
Un partido de Críquet entre las selecciones de Bermudas (un territorio británico de ultramar en América del Norte y Guernsey (una dependencia de la Corona Británica) en Europa. Evento celebrado en el Elizabeth College, Guernsey

El fútbol en Guernsey está dirigido por la Asociación de Fútbol de Guernsey. La máxima categoría del fútbol de Guernsey es la Liga FNB Priaulx, donde hay nueve equipos (Alderney, Belgrave Wanderers, Manzur, Northerners, Sylvans, St Martin's, Rovers, Rangers y Vale Recreation). El segundo nivel es la Liga Jackson. En la temporada 2011-12, se formó el Guernsey F.C., que entró en la primera división de la Liga de Condados Combinados, convirtiéndose en el primer club de las Islas del Canal que compite en las ligas inglesas. 
El 24 de marzo de 2012, Guernsey se convirtió cómodamente en campeón de división,ganando la Copa del Desafío de la Premier Combinada de Condados el 4 de mayo de 2012. Guernsey fue declarada miembro afiliado por el Consejo Internacional de Críquet (ICC) en 2005 y miembro asociado en 2008. El equipo de críquet de Guernsey juega en la Liga Mundial de Críquet y en el Campeonato Europeo de Críquet, así como en la Liga de Críquet de Sussex.